# 假面騎士ZI-O
《假面騎士ZI-O》（原題：仮面ライダージオウ），是日本東映公司在2018年推出的《假面騎士系列》的第20部平成系列特攝作品。於2018年（平成30年）9月2日至2019年（令和元年）8月25日，每週日早上09:00-09:30在朝日電視台播出，共49集。本作也是最後一部平成時代假面騎士暨《平成假面騎士》第20部紀念劇集。口號是「超越時空！」、「祝賀！新一代的王誕生！」、「我將會成爲假面騎士之王！」。
中國大陸由上海新創華文化發展有限公司拿下版權，2018年10月24日起於騰訊視頻VIP每週日早上10:00同步日本更新日語版（首播當日更新至已播放的集數），次日18:00同步更新普通話版，非VIP次周更新，這是中國大陸首部由官方授權播放的《假面騎士系列》片集作品。
台灣由木棉花國際二度代理TV版，2019年12月6日起在LiTV 線上影視、巴哈姆特動畫瘋、中華電信MOD上架，每週五更新兩集。2020年2月23日起在YouTube上架（更新第一集），3月1日起每週日19:00更新兩集，同年7月21日起，每周一至周五18:00於台灣有線頻道-霹靂台灣台獨家播映。
香港方面由香港電視娛樂購入播映權，並將本作譯名為《幪面超人時王》。因應2019冠状病毒病疫情的停課安排，於2020年4月13日起，由ViuTV逢星期一至三中午12:30雙語廣播粵語配音版及日語版，粵語配音版配上繁體中文字幕後進行網上直播，提供約7日節目重溫。此作是香港電視娛樂第二部播放的作品，同時點播網站StarNext也於每集首播後上架。

## 本作特色
- 本作是《平成假面騎士系列》的第20部紀念作，亦是白倉伸一郎在新平成系列唯一一部擔任製作人的電視作品，同時也是平成時代最後一部假面騎士電視作品以及《平成假面騎士系列》的最後一部電視特攝作品，同時繼《假面騎士BLACK RX》後第二部跨越兩個日本年號的假面騎士電視作品。
- 本作的名字「ZI-O」意思為「時王」，即為時間的王者。
- 本作的英文名稱「ZI-O」的象形數字為「21-0」，即第二個10年，同時亦可理解為2 x 10 = 20。
- 本作的假面騎士是以時間及手錶為設計概念。
- 本作主打史上最大的『平成假面騎士祭』，因此也是《平成假面騎士系列》的集大成之作。
- 本作的主角演員奧野壯是首位於2000年代出生的主角假面騎士演員。
- 本作的主題曲「Over "Quartzer"」的歌詞均向平成假面騎士的各作致敬。
  - 本作的主題曲演唱者為AAA成員末吉秀太 Featuring ISSA，其中末吉秀太曾經以AAA主音的名義主唱《假面騎士電王》主題曲「Climax Jump」，而ISSA則曾經主唱《假面騎士555》主題曲「Justiφ's」。
- 本作自《假面騎士Drive》起連續五套均有使用「假面騎士」的稱呼[5]。
- 本作的世界观雖然有全部平成假面騎士的存在，但不包含大部份歷代假面騎士的剧情要素，并且根据白仓伸一郎的透露，《假面騎士龍騎》和《假面騎士劍》的最終話和本作的世界观其实是同等的[6]。
- 本作繼《假面騎士KABUTO》、《假面騎士KIVA》、《假面騎士Decade》和《假面騎士Build》後第五部出現同一位演員擔任雙重角色的假面騎士電視作品[7]。
- 本作结合了歷代所有平成假面骑士的元素。
  - 本作繼《假面騎士顎門》、《假面騎士龍騎》和《假面騎士劍》後再次有二號假面騎士於第一話正式登場[8]；亦繼前面兩作後二號假面騎士再次較主角假面騎士先登場[9]。
  - 本作繼《假面騎士KIVA》後第二次出現於TV本篇登場未来假面騎士。
  - 本作繼《假面騎士電王》後，暌違11年再次出现穿越時空的概念，並與劇中的异魔人一樣，本作反派會與各不相同時代的人類結下契約而製造出怪人。
  - 本作自《假面騎士W》起，連續十套作品故事初期均出現協助者協助主角假面騎士們戰鬥，但該協助者實際來自反派幹部，後來某些原因與主角假面騎士們叛變[10]；部分作品協助者最終返回正派陣營[11]。
  - 本作繼《假面騎士Decade》之後，主角假面騎士再次在電視版轉換歷代平成假面騎士形態，亦是繼該作之後電視版主角假面騎士的基本形態再次沒有正式名稱。
  - 本作的設定與《假面騎士Decade》非常相似，如主角假面騎士均被設定為世界的終結者[12]；除此之外，兩者均是與前代假面騎士合作戰鬥[13]。
  - 本作繼《假面騎士W》、《假面騎士Fourze》和《假面騎士Build》後，敵人再次由變身器讓人類變身而成；而且其變身器發出電子語音被打敗後，只有變身器被破壞而變身者不會死亡。
  - 本作繼《假面騎士Fourze》和《假面騎士Ghost》後，再次设定主角假面騎士是一名高中生。
  - 本作繼《假面騎士鎧武》和《假面騎士Ghost》後，再次出現假面騎士之间可互换道具的設定。
  - 本作與《假面騎士鎧武》和《假面騎士Build》一樣，主角假面騎士所騎乘的交通工具是由攜帶型道具轉換而成。
  - 本作繼《假面騎士顎門》、《假面騎士龍騎》、《假面騎士響鬼》、《假面騎士Decade》、《假面騎士W》、《假面騎士鎧武》、《假面騎士Drive》和《假面骑士Ghost》後，再度出現只在電視單元出現的客串假面騎士。
  - 本作繼前作《假面騎士Build》之後，再次有複數變身者；假面騎士Woz - 白沃茲／黑沃茲，亦是自《假面騎士鎧武》起連續第六套作品均有複數假面騎士形態對決[14]- 假面騎士ZI-O（常盤莊吾）VS 假面騎士逢魔時王（2068年常盤莊吾）和 假面騎士Woz Ginga Finally（黑沃茲）VS 假面騎士Woz（白沃茲）。
  - 本作繼《假面騎士顎門》、《假面騎士電王》、《假面騎士KIVA》及《劇場版 假面騎士Build Be The One》後，第五次出現以合體變身為概念的超進化形態：ZI-O Trinity[15]。
  - 本作為《平成假面騎士系列》繼《假面騎士Decade》後第二次出現曾飾演歷代假面騎士或支援者的演員在故事中客串。
- 本作假面騎士的眼部設計，為該假面騎士使用的名稱；其中ZI-O使用片假名，Geiz使用平假名[16]。
- 本作的假面騎士ZI-O和Geiz的變身畫面是致敬於假面騎士Evol和假面騎士Chronos，而且變身後文字插入假面騎士眼部是致敬《假面騎士Decade》。
- 本作為首次在播映前更改話數標題的假面騎士作品[17]。
- 本作標題顯示前[18]，會閃過歷代平成假面騎士系列電視版的標題，最後顯示本作標題。
- 本作武裝形態（Armor Time）的必殺技名稱均向歷代平成假面騎士致敬[19]。
- 本作中登場的假面騎士 - 「逢魔時王」是所有歷代平成假面騎士作品最先登場的最終形態。
- 本作的劇情設定繼《假面騎士Drive》後，暌違4年再次「二話為一」單元劇設定[20]。
- 本作繼《假面騎士Drive》和《假面騎士Build》後，再次出現些微地提示到劇情的模式[21]。
- 本作是首次出現以內幕的形式的節目（即是在節目完結後出現）。
- 本作繼前作《假面騎士Build》後再次出現兩個截然不同的時空[22]。
- 本作繼《假面騎士龍騎》和《假面騎士Build》後，第三次被重設時空。
- 本作繼《假面騎士EX-AID》之後，第二次由女主角在TV篇以專屬裝備變身為假面騎士。
- 本作播映完畢後不久於2019年9月16日周杰倫的新歌《說好不哭》首播，其中本作演員渡邊圭祐為該曲的MV男主角，因而引起華人特攝迷的轟動。

## 故事概要
2068年，少女月讀為了改變未來，藉由時光機器回到了2018年的秋天，到達夢想為王的主角常磐莊吾身邊。少女如此向莊吾述說著：「在未來，有位魔王君臨於世，帶給人們痛苦，創造出一個沒有希望的世界，而未來的你，終將成為那位毀滅時間的魔王，也就是時間的王者『時王(ZI-O)』」。命中註定變身成假面騎士ZI-O的莊吾，他不是英雄，而是未來的魔王....未來的命運到底會是怎樣？這是一個穿梭於各時空，與歷代的平成假面騎士們相遇，在過去、現在、未來，每時每刻都為時空而戰的次世代之王假面騎士的故事。

## 故事背景
2068年至2071年（2060年代至2070年代）的世界
原文： / The World of 2068 to 2071（2060s to 2070s）
時間年份：2068年至2071年
明光院月津與月读及黑沃茲三人原来生活着的世界，逢魔ZI-O與月读等反抗势力的大规模战争于此逐渐扩大。
該世界存在着与EP01中18歲的莊吾一模一样的青年所变身为假面騎士ZI-O时的姿勢相似的「常磐莊吾初變身之像」与過去19名平成假面骑士的石像、中央写着片假名的「ライダー」的巨大鐘錶一样的石制纪念碑。
九時五時屋
原文：
常磐順一郎所經營的時鐘店，也是順一郎和莊吾兩叔姪所居住之地。
樓下為掛置许多不同類型時鐘的小型店舖，而樓上則是作為住家。
月讀和月津兩人為了親自確認莊吾接下来的發展而入住此地，EP28黑沃茲亦一同入住此地。
EP41因歷史改變成為反抗軍據點之一，但在打敗另類時王 II後恢復原狀。
於聯動劇場版《假面騎士平成Generations Forever》中，由於風太洛斯把假面騎士帶到了現實世界，使的該店面變成了名為「扭扭捏捏堂」的下午茶餐廳。
時劫者
原文： / Time Jacker
本作中的惡役組織，来自50年後的未來世界。
該組織行動的目的在於為了尋找能夠代替魔王的新王，在各時代裏與人們簽上契約，讓人們成為魔王候補。
斯魯瓦茲為該組織的首領，烏爾、歐拉及劇場版登場的泰德、菲妮絲皆是該組織的成員。各成員均有可令時間靜止，使自體免疫或指定的人與事物不受影響的能力。
EP43得知烏爾與歐拉不知道時間停止的力量是由斯瓦魯茲賦予。
表面上為了改變逢魔時王所存在的毀滅未來而一心團結，實際上是斯瓦魯茲為了能得到逢魔時王的力量後成王而不擇手段地犧牲他人甚至成員。
於續篇《RIDER TIME 假面騎士ZI-O VS Decade / 7人的ZI-O！》中歐拉在時空的混亂中回復了原本作為時劫者的力量和記憶，而烏爾為了保護莊吾而被逢魔ZI-O擊敗，但在時空回復後下落不明。
光森高中
原文：/ Hikarigamori High School
常磐莊吾目前所就讀的高中。
月讀和月津兩人為了親自確認莊吾接下来的發展而入讀此校。
在EP29中莊吾已經從此校畢業。
LAST（EP49）時在重新創造的新世界中莊吾仍就讀於此，而明光院景都、月讀有日菜、烏爾與歐拉等人以新的身份亦成為該校學校的學生。
於聯動劇場版《假面騎士令和The First Generation》中因ZERO-ONE世界的影響，使的該校園成為了Humagear所屬的學校。
於續篇《RIDER TIME 假面騎士ZI-O VS Decade / 7人的ZI-O！》中月讀有日菜已成為該校園的學生會長。
檀氏基金會
原文： / Dan Foundation
原作《假面騎士EX-AID》中假面騎士Genm的變身者檀黎斗所開設的公司。
而檀黎斗因爲想自立爲王，所以想讓公司從日本中獨立。
2022年至2023年（2020年代）的世界
原文： / The World of 2022 to 2023（2020s）
時間年份：2022年至2023年
莊吾所夢到的世界，雖在2019年過後不到3年的時間，但該世界呈現高科技的環境，於聯動外傳《假面騎士TYCOON meets 假面騎士SHINOBI》中得知，該世界名為「忍者世界」，而該世界目前則被一批由闇忍領導的暗黑忍者軍團「虹蛇」所支配天草四郎時貞則是該集團的首領。
根據《RIDER TIME 假面騎士Shinobi》的內容，為了在不斷被破壞的環境中生存，該時代的日本政府實施了「忍者法案」，要求全日本國民都修行忍術。
2040年（2040年代）的世界
原文： / The World of 2040（2040s）
時間年份：2040年
假面騎士猜謎的變身者堂安主水所生活的世界。
2121年（2120年代（22世紀））的世界
原文： / The World of 2121（2120s（22nd century））
時間年份：2121年
莊吾所夢到的世界，而該世界已遭到機械生命體仿生人支配，為了保護殘餘的人類，而設立人類保護區，但仿生人仍不罷休地進行侵略。
2058年（2050年代）的世界
原文： / The World of 2058（2050s）
時間年份：2058年
與2068年（2060年代）的世界并非同一個時空。該世界將揭露有關月讀的身世。
40年後的世界
原文： / The World of 40 Years After
時間年份：2059年
假面騎士AQUA的變身者湊海遙所生活的世界。
另類世界
原文： / Another World
斯瓦魯茲藉由獲得了門矢士的力量所創造出的另一個世界，於門矢士的口中道出該世界實際上是所謂「未被選上的分岐世界」。
於第45話斯瓦魯茲為了從該世界中召喚出黑暗騎士一度將小和田帶進了該另類世界召喚出了大道克己/假面騎士Eternal結尾也連同月津一同帶到了該世界從該另類世界中召喚出了白沃茲。
第46話為了讓大澄幸宏不斷重複著「遠藤拓也姐姐並未因病逝去」的虛假經曆困在另類世界中召喚出了假面騎士幽汽，該世界最後在借助大道克己/假面騎士Eternal與ZI-O三重手錶的力量將困在另類世界的月津及一眾少年帶回到了原本的世界。

### 其它／最新時空 平成系列所出現過的場景[32]
nascita
原文：
原作《假面騎士Build》中為石動惣一所經營的咖啡廳，店名的名稱源自於意大利語「誕生」。
地址位於「東都地區C8 陽野209」。
原本在其底下有座地下基地，入口處位於店內冰箱，為桐生戰兔與萬丈龍我等人集合之所在地。
不過隨著另類Build的誕生，地下基地的冰箱入口變成真的冰箱并且咖啡廳變成知名樂隊鋼鐵道義的粉絲俱樂部。
聖都大學附屬醫院
原文： / Seito University Hospital
原作《假面騎士EX-AID》中為寳生永夢和鏡飛彩等人所屬的大學醫院。
該處收留了不少受另類EX-AID襲擊的病人。
天之川學園高中
原文： / Amanogawa High School
原作《假面騎士Fourze》中為如月弦太朗等人所讀的學校，裏面有不少課外活動學會。大杉忠太為該校教師兼假面騎士部的顧問。
莊吾等人在該處尋找18歲天秤座女高中生，而另類Fourze亦在此出沒。
流星塾
原文： / Ryusei School
原作《假面騎士555》中為一所以孤兒院爲名的學校，由SMART BRAIN的花形社長所成立。草加雅人是流星塾的成員。
除此之外，佐久間龍一與山吹花梨亦是流星塾的成員。
Drupers
原文：
原作《假面騎士鎧武》中為澤芽市一個水果甜品店，為主角群葛葉紘汰等人休息時留候的地方。
另類鎧武誕生導致歷史改變後，葛葉紘汰在此打工，而店鋪位置亦改為原作中葛葉紘汰所屬的Beat Riders 鎧武隊的據點所在的建築。
巴隆隊
原文： / Team Baron
原作《假面騎士鎧武》中其中一隊Beat Riders（表演街舞的團體），本作時間點因歷史改變而使得團長仍為驅紋戒斗（原作假面騎士巴隆的變身者），但後來改由阿修羅（另類鎧武的變身者）擔任團長。
劇情中大部份成員因不明原因失蹤，後證實成員們都遭阿斯拉放逐至海姆冥界森林。
海爾冥界森林
原文： / HelHeim Forest
原作《假面騎士鎧武》中處於異世界的一個神秘森林。全是佈滿奇形怪狀或色彩詭異植物，亦是原作怪人Inves棲身的森林。
本作則為阿斯拉（另類鎧武的變身者）將部分巴隆隊成員放逐自該處，而驅紋戒斗（原作假面騎士巴隆的變身者）也因被放逐亦身處該森林，但後在月津的幫助下脫困。
不可思議現象研究所
原文：
原作《假面騎士Ghost》天空寺尊繼承其父親成為幽靈獵人後與其夥伴所成立的據點，位於原作中的大天空寺院。
主要以解決超自然現象或退治鬼怪以接受外來人的委託。
ORE新聞網
原文： / ORE Journal
原作《假面騎士龍騎》中主角城戶真司工作的報社，社長兼總編輯為大久保大介。現因為網路的發達而倒閉。
ORE乃"Open Resources Evolution"的簡稱。另外ORE在日文的發音為「俺(おれ)」，即指「我的新聞網」。
鏡世界
原文： / Mirror World
原作《假面騎士龍騎》中為主角假面騎士龍騎等假面騎士們的戰場，與現實世界相對的另一空間，環境與現實世界相同，字體卻呈現反方向，任何能照映及反射的物體皆是假面騎士到鏡世界的入口。在該世界中存在鏡像城戶真司和鏡像常磐莊吾。
另外在原作中一般人只要進入鏡世界就會粒子化並死去，即使是使用神崎士郎開發的騎士系統也會在待在鏡世界幾分鐘後開始粒子化。
「楓木」咖啡店
原文： / Jacaranda Cafe
原作《假面騎士劍》中為栗原遙香開設的咖啡店，劍崎一真等人經常在此消遣及交換情報的地方。
現由遙香的女兒栗原天音打理。
餐廳
原文： / Restaurant Agito
原作《假面骑士Agito》中由假面骑士鄂門的變身者津上翔一於原作大結局開的餐廳。
現因津上翔一前往外國深造厨藝而暫時由風谷真魚打理，但翔一之後返回日本。
未確認生命體對策班
原文： / Squad Against Unidentified Lifeforms(SAUL)
原作《假面骑士Agito》警方對抗Unknown的機關。尾室隆弘是該機關組織的成員之一。
本作中經多年發展該機關現有多個專用訓練及開發假面騎士系統的設施，而尾室隆弘亦晉升為該機關的G3小隊隊長并在其宣揚下開發新型假面騎士系統的同時繼續量產G3系統。
ZECT
原文：
原作《假面騎士Kabuto》中由人類所組成的一個消滅異蟲的祕密組織。
而加賀美新、矢車想和影山瞬（前成員）是該組織的成員之一。
天空之壁
原文： / Sky Wall
原作《假面騎士Build》中因潘多拉之盒的緣故而出現的巨大圍牆，在EP47由於Build騎士手錶破裂的原因，出現在莊吾等人的世界中，後於LAST（EP49）因莊吾決定放棄自己的理想而完全消失。
世界樹高塔
原文： / Yggdrasil Tower
原作《假面騎士鎧武》中澤芽市的地標建築，在EP47由於鎧武騎士手錶破裂的原因，出現在莊吾等人的世界中，後於LAST（EP49）因莊吾決定放棄自己的理想而完全消失。
風都塔
原文： / Windy City Tower
原作《假面騎士W》中風都的地標性建築，在EP47由於W騎士手錶破裂的原因，出現在莊吾等人的世界中，後於LAST（EP49）因莊吾決定放棄自己的理想而完全消失。

## 用語
騎士手錶
原文： / 
為寄宿歷代假面騎士力量的錶芯型道具，亦是本作假面騎士用作於變身及轉換裝甲的關鍵道具。
大部份的騎士手錶都是圆形，而且每個手錶的表面都有任何一位歷代騎士所屬的年份及符號，轉動手錶後都會画有所对应的任何一位歷代騎士的面罩。
根據黑沃兹的述說，該道具的形成过程是使用後會奪走該名歷代騎士的力量和記憶。不但如此，該假面騎士會從歷史中消失。
另外，若適合變身成騎士的變身者啟動騎士手錶，則會恢復該騎士的變身能力，此外如果在變身者身上擁有自身的騎士手錶並交予他人則無法變身。
另類手錶
原文： / 
由時劫者所使用的錶芯，能透過植入體內的方式使與時劫者訂下契約的人變成另類騎士。
若是搭配在時空驅動器上的話，會顯示出「Another Time！Evil！（アナザータイム！イヴィル！）」的音效。
未來騎士手錶
原文： / 
來自未來的騎士手錶。由假面騎士Woz使用。
其所寄宿的假面騎士力量並非過往系列登場的假面騎士，而是來自未來時空的假面騎士。
根據白沃兹的述說，三枚未來騎士手錶（忍者、猜謎、機械）為復甦Geiz誕生的關鍵道具。
另類騎士
原文： / 
本作登場的怪人，擁有扭曲了歷代平成假面騎士及未來的假面騎士的外形以及力量。
另類騎士是時劫者以契約人的慾望、願望或野心為條件，將「另類手錶」植入契約人體內所變身而成的。
大多的另類騎士都是時劫者為了尋找到代替魔王的適合新人選，而在各時空中隨機挑選的。此外，有少數的另類騎士是有自主意識。
而另類騎士的出現，會導致假面騎士變身者本人失去變身能力及相關記憶，甚至其相關歷史也因此改變。除此之外，推斷另類騎士的出現亦會令相關的敵方怪人一并消失。不過原作的雜兵級怪人不但不會被抹去存在，而且更可成爲時劫者和相關另類騎士的戰力。
不過如果該另類騎士的誕生年份與該假面騎士不處於同一個年份或在該假面騎士之後的時間段的話，則該假面騎士相關的記憶、歷史和力量仍然存在。
此外，不受影響的騎士如果被時劫者強制奪走力量依舊會失去變身能力。
擊敗另類騎士的唯三方法：
- 第一個：必須要使用與另類騎士相關的武裝形態才能將其徹底擊敗，否則另類騎士即使被擊敗，時劫者仍然可以通過重新啟動「另類手錶」的方式使其不斷復活。
- 第二個：只有相關的假面騎士才能對另類騎士造成有效傷害，此外若是相同騎士與相應的另類騎士戰鬥的話，則另類騎士的力量會高於該騎士。
- 第三個：使用進化形態亦可將其徹底擊敗。

但是，如果另類騎士在面對必殺技時轉換為其他另類騎士或假面騎士的話，則攻擊無效，手錶不會破壞。
另類騎士被正式擊敗後體内的另類手錶會被破壞，而變身者不會死亡，但會失去成爲另類騎士期間的記憶。
如沒有被正式擊敗的話，推斷另類騎士的力量可維持約8年。
另外另類騎士的契約者即便遭到擊敗，但體內仍殘留著另類騎士的少許能量。
逢魔降臨
原文： / 
黑沃兹手中所持有的一本书籍，讲述着假面騎士ZI-O如何在這50年内成为魔王的事迹。黑沃兹亦曾將其用於戰鬥上。
根據黑沃兹所講，只要假面騎士ZI-O繼承自其它平成假面騎士的力量，其離成为魔王將會近了一步。
隨著歷史的改變，書本的内容亦會跟隨改變。
於《劇場版 假面騎士ZI-O Over Quartzer》中，在假面騎士ZI-O逢魔形態誕生後，由黑沃茲將該書本的內容全部撕毀，而書本頁面也破壞了由大魔神作為開啟了重置平成時代通往時空遂道的入口。
Future Note
原文： / 
白沃兹手中所持有的一本书籍，讲述着假面騎士Geiz如何在逢魔之日成为救世主的事迹，該書籍的名字在EP29由海東大樹口中得知。
可以隨意改寫書中的一些內容，並將描述的未來內容事象會化為現實，於外傳《假面騎士ZI-O NEXT TIME Geiz Majesty》中，海東大樹也使用該筆記本讓莊吾等人一同恢復了變身的能力。
該書籍記載了逢魔降臨暦沒有記載到分歧的時間軸的歷史。
逢魔之日
原文：
此日為決定未來發展的關鍵之日。根據月讀透露，常磐莊吾在未來某日下成為至惡的逢魔時王並親手毀滅了世界做成死傷無數，也因爲此事件的關係，她所在的2068年全球總人口只有2018年的一半。
但因目前的歷史遭到改變的情況下使得未來出現了變數，EP18前已出現兩條未來線，而時劫者們各自欲打算使未來再次改變而創造出另類騎士。
從EP25得知當獅子座的一等星——軒轅十四最閃耀之時，即是《逢魔之日》降臨的時刻。
於EP30中因為時王三重型態的出現而將逢魔之日確定，有了新的未來。
軒轅十四
原文： / Regulus
為獅子座的一等星（主星）。
從EP25得知在其最閃耀的那一刻（也就是移動到天際的中心），將是決定世界未來走向的《逢魔之日》降臨之時，並透過斯瓦魯茲得知本該在四月底才閃耀的軒轅十四，將提前閃耀。
騎士卡片
原文： / Rider Card
假面騎士Decade與假面騎士Diend專用的變身及戰鬥卡片。
卡牌分以下種類：
- 已在本作登場：
  - Kamen Ride（カメンライド）：可以用此類卡片變身為卡片所對應的假面騎士，也可以直接變化成不同形態的假面騎士，又或者也可以直接召喚成不同形態的假面騎士。
  - Attack Ride（アタックライド）：可以用此類卡片發動卡片上記載的技能，但必須變身成相對應的假面騎士。
  - Final Attack Ride（ファイナルアタックライド）：可以用此類卡片發動為卡片所對應的假面騎士的必殺技。
- 未在本作登場：
  - Form Ride（フォームライド）：可以變身成其所對應的假面騎士的形態。
  - Final Form Ride（ファイナルフォームライド）：可以用此類卡片將卡片對應的假面騎士變成FFR型態，必須和卡片對應的假面騎士連攜發動，不可單獨使用。而各假面騎士的FFR型態皆以原作中出現過的裝備或支援者為原形[68]。

## 本作登場假面騎士

### 假面騎士ZI-O
變身者：常磐莊吾 / 鏡像常磐莊吾（替身演員：高岩成二/ 中田裕士/ 岡田和也/ 渡邊淳、CV：奥野壯 / 小山力也）
原文： / Kamen Rider ZI-O

#### Rider Time
| 形態名稱         | 簡介 | 外觀 | 能力 | 必殺技 |
| Default 基本形態 | 使用時王 Ride Watch變身的形態 《劇場版 假面騎士Build Be The One》 / 本篇第1話初登場。 身高：200.0cm 體重：92.0kg 拳擊力：8.2t 踢擊力：19.0t 跳躍力：30.2m 行動速度：100m / 5.0秒 | 全身以粉紅、黑、銀色為主，眼部的字眼為ライダー。面罩的時針分針為10:10，鏡世界的莊吾變身則是左右顛倒的姿態。 | 基本形態，也是時王的第一階段樣貌。以自身能力戰鬥。                                                                 | Time Break 原文： 該型態所屬的必殺技（騎士踢）。 發動時以「キック」字眼圍繞著敵人，然後「キック」集中並刻在右脚上，再向敵人使出飛踢。 Giri Giri Slash 原文： 插入所屬騎士手錶，再配合專屬武器時間斬劍劍模式所使出的必殺技。 插入時王手錶會使攻擊帶有時鐘特效 插入鎧武手錶會使攻擊帶有柳橙特效 Zure Zure Shooting 原文： 插入所屬騎士手錶，再配合專屬武器時間斬劍槍模式所使出的必殺技。 插入Fourze手錶會射出飛彈 插入W手錶會射出綠黑交互的旋風 |
| ZI-O II 時王II   | 原文： 使用時王 Ride Watch II變身的形態 本篇第22話初登場。 身高：202.0cm 體重：96.4kg 拳擊力：25.2t 踢擊力：58.3t 跳躍力：66.1m 行動速度：100m / 2.4秒                           | 全身以粉紅、黑、銀色為主，眼部的字眼為ライダー。面罩的時針分針分別為10:00和2:00。                           | 其中一個超進化形態，也是時王的第二階段樣貌，擁有可改變過去和未來以及摧毀另類手錶的力量，而且可預測敵人之後的攻擊。 | Twice Time Break 原文： 該型態所屬的必殺技（騎士踢）。與基本形態的Time Break類似，只是「キック」字眼除粉紅色外再追加金色，威力大幅提升。 Rider Giri 原文： 最强斩剑呈骑士模式时所发动的必杀技。 Haoh Giri 原文： 最强斩剑呈最强模式时所发动的必杀技。 |

#### Armor Time
| 形態名稱               | 簡介 | 外觀 | 能力                                                                                  | 必殺技 |
| BuildArmor Build裝甲   | 原文： 使用Build Ride Watch變身的形態 《劇場版 假面騎士Build Be The One》 / 本篇第2話初登場。 身高：200.0cm 體重：108.0kg 拳擊力：10.1t 踢擊力：23.5t 跳躍力：37.5m 行動速度：100m / 4.0秒 | 全身以紅、藍、黑、銀色為主，眼部的字眼為ビルド。兩肩分別是Build的變身道具「Rabbit」和「Tank」滿裝瓶，右手裝上鑽頭粉碎粉碎者。外型以假面騎士Build的RabbitTank Form為基礎                                                                             | 擁有假面騎士Build的力量。                                                             | Vortex Time Break 原文： 該型態所屬的必殺技，名稱呼應假面騎士Build的必殺技Vortex Finish。 利用鑽頭粉碎粉碎者再根據能量圖向敵人使出數次斬擊。 |
| EX-AIDArmor EX-AID裝甲 | 原文： 使用EX-AID Ride Watch變身的形態 本篇第4話初登場。 身高：204.8cm 體重：110.6kg 拳擊力：10.8t 踢擊力：24.4t 跳躍力：43.1m 行動速度：100m / 4.2秒                                      | 全身以粉紅、淺綠、黑、銀色為主，眼部的字眼為エグゼイド。兩肩裝上EX-AID的變身道具「Rider Gashat(騎士卡帶)」，雙手裝上武器「Gashacon Breaker(手掣破壞者)」錘模式，胸部裝上「Rider Gauge(騎士量表)」。外型以假面騎士EX-AID的Action Gamer Level 2為基礎 | 擁有假面騎士EX-AID的力量。擊中敵人時會顯示出「ヒット」字眼並發出「Hit」音效。         | Critical Time Break 原文： 該型態所屬的必殺技，名稱呼應假面騎士EX-AID的必殺技Mighty Critical Strike。 發動必殺技時類似假面騎士EX-AID發出必殺技般閃出字眼「クリティカルタイムブレーク」，將字眼和敵人打上空中，然後打向敵人，再跟著字眼的方向衝向敵人並配合武器向敵人使出數次錘擊。                |
| GhostArmor Ghost裝甲   | 原文： 使用Ghost Ride Watch變身的形態 本篇第13話初登場。 身高：202.2cm 體重：108.0kg 拳擊力：10.5t 踢擊力：23.2t 跳躍力：37.2m 行動速度：100m / 4.7秒                                      | 全身以橙、黑、銀色為主，眼部的字眼為ゴースト。兩肩是Ghost的變身道具「Ghost Eyecon(幽靈眼魂)」。外型以假面騎士Ghost的Ore Damashii為基礎 | 擁有假面騎士Ghost的力量。可在兩肩中召喚Parka幽靈協助戰鬥，同時亦可漂浮在空中。        | Omega Time Break 原文： 該型態所屬的必殺技，名稱呼應假面騎士Ghost的必殺技Omega Drive。 |
| GaimArmor 鎧武裝甲     | 原文： 使用Gaim Ride Watch變身的形態 本篇第11話初登場。 身高：207.0cm 體重：128.5kg 拳擊力：10.6t 踢擊力：25.1t 跳躍力：29.2m 行動速度：100m / 5.4秒 飛行速度：km/h                        | 全身以藍、橙、黑、銀色為主，眼部的字眼為ガイム。兩肩裝上鎧武的變身道具「Orange」定鎖種子，胸部為假面騎士鎧武Orange Arms的面罩。外型以假面騎士鎧武的Orange Arms為基礎                                                                                | 擁有假面騎士鎧武的力量。可使用假面騎士鎧武Orange Arms的專屬武器大橙丸並可使用二刀流。 | Squash Time Break 原文： 該型態所屬的必殺技，名稱呼應假面騎士鎧武的必殺技音效Orange Squash。 發動必殺技時收起兩把大橙丸，在敵人向自己衝來時出刀釋出能量的必殺斬擊，伴隨著畸形的橘子一般的能量體將敵人切碎。                                                                                       |
| FourzeArmor Fourze裝甲 | 原文： 使用Fourze Ride Watch變身的形態 本篇第5話初登場。 身高：202.7cm 體重：142.2kg 拳擊力：20.2t 踢擊力：19.8t 跳躍力：26.6m 行動速度：100m / 6.3秒 飛行速度：49000km/h                  | 全身以白、橙、黑、銀色為主，眼部的字眼為フォーゼ。兩肩裝上火箭的翼，雙手為Fourze的其中一個天文裝置「Rocket(火箭)」。外型以假面騎士Fourze的Base States為基礎                                                                                         | 擁有假面騎士Fourze的力量。全身可變成火箭模式直衝敵人，雙手的火箭可分離作攻防兩用。    | Limit Time Break 原文： 該型態所屬的必殺技，名稱呼應假面騎士Fourze的必殺技音效Limit Break。 全身變成火箭模式把敵人帶上太空並刻著「キック」字眼以火箭模式倒向敵人送上迴旋飛踢。莊吾把該必殺技命名為「宇宙火箭尾旋踢擊（宇宙ロケットきりもみ降下キック）」。                                                                      |
| OOOArmor OOO裝甲       | 原文： 使用OOO Ride Watch變身的形態 本篇第10話初登場。 身高：202.0cm 體重：116.0kg 拳擊力：13.1t 踢擊力：26.1t 跳躍力：92.4m 行動速度：100m / 4.7秒                                        | 全身以紅、黃、綠、黑、銀色為主，眼部的字眼為オーズ。兩肩為老虎的全身，右手為虎爪。外型以假面騎士OOO的TaToBa Combo為基礎，胸口的圓盤刻著タカ（Taka）、トラ（Tora）、バッタ（Batta），以呼應TaToBa Combo的圓盤圖案                                    | 擁有假面騎士OOO的力量。                                                               | Scanning Time Break 原文： 該型態所屬的必殺技，名稱呼應假面騎士OOO的必殺技音效Scanning Charge。 類似假面騎士OOO的必殺技TaToBa kick，發動時首先躍起，然後穿過タカ（Taka）、トラ（Tora）和バッタ（Batta）三個硬幣將其疊合成為與胸前標註片假名的TaToBa Combo圓盤相同的能量體圖案後再向敵人使出踢擊。 |
| W Armor W裝甲          | 原文： 使用W Ride Watch變身的形態 身高：200.0cm 體重：102.5kg 拳擊力：14.9t 踢擊力：22.5t 跳躍力：34.8m 行動速度：100m / 4.0秒                                                             | 更多 ： 假面騎士平成Generations Forever § 本作限定登場假面騎士/形態 | 更多 ： 假面騎士平成Generations Forever § 本作限定登場假面騎士/形態                   | 更多 ： 假面騎士平成Generations Forever § 本作限定登場假面騎士/形態 |
| KuugaArmor 裝甲        | 原文： 使用Kuuga Ride Watch變身的形態 身高：202.8cm 體重：106.2kg 拳擊力：15.6t 踢擊力：23.5t 跳躍力：39.2m 行動速度：100m / 3.9秒                                                         | 更多 ： 假面騎士平成Generations Forever § 本作限定登場假面騎士/形態 | 更多 ： 假面騎士平成Generations Forever § 本作限定登場假面騎士/形態                   | 更多 ： 假面騎士平成Generations Forever § 本作限定登場假面騎士/形態 |
| WozArmor Woz裝甲       | 原文： 使用Woz Ride Watch變身的形態 | 全身以色為主，眼部的字眼為ウォズ。外型以假面騎士Woz的基本形態為基礎 | 擁有假面騎士Woz的力量。                                                               | 一擊之鐮 原文： 按下時間長槍鐮模式的觸控螢幕上的第一個圖標後，來回兩次以上滑動觸控螢幕並按動扳機後所發出的絕技。 |

#### 未登場Armor
| 形態名稱             | 簡介                                   | 外觀 | 能力                                               | 必殺技                                                                                            |
| Armor 裝甲           | 原文： 使用Kiva Ride Watch變身的形態   | 全身以紅、金黃、黑、銀色為主，眼部的字眼為キバ。兩肩為假面騎士Kiva的搭檔Kivat Bat III的半身，外型以假面騎士Kiva的Kiva Form為基礎                                     | 擁有假面騎士的力量。                               | Wake Up Time Break 原文： 該型態所屬的必殺技，名稱呼應假面騎士Kiva的必殺技音效Wake Up。               |
| Den-OArmor 電王裝甲  | 原文： 使用Den-O Ride Watch變身的形態  | 全身以紅、黑、銀色為主，眼部的字眼為デンオウ。兩肩為時空列車的車頭，外型以假面騎士電王的Sword Form為基礎                                    | 擁有假面騎士電王的力量。                           | Ore no Time Break 原文： 該型態所屬的必殺技，名稱呼應假面騎士電王喊出必殺技時的口頭禪。           |
| Armor 裝甲           | 原文： 使用Kabuto Ride Watch變身的形態 | 全身以紅、淺藍、黑、銀色為主，眼部的字眼為カブト。兩肩為假面騎士Kabuto的變身器Kabuto Zecter，外型以假面騎士Kabuto的Rider Form為基礎                     | 擁有假面騎士Kabuto的力量。可進行Clock Up高速移動。       | Clock Time Break 原文： 該型態所屬的必殺技，名稱呼應假面騎士Kabuto使用高速移動狀態的Clock Up。          |
| HibikiArmor 響鬼裝甲 | 原文： 使用Hibiki Ride Watch變身的形態 | 全身以紫、紅、黑、銀色為主，眼部的字眼為ヒビキ。兩肩為假面騎士響鬼腰帶上的音擊鼓，外型以假面騎士響鬼的基本形態為基礎                        | 擁有假面騎士響鬼的力量。可使用太鼓棍攻擊敵人。     | Ongeki Time Break 原文： 該型態所屬的必殺技，名稱呼應假面騎士響鬼的必殺技音擊打（日文：音撃打）。 |
| BladeArmor 劍裝甲    | 原文： 使用Blade Ride Watch變身的形態  | 全身以藍、黑、銀色為主，眼部的字眼為ブレイド。兩肩為假面騎士劍的專屬武器Blay Rouzer的下半部分，外型以假面騎士劍的Ace Form為基礎             | 擁有假面騎士劍的力量。                             | Lightning Time Break 原文： 該型態所屬的必殺技，名稱呼應假面騎士劍的必殺技Lightning Blast。       |
| RyukiArmor 龍騎裝甲  | 原文：                                 | 全身以紅、黑、銀色為主，眼部的字眼為リュウキ。兩肩裝上假面騎士龍騎的龍頭讀卡器「DragVisor（龍召機甲）」。外型以假面騎士龍騎的基本形態為基礎 | 擁有假面騎士龍騎的力量。可在任何反射物中自由出入。 | Final Time Break 原文： 該型態所屬的必殺技，名稱呼應假面騎士龍騎的必殺技卡牌Final Vent。          |
| Armor 裝甲           | 原文： 使用 Ride Watch變身的形態       | 全身以金、黑、銀色為主，眼部的字眼為アギト。外型以假面騎士鄂鬥的Ground Form為基礎                                                               | 擁有假面騎士的力量。                               | Ground Time Break 原文： 該型態所屬的必殺技，名稱呼應假面騎士鄂鬥的必殺技Ground Kick。                |

#### DecadeArmor（Decade裝甲）
使用Decade Ride Watch變身的強化形態，將任何一名騎士手錶插入Decade Ride Watch上的額外插槽，可變身成對應騎士的強化形態，臉部也會顯示出對應騎士強化形態的樣貌。
| 形態名稱                                     | 簡介 | 外觀 | 能力 | 必殺技 |
| Armor Decade裝甲                             | 原文： 插槽並未插入任何手錶的形態 身高：200.0cm 體重：115.1kg 拳擊力：18.7t 踢擊力：43.3t 跳躍力：49.1m 行動速度：100m / 3.2秒                                                             | 眼部的字眼和右肩的字為ディケイド，外型以假面騎士Decade的基本形態為基礎，右肩的字為ディケイド，胸口至左肩為條碼2009 453145。                 | 擁有假面騎士Decade的力量，為ZI-O的强化形態。 | Attack Time Break 原文： 該型態所屬的必殺技，名稱呼應假面騎士Decade的技能卡組Attack Ride Heisei Riders Ultimate Time Break 原文： 配合該型態專屬武器騎士平成軍刀，將Decade Ride Watch插入劍柄之後使出的多重斬擊。 |
| Armor Build Form Decade裝甲 Build 形態       | 原文： 使用Build Ride Watch插入插槽左側的形態 身高：200.0cm 體重：108.8kg 拳擊力：18.7t（右手） / 22.2t（左手） 踢擊力：51.5t（右腳） / 43.3t（左腳） 跳躍力：73.7m 行動速度：100m / 3.0秒 | 全身以紅、藍、白、黑色為主，臉部為假面騎士Build兔子坦克氣泡形態的樣貌，右肩的字為ビルド，胸口至左肩的字為スパークリング。                   | 擁有假面騎士Build兔子坦克氣泡形態的力量。 變身成該形態的音效為「Bui・Bui・Bui・Build！」（日文：「ビ・ビ・ビ・ビルド！」） | Build Final Attack Time Break 原文： 該型態所屬的必殺技，名稱呼應假面騎士Decade的技能卡組Final Attack Ride。使出原作兔子坦克氣泡型態的必殺技Sparkling Finish。                                              |
| Armor Ghost Form Decade裝甲 Ghost 形態       | 原文： 使用Ghost Ride Watch插入插槽左側的形態。 身高：200.0cm 體重：114.7kg 拳擊力：21.6t 踢擊力：46.4t 跳躍力：55.3m 行動速度：100m / 3.1秒                                               | 全身以金色和黑色為主，臉部為假面騎士Ghost感恩魂的樣貌，右肩的字為ゴースト，胸口至左肩的字為グレイトフル。                                   | 擁有假面騎士Ghost感恩魂的力量。可召喚Parka幽靈協助戰鬥。 變身成該形態的音效為「Gho・Gho・Gho・Ghost！」（日文：「ゴ・ゴ・ゴ・ゴースト！」）                                                                                                  | |
| Armor EX-AID Form R Decade裝甲 EX-AID 形態 R | 原文： 使用EX-AID Ride Watch插入插槽左側的形態。 身高：200.0cm 體重：111.0kg 拳擊力：20.2t 踢擊力：50.2t 跳躍力：66.0m 行動速度：100m / 2.8秒                                              | 全身以粉橙色、黑色和綠色為主，臉部為假面騎士EX-AID雙重行動玩家Level XX R的樣貌，右肩的字為エグゼイド，胸口至左肩的字為ダブルアクションXXR。 | 擁有假面騎士EX-AID雙重行動玩家的力量。與假面騎士EX-AID一樣，擊中敵人時會顯示出「Hit」字眼。 使用此形態時會分裂出兩個假面騎士。分別為粉橙色的R邊和綠色的L邊。 變身成該形態的音效為「E・E・E・EX-AID！」（日文：「エ・エ・エ・エグゼイド！」） | |
| Armor EX-AID Form L Decade裝甲 EX-AID 形態 L | 原文： 使用EX-AID Ride Watch插入插槽左側的形態。 身高：200.0cm 體重：111.0kg 拳擊力：20.2t 踢擊力：50.2t 跳躍力：66.0m 行動速度：100m / 2.8秒                                              | 全身以綠色、黑色和粉橙色為主，臉部為假面騎士EX-AID雙重行動玩家Level XX L的樣貌，右肩的字為エグゼイド，胸口至左肩的字為ダブルアクションXXL。 | 擁有假面騎士EX-AID雙重行動玩家的力量。與假面騎士EX-AID一樣，擊中敵人時會顯示出「Hit」字眼。 使用此形態時會分裂出兩個假面騎士。分別為粉橙色的R邊和綠色的L邊。 變身成該形態的音效為「E・E・E・EX-AID！」（日文：「エ・エ・エ・エグゼイド！」） | |
| Armor OOO Form Decade裝甲 OOO 形態           | 原文： 使用OOO Ride Watch插入插槽左側的形態 身高：200.0cm 體重：104.2kg 拳擊力：19.6t 踢擊力：45.1t 跳躍力：61.5m 行動速度：100m / 3.0秒                                                   | 全身以紅、黑色為主，臉部為假面騎士OOO鷹孔鷲聯組的樣貌，右肩的字為オーズ，胸口至左肩的字為タジャドル。                                       | 擁有假面騎士OOO鷹孔鷲聯組的力量。 | OOO Final Attack Time Break 原文： 該型態所屬的必殺技，名稱呼應假面騎士Decade的技能卡組Final Attack Ride。使出原作鷹孔鷲聯組的必殺技風雷電。                                                                |
| Armor 555 Form Decade裝甲 555 形態           | 原文： 使用Faiz Ride Watch插入插槽左側的形態 | 全身以黑、白、紅色為主，臉部為假面騎士555加速型態的樣貌，右肩的字為ファイズ，胸口至左肩的字為アクセル。                                     | 擁有假面騎士555加速型態的力量。 | |
| DecadeArmor Ryuki Form Decade裝甲 龍騎 形態        | 原文： 使用Ryuki Ride Watch插入插槽左側的形態 身高：200.0cm 體重：106.4kg 拳擊力：23.5t 踢擊力：48.3t 跳躍力：52.7m 行動速度：100m / 3.5秒                                                 | 更多 ： 假面騎士ZI-O 外傳 RIDER TIME § RIDER TIME 假面騎士龍騎#本作限定登場假面騎士/形態                                                    | 更多 ： 假面騎士ZI-O 外傳 RIDER TIME § RIDER TIME 假面騎士龍騎#本作限定登場假面騎士/形態 | 更多 ： 假面騎士ZI-O 外傳 RIDER TIME § RIDER TIME 假面騎士龍騎#本作限定登場假面騎士/形態 |
| DecadeArmor Saber Form Decade裝甲 聖刃 形態        | 原文： 使用Saber Ride Watch插入插槽左側的形態 身高：200.0cm 體重：kg 拳擊力：t 踢擊力：t 跳躍力：m 行動速度：100m / 秒                                                                     | 更多 ： 假面騎士ZI-O 外傳 RIDER TIME § RIDER TIME 假面騎士ZI-O VS DECADE / 7人的ZI-O！#本作限定登場假面騎士/形態                            | 更多 ： 假面騎士ZI-O 外傳 RIDER TIME § RIDER TIME 假面騎士ZI-O VS DECADE / 7人的ZI-O！#本作限定登場假面騎士/形態 | 更多 ： 假面騎士ZI-O 外傳 RIDER TIME § RIDER TIME 假面騎士ZI-O VS DECADE / 7人的ZI-O！#本作限定登場假面騎士/形態                                                                                            |

#### Trinity Time
| 形態名稱              | 簡介 | 外觀                                                                                  | 能力 | 必殺技 |
| Trinity Form 三重形態 | 原文： 使用Trinity Ride Watch變身的形態 身高：203.6cm 體重：116.4kg 拳擊力：37.4t 踢擊力：86.8t 跳躍力：98.5m 行動速度：100m / 1.6秒 | 全身以金、黃、粉紅、淺藍、黑、銀色為主，眼部的字眼為ライダー。面罩的時針分針為01:10。 | 其中一個超進化形態，也是ZI-O的第三階段樣貌，擁有假面騎士ZI-O、假面騎士Geiz和假面騎士Woz的力量，並且能使用該三名騎士的武器。該型態由莊吾、月津及沃茲三人同時合體變身，所以亦存有該三人的意識，而且三人亦可輪流操控。此外由於Trinity Ride Watch是結合了ZI-O Ride Watch II和Geiz Revive Ride Watch的力量而成，所以同樣可以摧毀另類手錶，並擁有Geiz復甦剛烈的力量和復甦疾風的速度，另外一方面，如果變身者主體在與另外兩人不同的區域則可以將受到召喚的人跨越區域變身成功，解除變身則回到各自原本的時間地點。 | Solo Time Break 原文： Duo Time Break Burst 原文： Trinity Time Break Burst Explosion 原文： 騎士踢，使出時可同時與ZI-O、Geiz和Woz一起發動各自所屬的騎士踢。 |

#### Grand Time
| 形態名稱   | 簡介 | 外觀                                                                                | 能力 | 必殺技 |
| Grand ZI-O | 原文： 使用 Ride Watch變身的形態 身高：208.5cm 體重：120.0kg 拳擊力：55.8t 踢擊力：129.2t 跳躍力：146.6m 行動速度：100m / 0.4秒 | 全身以金、粉紅、紫、黑、白、銀色為主，眼部的字眼為ライダー。面罩的時針分針為10:10。 | 假面骑士时王的最終形态，可自由運用平成假面騎士們的力量，而且可召喚出位在各時間點上的平成假面騎士們（可根據戰況自由選擇包含最終形態在內的任意形態）進行作戰，及使用平成假面騎士們所有形態的專屬武裝及使用必殺技。 | All Twenty Time Break 原文： 該型態所屬的必殺技。自在召喚複數平成假面騎士的任意形態發動必殺技的合擊，或將20位平成假面騎士的力量集合於一身送上釋出全部力量的一擊（騎士踢）。 |

#### King Time
| 形態名稱           | 簡介 | 外觀                                                                  | 能力                                                                  | 必殺技                                                                |
| Ohma Form 逢魔形態 | 原文： 使用Ohma ZI-O Ride Watch變身的形態。 身高：204.5cm 體重：122.0kg 拳擊力：129.9t 踢擊力：389.9t 跳躍力：288.7m 行動速度：100m / 0.07秒 | 更多 ： 劇場版 假面騎士ZI-O Over Quartzer § 本作限定登場假面騎士/形態 | 更多 ： 劇場版 假面騎士ZI-O Over Quartzer § 本作限定登場假面騎士/形態 | 更多 ： 劇場版 假面騎士ZI-O Over Quartzer § 本作限定登場假面騎士/形態 |

#### 逢魔時王 祝福時刻
| 形態名稱           | 簡介 | 外觀 | 能力 | 必殺技 |
| Ohma Zi-O 逢魔時王 | 原文： 使用逢魔時王驅動器變身而成。 身高：200.0cm 體重：144.0kg 拳擊力：108.3t（2019年）/ 未知（2068年） 踢擊力：324.9t（2019年）/ 未知（2068年） 跳躍力：240.6m（2019年）/ 未知（2068年） 行動速度：100m / 0.1秒（2019年）/ 未知（2068年） | 全身以金黄、黑、铁灰色為主，眼部的字眼為ライダー。整體外觀與基本形態類似，但追加金色錶帶形斜肩帶及背後的錶針形裝飾。 | 力量為全平成假面騎士的加總，擁有對敵放出冲击波、令时间暂停的可怕魔力，可透過使用騎士手錶使出特殊攻擊，另外自己也可以召喚平成假面騎士當作戰力。逢魔時王是全部平成和昭和假面騎士中的最強形態。 | 逢魔時王必殺撃 原文： 該型態所屬的必殺技（騎士踢）。 發動時身上散發出黑色與金色的氣場後向敵人使出飛踢。飛踢時，背部的錶針形裝飾的時針分針會張開並顯示10:10，並讓「キック」字眼圍繞著敵人。 |

#### 專屬武裝
- 時間斬劍

原文： / 
假面騎士ZI-O 所使用的可變型武器，能變形劍和槍兩種模式。
劍模式時會有「ケン」刻在武器上，而槍模式時會有「ジュウ」刻在武器上。
發動劍模式特殊技的音效為「Giri Giri Giri!」，必殺技為「Finish Time! （騎士手錶名稱）! Giri Giri Slash!」；而槍模式特殊技的音效為「Zure Zure Uchi!」，音效為「Finish Time! （騎士手錶名稱）! Zure Zure Shooting!」
- 騎士平成軍刀

原文： / 
假面騎士ZI-O Decade装甲時所用的分針及劍型武器。
當轉動分針自某騎士時的音效為「Hey! （騎士名稱）!」，然後可發動特殊技「（騎士名稱）! Dual Time Break（デュアルタイムブレーク）!」當分針轉動到某騎士發動特殊技時攻擊與該騎士相關。
當插入 Ride Watch時可發動必殺技，音效前綴為「Finish Time! D・D・D・Decade!（フィニッシュタイム！ディ・ディ・ディ・ディケイド！）」轉動的分針少於19個騎士時的必殺技音效為「（騎士名稱，可多於一個）! Scramble Time Break!（スクランブルタイムブレーク）」
分針轉動全部19個騎士時的前綴為「Hey! Kamen Riders!」，然後待機音效為「Hei, sei! Hei, sei! Hei, sei! Hei, sei! HEI HEI HEI!」，最後必殺技音效為「（騎士手錶名稱）！Heisei Riders! Ultimate Time Break!（平成ライダーズ！アルティメットタイムブレーク）」
- 最強斬劍

原文： / 
假面騎士ZI-OII 時所使用的劍型武器，時王Trinity以及崇皇時王亦能使用。具有意指通过与假面骑士時王的系统性的同一化以追随時王的能力的外形强化的特征，由此对時王 而言永远是最强的武器。
擁有「騎士」和「最強」兩個模式，拉动手把时面罩上的字眼分别是「ライダー」和「ジオウサイキョー」，音效则分别是「Rider！」和「時王 最强！」。
拔下面罩后，便安装在时间斩剑的手表安装处上，而剑身则可安装在剑的插槽上，即可结合成「最强時間斬劍」，呈骑士模式时必殺技音效為「Rider！Finish Time！Giri Giri Slash！」；而当呈最强模式时的音效则是「最强！Finish Time! King! Giri Giri Slash!」。

### 假面騎士Geiz
變身者：明光院月津 → 明光院景都（替身演員：繩田雄哉、CV：押田岳）
原文： / Kamen Rider GEIZ

#### 變身模式

##### Rider Time
| 形態名稱                    | 簡介 | 外觀                                         | 能力 | 必殺技 |
| Default 基本形態            | 使用Geiz Ride Watch變身的形態 身高：194.5cm 體重：92.0kg 拳擊力：8.5t 踢擊力：18.7t 跳躍力：30.0m 行動速度：100m / 5.2秒                         | 全身以紅、黃、黑色為主，眼部的字眼為らいだー | 基本形態。以自身能力戰鬥。 | Time Burst 原文： 該形態所屬的必殺技（騎士踢）。 發動時顯現敵人被擊中後的投影並以「らいだー」和「きっく」字眼化作路徑瞄準敵人，然後沿著路徑向敵人使出飛踢。過程中敵人的投影會倒轉並在擊中敵人時與敵人重合。 Giwa Giwa Shoot 原文： 插入所屬騎士手錶，再配合專屬武器時間斬斧弓模式所使出的必殺技。 Zakkuri Cutting 原文： 插入所屬騎士手錶，再配合專屬武器時間斬斧斧模式所使出的必殺技。 |
| Revive Goretsu 復甦剛烈形態 | 原文： 使用Geiz Revive Ride Watch變身的其中一個形態 身高：198.2cm 體重：114.3kg 拳擊力：40.7t 踢擊力：76.7t 跳躍力：87.1m 行動速度：100m / 2.2秒 | 全身以紅、黃、黑色為主，眼部的字眼為らいだー | 壓縮時間以強化力量的超級形態，由於能力上強過於ZI-O II，所以推測也擁有破壞另類手表的力量。                                         | Ichigeki Time Burst 原文： 該形態所屬的必殺技（騎士踢）。 收束能量以超絕的破壞力放出踢擊，又或用於強化專屬武器時間斬爪鋸模式的必殺技。 Super Noko Setsuzan 原文： 插入Geiz Revive Ride Watch，再配合專屬武器時間斬爪鋸模式所使出的必殺技。 |
| Revive Shippu 復甦疾風形態  | 原文： 使用Geiz Revive Ride Watch變身的其中一個形態 身高：198.2cm 體重：114.3kg 拳擊力：33.1t 踢擊力：76.7t 跳躍力：87.1m 行動速度：100m / 0.9秒 | 全身以藍、黃、黑色為主，眼部的字眼為らいだー | 壓縮時間以強化速度的超級形態，由於能力上強過於ZI-O II，所以推測也擁有破壞另類手表的力量，此外，有一定程度的抵抗重加速能力並活動。 | Hyakuretsu Time Burst 原文： 該形態所屬的必殺技（騎士踢）。 收束能量以超絕的速度放出連續踢擊，又或用於強化專屬武器時間斬爪爪模式的必殺技。 Super Tsume Renzan 原文： 插入Geiz Revive Ride Watch，再配合專屬武器時間斬爪爪模式所使出的必殺技。 |

##### Armor Time
| 形態名稱               | 簡介 | 外觀 | 能力 | 必殺技 |
| BuildArmor Build裝甲   | 原文： 使用Build Ride Watch變身的形態 身高：198.2cm 體重：108.0kg 拳擊力：10.5t 踢擊力：23.2t 跳躍力：37.2m 行動速度：100m / 4.2秒                  | 全身以紅、藍、黑色為主，眼部的字眼為びるど。兩肩分別是Build的變身道具「Rabbit」和「Tank」滿裝瓶，右手裝上鑽頭粉碎粉碎者。外型以假面騎士Build的RabbitTank Form為基礎                                                                               | 擁有假面騎士Build的力量。                                                                                   | Vortex Time Burst 原文： 該型態所屬的必殺技，名稱呼應假面騎士Build的必殺技Vortex Finish。 必殺技與假面騎士Build的RabbitTank Form一樣，隨著算式彈幕跳躍到拋物綫最高點準備下滑時，力量集中在右腳加速衝向敵人作致命踢擊。                                                                                                   |
| EX-AIDArmor EX-AID裝甲 | 原文： 使用EX-AID Ride Watch變身的形態 身高：204.8cm 體重：110.6kg 拳擊力：10.5t 踢擊力：23.2t 跳躍力：40.2m 行動速度：100m / 4.5秒                 | 全身以粉紅、淺綠、黑、紅為主，眼部的字眼為えぐぜいど。兩肩裝上EX-AID的變身道具「Rider Gashat(騎士卡帶)」，雙手裝上武器「Gashacon Breaker(手掣破壞者)」錘模式，胸部裝上「Rider Gauge(騎士量表)」。外型以假面騎士EX-AID的Action Gamer Level 2為基礎 | 擁有假面騎士EX-AID的力量。與假面騎士EX-AID一樣，擊中敵人時會顯示出「Hit」字眼。                             | Critical Time Burst 原文： 該型態所屬的必殺技，名稱呼應假面騎士EX-AID的必殺技Mighty Critical Strike。 發動必殺技時配合武器向敵人使出數次錘擊。 |
| GhostArmor Ghost裝甲   | 原文： 使用Ghost Ride Watch變身的形態 身高：202.2cm 體重：108.0kg 拳擊力：10.5t 踢擊力：23.2t 跳躍力：37.2m 行動速度：100m / 4.7秒                  | 全身以紅、橙、黑、黃、銀色為主，眼部的字眼為ごーすと。兩肩是Ghost的變身道具「Ghost Eyecon(幽靈眼魂)」。外型以假面騎士Ghost的Ore Damashii為基礎 | 擁有假面騎士Ghost的力量。可在兩肩中召喚Parka幽靈協助戰鬥，同時亦可漂浮在空中。                              | Omega Time Burst 原文： 該型態所屬的必殺技，名稱呼應假面騎士Ghost的必殺技Omega Drive。 必殺技與假面騎士Ghost的Ore Damashii一樣，向敵人作出飛踢。 |
| DriveArmor Drive裝甲   | 原文： 使用Drive Ride Watch變身的形態 身高：198.8cm 體重：109.5kg 拳擊力：11.1t 踢擊力：23.8t 跳躍力：36.8m 行動速度：100m / 5.0秒（加速時：1.2秒） | 全身以紅、白、黑、黃、銀色為主，眼部的字眼為どらいぶ。兩肩是汽車的車軚，Drive的變身道具「Shift Car(移速戰車)」裝備於雙手。外型以假面騎士Drive的type Speed為基礎                                                                                   | 擁有假面騎士Drive的力量。能夠使出連續技的超高速戰士，可射出Drive的變身道具「Shift Car(移速戰車)」攻擊敵人。 | Hissatsu Time Burst 原文： 該型態所屬的必殺技，名稱呼應假面騎士Drive的必殺技音效Hissatsu。 類似假面騎士Drive的type Speed必殺技SpeeDrop，配合跑車賽特朗極緻的速度，再向敵人作出快速拳擊。 |
| WizardArmor Wizard裝甲 | 原文： 使用Wizard Ride Watch變身的形態 身高：198.1cm 體重：124.0kg 拳擊力：8.9t 踢擊力：19.8t 跳躍力：32.7m 行動速度：100m / 5.0秒                  | 全身以紅、黑、黃、銀色為主，眼部的字眼為うぃざーど。兩肩裝上Wizard的變身道具「Flame」魔法指環，背部以Wizard圖騰標志的邊框為藍本。外型以假面騎士Wizard的Flame Style為基礎                                                                          | 擁有假面騎士Wizard的力量。可使用魔法戰鬥。                                                                  | Strike Time Burst 原文： 該型態所屬的必殺技，名稱呼應假面騎士Wizard的必殺技Strike Wizard。 透過魔法陣躍起之後穿過魔法陣令右脚放大，再向敵人作出踢擊。 |
| FaizArmor 555裝甲      | 原文： 使用Faiz Ride Watch變身的形態 身高：198.5cm 體重：109.0kg 拳擊力：10.7t 踢擊力：24.1t 跳躍力：38.4m 行動速度：100m / 4.4秒                   | 全身以紅、白、黑、黃、銀色為主，眼部的字眼為ふぁいず。兩肩裝上555的變身道具「SB-555P Faiz Phone」。外型以假面騎士555的基本形態為基礎 | 擁有假面騎士555的力量。使用Faiz Phone X可召喚假面騎士555的專屬道具戰鬥。                                    | Exceed Time Burst 原文： 該型態所屬的必殺技，名稱呼應假面騎士555的必殺技音效Exceed Charge。 必殺技與假面騎士555的Crimson Smash一樣，首先使用Faiz Phone X召喚Faiz Pointer Pointer，然後躍起以Faiz Pointer射出錐狀的紅色光束定在敵人上，再以飛踢踢入光錐中攻擊敵人。與假面騎士555一樣，擊殺敵人的同時會浮現出紅色的Ø文字。 |
| GenmArmor Genm裝甲     | 原文： 使用Genm Ride Watch變身的形態 身高：204.8cm 體重：110.6kg 拳擊力：9.5t 踢擊力：23.2t 跳躍力：40.2m 行動速度：100m / 4.5秒                    | 全身以紅、黑、紫、黃、銀色為主，眼部的字眼為げんむ。兩肩裝上Genm的變身道具「Rider Gashat(騎士卡帶)」，胸部裝上「Rider Gauge(騎士量表)」。外型以假面騎士Genm的Action Gamer Level 2為基礎                                                           | 擁有假面騎士Genm的力量。與假面騎士Genm一樣，擊中敵人時會顯示出「Hit」字眼。                                 | Critical Time Burst 原文： 該型態所屬的必殺技，名稱呼應假面騎士Genm的必殺技Mighty Critical Strike。 以敌人为中心高速回旋，向周围之敌以及中心之敌放出高速的踢击。 |
| BibiruArmor 膽小裝甲   | 原文： 使用Bibiru Ride Watch變身的形態 | 全身以藍、黑、黃、白色為主，眼部的字眼為びびる。兩肩是驚嚇的遊流仙的頭部，外型以GhostArmor為基礎 | 能將月津內心的恐懼心和害怕後的行動化為攻擊的最恐形態。                                                      | Bibi Time Burst 原文： 該型態所屬的必殺技。 雙肩的遊流仙眼睛發紅，與突然出現的藍色鬼魂一同衝撞目標。 |

##### Majesty Time
| 形態名稱          | 簡介 | 外觀                                                                    | 能力                                                                    | 必殺技                                                                  |
| Geiz Majesty 王者 | 原文： 使用Geiz Majesty Ride Watch變身的形態 身高：194.5cm 體重：118.7kg 拳擊力：58.4t 踢擊力：113.3t 跳躍力：125.1m 行動速度：100m / 0.6秒 | 更多 ： 假面騎士ZI-O NEXT TIME Geiz Majesty § 本作限定登場假面騎士/形態 | 更多 ： 假面騎士ZI-O NEXT TIME Geiz Majesty § 本作限定登場假面騎士/形態 | 更多 ： 假面騎士ZI-O NEXT TIME Geiz Majesty § 本作限定登場假面騎士/形態 |

#### 專屬武裝
- 時間斬斧

原文： / 
假面騎士Geiz 的斧頭型武器，擁有「斧」和「弓」兩個模式。假面騎士時王三重型態亦能使用。
斧模式時會有「おの」刻在武器上，而弓模式時會有「ゆみ」刻在武器上。
發動斧模式特殊技的音效為「Zakkiri Giri!」，必殺技為「Finish Time! （騎士手錶名稱）! Zakkuri Cutting!」；而弓模式特殊技的音效為「Giwa Giwa Uchi!」，音效為「Finish Time! （騎士手錶名稱）! Giwa Giwa Shoot!」
- 時間斬爪

原文：/ 
假面騎士Geiz復甦(Revive) 時所使用的爪型武器，擁有「爪」和「鋸」兩個模式。假面騎士時王三重型態亦能使用。
爪模式時會有「つめ」刻在武器上，而鋸模式時會有「のこ」刻在武器上。

### 假面騎士Woz
變身者：白沃茲、黑沃茲、（替身演員：永德、CV：渡邊圭祐）
原文： / Kamen Rider Woz

#### 變身模式

##### Future Time
| 形態名稱         | 簡介 | 外觀                                         | 能力                       | 必殺技 |
| Default 基本形態 | 使用Woz MiRide Watch變身的形態 身高：198.2cm 體重：94.2kg 拳擊力：16.7t 踢擊力：38.8t 跳躍力：61.6m 行動速度：100m / 2.9秒 | 全身以綠、銀、黑色為主，眼部的字眼為ライダー | 基本形態。以自身能力戰鬥。 | Time Explosion 原文： 從驅動器中投射出正方體影像後，對敵放出回旋踢，回旋時伴随着「キック」的文字，用能量將敵踢飛至鐘錶型影像中并一同爆炸。 |

##### Futuring
| 形態名稱                      | 簡介 | 外觀 | 能力                                                                                 | 必殺技 |
| Futuring Shinobi 未來連結忍者 | 原文： 使用Shinobi MiRide Watch變身的形態 身高：200.9cm 體重：96.5kg 拳擊力：18.0t 踢擊力：44.5t 跳躍力：87.4m 行動速度：100m / 1.6秒 | 全身以綠、銀、紫、黑色為主，眼部的字眼為シノビ。兩肩是假面騎士忍者使用的手裏劍。外型以假面騎士忍者的基本形態為基礎                 | 擁有假面騎士忍者的力量。可以潛入影子以及使用忍法。                                   | 忍法時間破壞之術 原文： 將驅動器的拉杆拉開後再度閉合，所發動的必殺技。 使用時間長槍鐮模式將敵人勾起至半空，並停止於半空。 一擊之鐮 原文： 按下時間長槍鐮模式的觸控螢幕上的第一個圖標後，來回兩次以上滑動觸控螢幕並按動扳機後所發出的絕技。 出現兩個分身體交替攻擊，最後由變身者親自掃除；或是直接將敵人勾起至空並以鐮模式直接切裂。 |
| Futuring Quiz 未來連結猜謎    | 原文： 使用Quiz MiRide Watch變身的形態 身高：199.9cm 體重：98.6kg 拳擊力：22.3t 踢擊力：42.3t 跳躍力：68.4m 行動速度：100m / 2.4秒    | 全身以綠、銀、橙、黑色為主，眼部的字眼為クイズ。兩肩是武裝上假面騎士猜謎頭頂的問號。外型以假面騎士猜謎的基本形態為基礎             | 擁有假面騎士猜謎的力量。可向敵人提出問題使其混亂的能力。                             | Quiz Shock Break 原文： 使用時間長槍杖模式放出多個問號形狀能量板困住敵人，再引發爆炸打敗敵人。 |
| Futuring Kikai 未來連結機械   | 原文： 使用Kikai MiRide Watch變身的形態 身高：200.6cm 體重：120.0kg 拳擊力：30.8t 踢擊力：72.1t 跳躍力：56.2m 行動速度：100m / 4.2秒  | 全身以綠、銀、黃、黑色為主，眼部的字眼為キカイ。兩肩是假面騎士機械腰帶上的機械扳手及機械螺絲刀。外型以假面騎士機械的基本形態為基礎 | 擁有假面騎士機械的力量。可以控制附近的人或事物作為戰力，兩肩能伸出不同形狀的機械臂。 | Fullmetal Break 原文： 從兩肩伸出機械臂將敵人拉向自己，再使用時間長槍槍模式直接刺向敵人。 |

##### Finally time（最終形態）
| 形態名稱                        | 簡介 | 外觀                                                                                       | 能力 | 必殺技 |
| Ginga Finally 銀河終結          | 原文： 使用银河 MiRide Watch變身的其中一個形態 身高：202.8cm 體重：107.2kg 拳擊力：45.3t 踢擊力：104.9t 跳躍力：119.0m 行動速度：100m / 0.8秒 | 全身以綠、銀、黃、黑色為主，眼部的字眼為黃色的ギンが。外型以假面騎士银河的基本形態為基礎   | 第一形態。擁有假面騎士银河的力量。可使用宇宙的力量，能控制引力以阻擋敵人的攻擊及使出能量球或衝擊波攻擊敵人。另外擁有摧毀另類手錶的力量。 | 超銀河Explosion 原文： 該形態所屬的必殺技（騎士踢）。 製造擬似宇宙般的無重力空間困住敵人後，收束宇宙能量高速直進施以踢擊。又或者釋放大量擬似星體能量球大範圍對敵人殲滅。 |
| Ginga Taiyo Form 銀河太陽形態   | 原文： 使用银河 MiRide Watch變身的其中一個形態 身高：202.8cm 體重：107.2kg 拳擊力：45.3t 踢擊力：104.9t 跳躍力：119.0m 行動速度：100m / 0.8秒 | 全身以綠、銀、黃、黑色為主，眼部的字眼為紅色的タイヨウ。外型以假面騎士银河的基本形態為基礎 | 第二形態。擁有假面騎士银河的力量。可使用宇宙的力量，能從手中使出匹敵太陽溫度的火焰。                                                     | Burning Sun Explosion 原文： 該形態所屬的必殺技。 釋放擬似太陽的高熱能量熱線和火焰能量球對大範圍燒盡。                                                                   |
| Ginga Wakusei Form 銀河行星形態 | 原文： 使用银河 MiRide Watch變身的其中一個形態 身高：202.8cm 體重：107.2kg 拳擊力：45.3t 踢擊力：104.9t 跳躍力：119.0m 行動速度：100m / 0.8秒 | 全身以綠、銀、黃、黑色為主，眼部的字眼為藍色的ワクセイ。外型以假面騎士银河的基本形態為基礎 | 第三形態。擁有假面騎士银河的力量。可使用宇宙的力量，能同時使出大量的能量球用作大範圍的攻擊，另外此型態可以在重加速下自由活動。           | 水金地火木土天海Explosion 原文： 該形態所屬的必殺技。 釋放八大行星的擬似星體能量球對大範圍殲滅。                                                                         |

#### 專屬武裝
- 時間槍矛

原文： / 
假面騎士Woz所使用的槍矛型武器，擁有「槍矛（原文： / Yari Mode）」、「手杖（原文： / Tsue Mode）和「鐮刀（原文： / Kama Mode）」三個模式。假面騎士時王Trinity亦能使用。
通过按动触摸屏内的对应应用的图标切换武器模式，切换为枪模式时的音效为「Yarisugi！（谐音“太过头”」，切换为杖模式时的音效为「Tsuesugi！（谐音“太过强”」，切换镰模式时的音效为「Kamashisugi！谐音“太过分”」。
各自模式下通过按动触摸屏内的第一个应用的图标，启动音效为「Finish Time！」，并来回滑动触摸屏，按动扳机，次数为一次时发动中必杀技，无特殊音效，次数为连续两次以上时发动大必杀技。

### 假面騎士猜謎
變身者：堂安主水（替身演員：中田裕士、CV：鈴木勝大）
原文： / Kamen Rider Quiz

#### 變身模式
| 形態名稱         | 簡介                                                                                       | 外觀                                                                  | 能力 | 必殺技 |
| Default 基本形態 | 身高：203.0cm 體重：99.9kg 拳擊力：7.6t 踢擊力：12.2t 跳躍力：28.4m 行動速度：100m / 4.4秒 | 全身以紅、藍、橙、黑色為主，頭部為問號，左右胸口分別裝上「〇」和「Ⅹ」 | 來自2040年的假面騎士。 可向敵人提出問題使其混亂的能力。問答時若敵人猶豫或答錯後公布答案時會對目標施加雷擊懲罰，劇中並無出現敵人答對後的情況。模稜兩可、沒有正解的問題無效。 | Final Quiz Flash 原文： 該形態所屬的必殺技（騎士踢）。 在空中製造出〇和Ⅹ的問答版，向敵人提問後躍起並貫透相反答案的題板施以踢擊。 |

### 假面騎士機械
變身者：真紀那蓮斗（替身演員：中田裕士、CV：入江甚儀）
原文： / Kamen Rider Kikai

#### 變身模式
| 形態名稱         | 簡介                                                                                      | 外觀                                       | 能力                                      | 必殺技 |
| Default 基本形態 | 身高：210.5cm 體重：1.8t 拳擊力：20.4t 踢擊力：58.3t 跳躍力：20.9m 行動速度：100m / 7.5秒 | 全身以黃、黑、灰、紅色為主，頭部為兩把扳手 | 來自2121年的假面騎士。 可使用機械的力量。 | Kikai De Hakaider 原文： 該形態所屬的第一必殺技（迴旋騎士踢）。 Ultimatum Break 原文： 該形態所屬的第二必殺技（騎士拳）。 Fullmetal The End 原文： 該形態所屬的第三必殺技（雙腳騎士踢）。 |

### 假面騎士银河
變身者：無（替身演員：中田裕士、CV：杉田智和）
原文： / Kamen Rider Ginga

#### 變身模式
| 形態名稱         | 簡介                                                                                         | 外觀                   | 能力 | 必殺技 |
| Default 基本形態 | 身高：201.2cm 體重：98.2kg 拳擊力：42.1t 踢擊力：97.6t 跳躍力：110.7m 行動速度：100m / 1.0秒 | 全身以紫、銀、黑色為主 | 來自宇宙的謎之假面騎士。 可使用宇宙的力量，能控制引力以阻擋敵人的攻擊及使出能量球或衝擊波攻擊敵人。弱點是沒有陽光便會石化。 | Gigantic Ginga 原文： 該形態所屬的必殺技之一。 釋放收束宇宙能量的能量球和破壞光線。 Dynamite Sunshine 原文： Strike The Planet Nine 原文： |

### 假面騎士Decade（NeoDecade驅動器版）
變身者：門矢士（替身演員：中田裕士、高岩成二（后期部分）、CV：井上正大）
原文： / Kamen Rider Decade（NeoDecadriver Ver.）
| 形態名稱                     | 簡介 | 外觀                                                                                   | 能力                                                                                   | 必殺技 | 備註                                                                                   |
| Default 基本形態             | 原文： 使用Decade騎士卡片變身的形態 身高：192.0cm 體重：83.0kg 拳擊力：15.8t 踢擊力：36.4t 跳躍力：40.2m 行動速度：100m / 3.7秒 | 全身以品紅色、黑色及白色，與第一代Decade的不同之處是腰帶為洋紅色                       | 按自身實力及卡片能力發揮。                                                             | Dimension Kick 原文： Final Attack Ride De.. Decade正前方會出現一排Final Attack Ride Decade的卡片，然後穿過卡片攻擊。 攻擊根據Ride Booker的形態而定。 Ride Booker沒有變形時，發動Dimension Kick。 Ride Booker於劍形態時，發動Dimension Slash。 Ride Booker於槍形態時，發動Dimension Shoot。 |                                                                                        |
| Decade 顎門                  | 原文： 使用Agito騎士卡片變身的形態                                                                                              | 除變身腰帶外跟Agito的Ground Form完全一樣                                               | 擁有假面騎士Agito的力量。                                                              | Final Attack Ride A..Agito 會使出Ground Kick。 | 劇中曾使用原作沒有在此型態使用的Flame Saber                                            |
| Ryuki Decade 龍騎            | 原文： 使用龍騎騎士卡片變身的形態                                                                                               | 除變身腰帶外跟龍騎的通常形態完全一樣                                                   | 擁有假面騎士龍騎的力量。                                                               | Final Attack Ride Ryu..Ryuki 會使出Final Vent騎士踢。 | 和原作一樣可以發動龍騎以Vent Card召喚的武器                                            |
| Hibiki Decade 響鬼           | 原文： 使用響鬼騎士卡片變身的形態                                                                                               | 除變身腰帶外跟響鬼的通常形態完全一樣                                                   | 擁有假面騎士響鬼的力量。                                                               | Final Attack Ride Hi..Hibiki 會使出音擊打的必殺技系列。 | 和原作一樣可以使用音擊棒·烈火                                                          |
| Wizard Decade Wizard         | 原文： 使用Wizard騎士卡片變身的形態                                                                                             | 除變身腰帶外跟Wizard的Flame Style完全一樣                                              | 擁有假面騎士Wizard的力量，不同在於無須使用魔法指環方可使用魔法。                       | Final Attack Ride Wi..Wizard | 新登場形態，因此為後續作的關係而在原作中並未出現。                                     |
| Ghost Decade Ghost           | 原文： 使用Ghost騎士卡片變身的形態                                                                                              | 除變身腰帶外跟Ghost的Ore Damashii完全一樣                                              | 擁有假面騎士Ghost的力量。                                                              | Final Attack Ride Gho..Ghost 會使出Omega Drive騎士踢。 | 新登場形態，因此為後續作的關係而在原作中並未出現。可以使用Gangun Saber                 |
| Build Decade Build           | 原文： 使用Build騎士卡片變身的形態                                                                                              | 除變身腰帶外跟Build的RabbitTank Form完全一樣                                           | 擁有假面騎士Build的力量。                                                              | Final Attack Ride B..Build 會使出Vortex Finish騎士踢。 | 新登場形態，因此為後續作的關係而在原作中並未出現。                                     |
| ZI-O Decade                  | 原文： 使用ZI-O騎士卡片變身的形態                                                                                                   | 除變身腰帶外跟ZI-O的通常形態完全一樣                                                       | 擁有假面騎士的力量。                                                                   | | 新登場形態，因此為後續作的關係而在原作中並未出現。                                     |
| Complete Form 21 完全型態 21 | 原文： | 更多 ： 假面騎士ZI-O 外傳 RIDER TIME § RIDER TIME 假面騎士ZI-O VS DECADE / 7人的ZI-O！ | 更多 ： 假面騎士ZI-O 外傳 RIDER TIME § RIDER TIME 假面騎士ZI-O VS DECADE / 7人的ZI-O！ | 更多 ： 假面騎士ZI-O 外傳 RIDER TIME § RIDER TIME 假面騎士ZI-O VS DECADE / 7人的ZI-O！ | 更多 ： 假面騎士ZI-O 外傳 RIDER TIME § RIDER TIME 假面騎士ZI-O VS DECADE / 7人的ZI-O！ |

#### 專屬武裝
- Ride Booker

原文： / 
通常置於腰帶左側，依組裝方式的不同，能變成槍和劍。可放置對戰卡
與歷代假面騎士卡盒不同的是，此卡盒呈扁盒狀，類似書，取卡時只要翻開便能取出。

### 假面騎士Diend（NeoDiend驅動槍版）
變身者：海東大樹（替身演員：中田裕士、CV：戶谷公人）
原文： / Kamen Rider Diend（NeoDiendriver Ver.）
| 形態名稱         | 簡介 | 外觀             | 能力                                                                                           | 必殺技                                                                      |
| Default 基本形態 | 原文： 使用Diend騎士卡片變身的形態 身高：194.0cm 體重：88.0kg 拳擊力：24.5t 踢擊力：36.4t 跳躍力：48.2m 行動速度：100m / 3.1秒 | 全身以藍色及黑色 | 按自身實力及卡片能力發揮。插入假面騎士卡牌並射向指定目標後可使該假面騎士實體化並攻擊指定目標。 | Dimension Shoot 原文： Final Attack Ride Di..Diend 插入後可發動Dimension Shoot。 |

### 假面騎士Tsukuyomi
變身者：月讀（阿爾匹娜） → 月讀有日菜（替身演員：佐藤夏未、CV：大幡詩繪理）
原文： / Kamen Rider Tsukuyomi

#### 變身模式

##### Rider Time
| 形態名稱         | 簡介 | 外觀                                         | 能力                                                       | 必殺技           |
| Default 基本形態 | 使用Tsukuyomi Ride Watch變身的形態 身高：193.0cm 體重：88.7kg 拳擊力：27.2t 踢擊力：61.3t 跳躍力：72.2m 行動速度：100m / 2.0秒 | 全身以白、黑、金色為主，眼部的字眼為ライダー | 基本形態。以自身能力戰鬥，能吸收他人的攻擊一同形成能量波。 | Time Jack 原文： |

## 輔助工具

### 變身道具
【「■■」代表基本騎士手錶所屬音效，詳情請見「騎士手錶（Ride Watch）」；「●●」代表所武裝的騎士手錶所屬音效；「XX」代表所武裝的騎士手錶的名稱；「▲▲」代表所武裝的騎士手錶發動必殺技所屬音效的前綴；「YY」代表未來騎士手錶所屬音效
- 時空驅動器

原文： / Ziku Driver
音效：小山力也、大西洋平
本作首要騎士所用的變身腰带，為「来自未来的騎士系统」，設計概念採取電子手錶，於《劇場版 假面騎士ZI-O Over Quartzer》透露此乃Quartzer的產物。
顯示屏上出現四個未發光的數字表格，正中央上方有分针轉動器，以便顯示騎士手錶所對應年份。
此腰帶為银白色配色，由假面騎士ZI-O、假面騎士Geiz、假面騎士Tsukuyomi和三名劇場版反派騎士使用。
右边的插槽是用来插入主要騎士的手錶，而左边的插槽則是用來其他手錶，置入右邊的騎士手錶後再轉動分针轉動器即可進行變身。
變身成騎士基本形態的音效為「Rider Time! ■■!」（日文：「ライダータイム！■■！」）；而進行騎士裝甲時的音效為「Rider Time! ■■!Armor Time! ●●!」（日文：「ライダータイム！■■！アーマータイム！●●！」）；變身成三重形態的的音效為「Rider Time! ■■!Trinity Time! ●●!」（日文：「ライダータイム！■■！トリニティタイム！●●！」）
基本形態發動必殺技的音效為「Finish Time! Time Break/Burst!」（日文：「フィニッシュタイム！タイムブレーク/バースト！」）；武裝形態發動必殺技的音效為「Finish Time! XX! ▲▲ Time Break/Burst!」（日文：「フィニッシュタイム！XX！▲▲タイムブレーク/バースト！」）
- 超越驅動器

原文： / BeyonDriver
音效：Aflo（MOROHA）
假面騎士Woz專用的變身腰帶，設計概念采用了智能手錶。
跟時空驅動器不同在於這是另一個時空的未來騎士腰帶，需要配合未來騎士手錶使用，但亦可插入騎士手錶使用。
變身音效為「Action! Touei! Future Time! YY!」（日文：「アクション！投影！フューチャータイム！YY！」）
發動必殺技的音效為「Beyond The Time! Time Explosion!」（日文：「ビヨンドザタイム！タイムエクスプロージョン！」）；配合騎士手錶發動必殺技的音效為「Ride Watch Break!」（日文：「ライドウォッチブレーク！」）
- 未來驅動器

原文： / Mirai Driver
假面騎士忍者、假面騎士虛忍、假面騎士猜謎、假面騎士機械和假面騎士銀河等未來騎士所屬的變身腰帶。外觀與時空驅動器相似，但左右邊不能插入騎士手錶，而是插入中間其所屬的變身道具進行變身。
- 忍者驅動器

原文： / Shinobi Driver

- 問答驅動器

原文： / Quiz Driver
音效：吉田麻實
假面騎士猜謎專用的變身腰帶。外型與時間驅動器差不多，不同的是該腰帶為銀色，不能插入騎士手錶。
使用名為提問吊墮（原文：/ Quistion Pendant）啟動腰帶。
使用名為問答覆板（原文：/ Quiz Topper）插入腰帶中心變身。
變身音效為「Fashion! Passion! Question! Quiz!」（日文：「ファッション！パッション！クエスチョン！クイズ！」；中文：「時尚！激情！謎題！猜謎！」）
發動必殺技的音效為「Final Quiz Flash! 」（日文：「ファイナルクイズフラッシュ！」）
- 機械驅動器

原文： / Kikai Driver
音效：江川央生
幪面超人機械專用的變身腰帶。外型與時間驅動器差不多，不同的是該腰帶為黑色，不能插入騎士手錶。
使用名為機械扳手（原文：/ Spannerder）及機械螺絲刀（原文：/ Screwder）啟動腰帶，將兩者拼成X型後插入腰帶中心變身。
變身音效為「Dekai! Hakai! Gokai! Kamen Rider Kikai!」（日文：「デカイ！ハカイ！ゴウカイ！仮面ライダーキカイ！」；中文：「巨大！破壞！豪快！假面騎士機械！」）
發動必殺技的音效有三個，分別為「Kikai De Hakaider! 」（日文：「キカイデハカイダー！」）、「Ultimatum Break! 」（日文：「アルティメタルブレーク！」）及「Fullmetal The End! 」（日文：「フルメタル・ジ・エンド！」）
- 銀河驅動器

原文： / Ginga Driver
音效：杉田智和
假面騎士銀河專用的變身腰帶。
- Decade騎士手錶

原文： / Decade Ride Watch
假面騎士ZI-O的強化道具，配合时空驱动器即可转换成「Decade装甲（DecadeArmor）」，可使用《假面騎士Decade》的力量，ZI-O(時王)眼部的字眼為「ディケイド」，Geiz為「でぃけいど」。
啓動音效為「De・De・De・Decade！」「Kamen Ride! Samazama na Kamen Rider ni Henshinsuru Rider wa... DecadeAgito da!」（日文：「ディ・ディ・ディ・ディケイド！」「カメンライド！さまざまな仮面ライダーに変身するライダーは... ディケイドだ！」；中文：「De・De・De・Decade！」「假面騎士！變身成各種假面騎士的騎士是... Decade！」）
Armor Time的變身音效為「Kamen Ride! Wow! Decade! Decade! Decade-!」（日文：「カメンライド！ワーオ！ディケイド！ディケイド！ディケイドー！」；中文：「假面騎士！Wow！Decade！Decade！Decade-！」）
與一般的騎士手表不一样的是，左侧有多一个手表的插槽，可插入任何一名歷代騎士的手表，更可变身成对应骑士的強化形態。
插入騎士手錶變身成其它假面騎士強化形態的音效為「Final Form Time! XX!」（日文：「ファイナルフォームタイム！XX！」）
如果單獨使用該騎士手錶發動必殺技的音效前綴為「Attack」（日文：「アタック」）；如果配合对应的騎士手錶發動必殺技的音效前綴為「Final Attack」（日文：「ファイナルアタック」）。
第14話在門矢士跟月津對戰期間擊敗對方後，將該手錶主動交給月津，在2015年與莊吾一同迎戰另類Ghost時，將該手錶拿給莊吾使用，於第47話從門矢士口中透露其真實目的是為了以防萬一自己被奪走力量而將其分散一半。
- NeoDecade驅動器

原文： /Neo  Driver
音效：馬克・大喜多
假面騎士Decade專用的變身腰帶，不同於原作中的白色，本作中則是洋紅色的版本。不但如此，變身者更可變身成《假面騎士W》之後的假面騎士。另外，使用卡牌時的音效也全部更新及統整
- NeoDiend驅動槍

原文： /Neo  Driver
音效：馬克・大喜多
假面騎士Diend專用的變身驅動槍，不同於原作中的黑色，本作中則是水藍色的版本。不但如此，變身者更可召喚《假面騎士W》之後的假面騎士。
- 逢魔時王驅動器

原文： /Ohma Zi-O Driver
音效：小山力也
逢魔時王專用的變身腰帶，腰帶配色為金色。
最終話時因月津的死而使莊吾充滿怒氣，進而影響時空驅動器變化而成。
按下驅動器左右的按鈕即可進行變身。
變身成騎士的音效為「祝福時刻！最高最善最大最強王！逢魔ZI-O！」。
發動的必殺技音效為「終焉時刻！逢魔時王必殺擊！」。
能使用所有平成騎士的必殺技，終焉時刻後驅動器左邊按鈕選擇舊十年的年分、右邊為新十年，必殺技音效為「XX時刻！（該騎士的必殺技音效）！」

### 共用武裝
- 鑽頭粉碎粉碎者

原文： / 
Build装甲時所使用的武器。Decade裝甲 Build 形態亦可使用。
與假面騎士Build所使用的鑽頭粉碎者同樣利用高速回轉對敵人進行貫穿攻擊。
另外其漩渦產生的光刃，可將敵人切割。
- 極限動感劍錘劍錘

原文： / 
EX-AID装甲時所用的槌型武器。
- 大橙丸Z

原文： / Daidaimaru Ji
鎧武装甲時所用的斬刀。

### 道具

#### 載具
- 時間魔神

原文： / 
高度：7.28m
重量：52.0t
最高速度：722.3km / h
来自2068年的時光機器，在當時的數量估計無限，也是本作首要騎士所搭乘的交通工具。
在载具模式下可自由穿梭在各個年代；反之在戰鬥模式下可使操縱者进入駕駛艙然後像機器人那樣操縱。
使用騎士手錶時頭部會切換成對應的騎士手錶，並擁有騎士手錶對應的騎士力量。
除此之外，時劫者所屬的时空魔神亦能和歷代騎士的基地的戰鬥模式進行合體，其特徵亦被保留了下來。
- ZI-O、Geiz和Woz版本：

| 騎士手錶                    | 簡介                                                                                 | 外觀                                                       | 能力 |
| ZI-O Ride Watch             | 使用ZI-O Ride Watch的形態 身高：7.28ｍ 體重：52.0t 最高速度：722.3km/h               | 頭部為「ZI-O」騎士手錶，被命名為「時王模式」               | 戰鬥能力一般                                                                                                  |
| Geiz Ride Watch             | 使用Geiz Ride Watch的形態 身高：7.28ｍ 體重：52.0t 最高速度：722.3km/h               | 頭部為「Geiz」騎士手錶，被命名為「Geiz模式」               | 戰鬥能力一般                                                                                                  |
| Woz Ride Watch              | 使用Woz Ride Watch的形態 身高：7.28ｍ 體重：53.2t 最高速度：722.3km/h                | 頭部為「Woz」騎士手錶，被命名為「Woz模式」                 | 戰鬥能力一般                                                                                                  |
| OOO Ride Watch              | 使用OOO Ride Watch的形態 身高：7.28ｍ 體重：53.2t 最高速度：722.3km/h                | 頭部為「OOO」騎士手錶，被命名為「OOO模式」                 | 擁有假面騎士OOO的力量，雙腕有著一對虎爪                                                                       |
| OOO Tajadol Combo Ridewatch | 使用OOO Tajadol Combo Ride Watch的形態 身高：7.28ｍ 體重：53.2t 最高速度：1444.3km/h | 頭部為「OOO Tajadol」騎士手錶，被命名為「OOO Tajadol模式」 | 擁有假面骑士OOO 鳥系聯組的力量，背部可張開一對紅色羽翼，方便在空中飛行 必殺技為「Giga Scan Time Break/Burst」 |
| EX-AID Ridewatch            | 使用EX-AID Ride Watch的形態 身高：ｍ 體重： 最高速度：                               | 頭部為「EX-AID」騎士手錶，被命名為「EX-AID模式」           | 擁有假面騎士EX-AID的力量                                                                                      |
| Genm Ridewatch              | 使用Genm Ride Watch的形態 身高：ｍ 體重： 最高速度：                                 | 頭部為「Genm」騎士手錶，被命名為「Genm模式」               | 擁有假面騎士Genm的力量                                                                                        |
| Build Ridewatch             | 使用Build Ride Watch的形態 身高：ｍ 體重： 最高速度：                                | 頭部為「Build」騎士手錶，被命名為「Build模式」             | 擁有假面騎士Build的力量                                                                                       |
| Cross-Z Ridewatch           | 使用Cross-Z Ride Watch的形態 身高：ｍ 體重： 最高速度：                              | 頭部為「Cross-Z」騎士手錶，被命名為「Cross-Z模式」         | 擁有假面騎士Cross-Z的力量                                                                                     |
| Kuuga Ridewatch             | 使用Kuuga Ride Watch的形態 身高：7.28ｍ 體重： 最高速度：                            | 頭部為「Kuuga」騎士手錶，被命名為「空我模式」                  | 擁有假面騎士的力量                                                                                            |

| 話數    | 穿越時空/年代                                 |
| 1       | 白堊紀 1671年 2017年11月30日（假面騎士Build） |
| 2       | 2017年（假面騎士Build）                       |
| 3       | -                                             |
| 4       | 2016年（假面騎士EX-AID）                      |
| 5       | 2011年（假面騎士Fourze）                      |
| 6       | 2003年（假面騎士555）                         |
| 7       | -                                             |
| 8       | 2012年（假面騎士Wizard）                      |
| 9       | 2016年（假面騎士EX-AID）                      |
| 10      | 2010年（假面騎士OOO）                         |
| 11      | -                                             |
| 12      | 2013年（假面騎士鎧武）                        |
| 劇場版1 | 2000年1月29日（假面騎士空我）                 |
| 13      | -                                             |
| 14      | 2015年（假面騎士Ghost）                       |
| 15      | -                                             |
| 16      | -                                             |
| 17      | -                                             |
| 18      | 2022年（假面騎士Shinobi）                     |
| 19      | -                                             |
| 20      | -                                             |
| 21      | -                                             |
| 22      | -                                             |
| 23      | -                                             |
| 24      | -                                             |
| 25      | -                                             |
| 26      | 2009年4月24日（假面騎士Decade）               |
| 27      | -                                             |
| 28      | -                                             |
| 29      | -                                             |
| 30      | -                                             |
| 31      | -                                             |
| 32      | -                                             |
| 33      | -                                             |
| 34      | -                                             |
| 35      | -                                             |
| 36      | 2015年                                        |
| 37      | -                                             |
| 38      | -                                             |
| 39      | -                                             |
| 40      | 2017年5月11日                                 |
| 41      | -                                             |
| 42      | -                                             |
| 43      | -                                             |
| 44      | -                                             |
| 45      | -                                             |
| 46      | -                                             |
| 劇場版2 | 1575年                                        |
| 47      | -                                             |
| 48      | 2068年                                        |
| 49      | -                                             |
| 劇場版3 | 2007年(假面騎士ZERO-ONE)                      |

- 時劫者版本：

| 使用者 | 簡介                                         | 外觀                                                     | 能力              |
| 烏爾   | 身高：8.25ｍ 體重：67.4t 最高速度：680.6km/h | 载具模式與《假面騎士Ghost》的Captain Ghost一樣           | 參見Captain Ghost |
| 歐拉   | 身高：8.66ｍ 體重：70.8t 最高速度：715.6km/h | 载具模式與《假面騎士KIVA》的Castle Doran（德蘭城堡）一樣 |                   |

- 機車

| 名稱                    | 簡介 | 外觀               | 能力                                                         |
| Ride Striker 騎士攻擊者 | 原文： 初次登場話數：第2話 全長：218.1cm 乾燥重量：114.2kg 馬力：152.3ps（112.0kw） 最高時速：298km/h 乘坐人數：人 | 全身以黑、銀色為主 | 使用者的坐騎，未使用時為手錶形態，抛出之後便可變成電單車形態 |

另類賽特朗 / 
長度：4.9m
重量：1450kg
馬力：3000ps（2206kw）
最高時速：560km/h
另類Drive的交通工具，即「賽特朗」的魔化版本，於第45話時在另類Drive與月津及沃茲的對決中一度使用該交通工具牽制住了兩人，該汽車在最後與Grand-ZI-O的對決中與另類Drive擊敗時一同粉碎。
另類電列車（アナザーデンライナー，Another Den-Liner）

#### 騎士道具（原文：/）
以歷代假面騎士的道具為主題，製造出來的特殊道具，可變形成手錶模式（原文： / Watch Mode），並安裝在时空驅動器上，所顯示出的字眼為「GADGET」。
- Faiz Phone X（10）

原文： / 
由電話騎士手錶（Phone Ride Watch）而成的多功能變形道具，原型为《假面騎士555》的SB-555P Faiz手機。
可變形成電話及衝擊銃兩種模式，一般多由月讀所使用，月津和沃茲 → 莊吾亦各持有一個。
電話模式下不但可以與現時的人通話，而且更可當時空電話使用，電話模式时来电或来短信时的音效分别为「Calling！」和「You got mail！」。
衝擊銃模式下按下三次「5」+「ENTER」後，可随意選擇任何一種模式來施攻，分别是：
- 單連發模式的「Single Mode！」
- 多連發模式的「Burst Mode！」
- 高出力及填充能量模式的「Charge Mode！」

當運用在555裝甲時按下555便可召喚假面騎士555的專用武器，分別爲
- Faiz Shot Shot，音效為「Ready Shot On」
- Faiz Pointer Pointer音效為「Ready Pointer On」

- 獵鷹手錶機獸

原文： / 
假面騎士ZI-O OOO装甲時所用的輔助道具，原型为《假面騎士OOO》的老鷹Candroid。
擁有自主意识，可变形成手表和老鹰两个模式，啟動音效為「Taka Watch Roid！Taka！」。
切换成老鹰模式時的攻擊音效为「●●Hawk！●●Taka Taka！」。
- 小玉西瓜鎧甲

原文： / 
假面騎士ZI-O 铠武装甲時所用的道具，原型為《假面騎士鎧武》的西瓜鎧甲。
能变形成小玉西瓜武装和手表两个模式，音效為「Suika Arms！」、「小球！」、「西瓜 Bowling！」与「小球 Big Bang！」。
- 記憶體機器人旋風

原文： / 

- 記憶體機器人王牌

原文： / 

#### 其他
- 騎士手錶收纳匣

原文： / 
用于收纳騎士手表的道具，佩戴於雙手前臂，每個最多只能收纳两个（雙手合計共四個）。
- 騎士手錶台座

原文： / 
六角形的收纳型道具，一層可安裝七個騎士手錶，也可累積使用。

### 騎士手錶（Ride Watch）
騎士手錶一覽
| ZI-O         | ジオウ             |                                                                                  | 2018          | 變身成假面騎士。                                                     | 眼部的字眼為「ライダー」。 啓動音效為「ZI-O！」「Ride Watch de Tatakau Tokei no Rider wa... ZI-O da!」 （日文：「ジオウ！」「ライドウォッチで戦う時計のライダーは... ジオウだ！」；中文：「ZI-O！」「使用騎士手錶戰鬥的時鐘騎士是... ZI-O！」） Rider Time或Armor Time的變身音效為「Kamen Rider ZI-O!」（日文：「仮面ライダージオウ！」；中文：「假面騎士ZI-O！」） EP01在莊吾下定決心對抗另類Build時由莊吾在腳踏車墊上所拿到的空白手錶變成，此外EP21中鏡世界的莊吾亦持有鏡像字面的該騎士手錶。 |                                                                      |                                                                      |
| Geiz         | ゲイツ             | Geiz                                                                             | 2068          | 變身成假面騎士Geiz。                                                 | 眼部的字眼為「らいだー」。 啓動音效為「Geiz！」「Ride Watch de Tatakau Mirai no Rider wa... Geiz da!」 （日文：「ゲイツ！」「ライドウォッチで戦う未来のライダーは... ゲイツだ！」；中文：「Geiz！」「使用騎士手錶戰鬥的未來騎士是... Geiz！」） Rider Time或Armor Time的變身音效為「Kamen Rider Geiz!」（日文：「仮面ライダーゲイツ！」；中文：「假面騎士Geiz！」） |                                                                      |                                                                      |
| ZI-O II      | ジオウⅡ            |                                                                                  | NEXT          | 變身成假面騎士。                                                     | 眼部的字眼為「ライダー」 假面騎士ZI-O進化成超級形態時使用的騎士手錶。 啓動音效為「ZI-O II!」「Raidowotchi Tsu de pawa appu! o wo mezasu, Kamen Raida Jio Tsu!」 （日文：「ジオウII！」「ライドウォッチIIでパワーアップ！王を目指す、仮面ライダージオウⅡ」；中文：「ZI-O II!」），然後扭動騎士手錶的右端將後ZI-O騎士手錶取出分離，再啓動音效「ZI-O!」，之後把分離出的兩個騎士手錶分別插入時空驅動器。 變身音效為「 Kamen Rider! Rider! ZI-0! ZI-O! ZI-O II!」（日文：「仮面ライダー！ライダー！ジオウ！ジオウ！ジオウⅡ！」） 發動必殺技的音效為「Rider Finish Time! Twice Time Break!」（日文：「ライダーフィニッシュタイム！トゥワイスタイムブレーク！」）。 |                                                                      |                                                                      |
| Geiz Revive  | ゲイツ リバイブ    | 復甦Geiz                                                                         | 0000          | 變身成假面騎士Geiz Revive。                                          | 眼部的字眼為「らいだー」。 假面騎士Geiz進化成超級形態時使用的騎士手錶，外型為沙漏。需要配合Geiz騎士手錶使用。 使用時可變身成「復甦剛烈」或「復甦疾風」兩種形態 啓動「復甦剛烈」形態的音效為「Geiz Revive Goretsu!」「Goriki naru chikara no senshi! Geiz Revive Goretsu!」（日文：「ゲイツリバイブ剛烈！」「剛力なる力の戦士！ゲイツリバイブ剛烈！」；中文：「Geiz復甦剛烈！」「强大力量的戰士！Geiz復甦剛烈！」），變身音效為「Re~vi~i~ve Goretsu! Goretsu!」（日文：「リ～バ～イ～ブ剛烈！剛烈！」） 啓動「復甦疾風」形態的音效為「Geiz Revive Shippu!」「 Hayate no gotoki Speed no senshi! Geiz Revive Shippu!」（日文：「ゲイツリバイブ疾風！」「はやてのごときの戦士！ゲイツリバイブ疾風！」；中文：「Geiz復甦疾風！」「快如疾風的戰士！Geiz復甦疾風！」），變身音效為「Revi-Revi-Revi Revi-Revi-Revi Revive Shippu! Shippu!」（日文：「リバイ～リバイ～リバイ、リバイ～リバイ～リバイ、リバイブ疾風！疾風！」） 如果在「復甦剛烈」形態轉換至「復甦疾風」形態的音效前綴為「Speed Time!」（日文：「スピードタイム！」）；相反則為「Powered Time!」（日文：「パワータイム！」） 「復甦剛烈」形態發動必殺技的音效前綴為「Ichigeki」（日文：「一撃」），而「復甦疾風」形態發動必殺技的音效前綴為「Hyakuretsu」（日文：「百烈」） 可配合時間斬爪發動必殺技，首先將該騎士手錶插入時間斬爪，然後音效為「Finish Time! Goretsu! Super Noko Setsuzan!」（日文：「フィニッシュタイム！リバイブ！スーパーのこ切斬！」）。 EP24結尾時白沃茲將忍者、猜謎、機械三枚未來騎士手錶放在一起使的該騎士手錶誕生。 根據黑沃茲所説，該騎士手錶的原理是壓縮時間並透支其生命力，所以多次或長時間使用該手錶會令使用者出現七竅流血的症狀并且有生命威脅。 |                                                                      |                                                                      |
| ZI-O Trinity | ジオウトリニティ   | -{zh-hk:時王三重形態; zh-tw:ZI-O 三重形態; zh-cn:时王三阶; zh-sg:ZI-O Trinity;}- | 2019          | 變身成假面騎士。                                                     | 眼部的字眼為「ライダー」。 假面騎士ZI-O進化成超級形態時使用的騎士手錶。可同時使用假面騎士ZI-O、假面騎士Geiz和假面騎士Woz的力量。 變身音效為「Mitsu no Chikara! Kamen Rider ZI-O! Geiz! Woz! Trinity! Trinity!」（日文：「三つの力！仮面ライダージオウ！ゲイツ！ウォズ！トリニティ！トリニティ！」；中文：「三人的力量！假面騎士ZI-O！Geiz！Woz！三位一體！三位一體！」） EP30在藉由白沃茲自身與ZI-O II手錶、Geiz Revive手錶產生共鳴後變成，而後由白沃茲將該手錶託付給莊吾。 |                                                                      |                                                                      |
|              | グランドジオウ     | Grand ZI-O                                                                       | 0000          | 變身成假面騎士Grand ZI-O。                                           | 眼部的字眼為「ライダー」。 假面騎士ZI-O進化成究極形態時使用的騎士手錶。 變身音效為「Kuuga! Agito! Ryuki! Faiz! Blade! Hibiki! Kabuto! Den-O! Kiva! Decade! W! OOO! Fourze! Wizard! Gaim! Drive! Ghost! Ex-Aid! Build! Iwae! Kamen Rider Grand ZI-O!」（日文：「クウガ！アギト！龍騎！ファイズ！ブレイド！響鬼！カブト！電王！キバ！ディケイド！ダブル！オーズ！フォーゼ！ウィザード！鎧武！ドライブ！ゴースト！エグゼイド！ビルド！祝え！仮面ライダーグランドジオウ！」；中文：「空我! 鄂門! 龍騎! 555! 劍! 響鬼! Kabuto! 電王! Kiva! Decade! W! OOO! Fourze! Wizard! 鎧武! Drive! Ghost! EX-AID! Build! 祝賀吧! 假面騎士Grand ZI-O!」） 在EP39結尾獲得電王騎士手錶同時所有騎士手錶產生共鳴而產生 但在EP40開頭從侑斗口中說出，如將騎士手錶給了莊吾會讓他成為最遭最惡的魔王而從莊吾手中拿回了電王騎士手錶但之後在聽了侑斗的建議將電王騎士手錶給與了莊吾同時與所有騎士手錶而誕生。 EP47時因所有騎士手錶碎裂而一度消失，於LAST（EP49）時因常磐順一郎修復騎士手錶後復原。 |                                                                      |                                                                      |
| Tsukuyomi    | ツクヨミ           | 月讀                                                                             | 2068          | 變身成假面騎士Tsukuyomi。                                            | 眼部的字眼為「ライダー」。 |                                                                      |                                                                      |
| Ohma ZI-O    | オーマジオウ       | 逢魔時王                                                                         | 2068 / FUTURE | 更多 ： 劇場版 假面騎士ZI-O Over Quartzer § 騎士手錶（Ride Watch）   | 更多 ： 劇場版 假面騎士ZI-O Over Quartzer § 騎士手錶（Ride Watch） | 更多 ： 劇場版 假面騎士ZI-O Over Quartzer § 騎士手錶（Ride Watch）   | 更多 ： 劇場版 假面騎士ZI-O Over Quartzer § 騎士手錶（Ride Watch）   |
| Bibiru       | ビビル             | 膽小                                                                             | 2019          | 變身成假面騎士膽小Geiz。                                             | 眼部的字眼為「びびる」。 因月津內心恐懼及膽小的引發，而由Ghost騎士手錶變化而成 |                                                                      |                                                                      |
| Geiz Majesty | ゲイツマジェスティ | Geiz Majesty                                                                     | 0000          | 更多 ： 假面騎士ZI-O NEXT TIME § Geiz Majesty#騎士手錶（Ride Watch） | 更多 ： 假面騎士ZI-O NEXT TIME § Geiz Majesty#騎士手錶（Ride Watch） | 更多 ： 假面騎士ZI-O NEXT TIME § Geiz Majesty#騎士手錶（Ride Watch） | 更多 ： 假面騎士ZI-O NEXT TIME § Geiz Majesty#騎士手錶（Ride Watch） |
| Blank Watch  | ブランクウォッチ   | 空白手錶                                                                         | -             | 無                                                                   | 並無持有任何能力及機能，為空的騎士手錶 |                                                                      |                                                                      |
| Bike         | バイク             | 機車                                                                             | -             | 召喚出座駕機車 - 騎士攻擊者                                          | ZI-O跟Geiz各持有一枚。 |                                                                      |                                                                      |

### 令和假面騎士一覽[126]
| 英文名稱                | 日文名稱                         | 中文名稱           | 所屬年份 | 能力                                                                                   | 備註                                                                                   |
| ----------------------- | -------------------------------- | ------------------ | -------- | -------------------------------------------------------------------------------------- | -------------------------------------------------------------------------------------- |
| GOTCHARD                | ガッチャード                     | GOTCHARD           | 2023     |                                                                                        |                                                                                        |
| GEATS                   | ギーツ                           | GEATS              | 2022     |                                                                                        |                                                                                        |
| REVI                    | リバイ                           | REVI               | 2021     |                                                                                        |                                                                                        |
| VICE                    | バイス                           | VICE               | 2021     |                                                                                        |                                                                                        |
| Decade Complete Form 21 | ディケイドコンプリートフォーム21 | Decade 完全型態 21 | 2021     | 轉換形態成Decade Complete Form 21Armor。 可使用假面騎士Decade Complete Form 21的力量。 |                                                                                        |
| SABER                   | セイバー                         | 聖刃               | 2020     | 更多 ： 假面騎士ZI-O 外傳 RIDER TIME § RIDER TIME 假面騎士ZI-O VS DECADE / 7人的ZI-O！ | 更多 ： 假面騎士ZI-O 外傳 RIDER TIME § RIDER TIME 假面騎士ZI-O VS DECADE / 7人的ZI-O！ |
| ZERO-ONE                | ゼロワン                         | [ 128 ]            | 2019     | 轉換形態成ZERO-ONEArmor。 可使用《假面騎士ZERO-ONE》的力量。                           |                                                                                        |

### 平成假面騎士一覽[126]
| Build                        | ビルド                                   | Build                        | 2017 | 轉換形態成BuildArmor。 可使用假面騎士Build的力量。                                                | ZI-O眼部的字眼為「ビルド」，Geiz為「びるど」。 啓動音效為「Build！」「Best Match! Fullbottle de Henshinsuru Tensai Rider wa... Build da!」 （日文：「ビルド！」「ベストマッチ！フルボトルで変身する天才ライダーは... ビルドだ！」；中文：「Build！」「最佳配對！使用滿裝瓶變身的天才騎士是... Build！」） Armor Time的變身音效為「Best Match! Build!」（日文：「ベストマッチ！ビルド！」；中文：「最佳組合！Build！」） 發動必殺技的音效前綴為「Vortex」（日文：「ボルテック」） EP02時由因為另類Build被擊敗而暫時恢復記憶的戰兔拿出莊吾於2017年轉交給他的空白手錶所變成，爾後轉交給莊吾 配搭「」騎士手錶使用可變身成Build的强化形態RabbitTank Sparkling。                                                                                                  |                                                                |                                                                |
| Build RabbitTank Sparkling   | ビルドラビットタンクスパークリング       | Build RabbitTank Sparkling   | 2017 | 轉換形態成Build RabbitTank SparklingArmor。 可使用假面騎士Build RabbitTank Sparkling Form的力量。 | 啓動音效為「Sparkling！」「Pandora no Chikara de Hajikeru power! Build! RabbitTank Sparkling!」 （日文：「スパークリング！」「パンドラの力で弾けるパワー！ビルド！ラビットタンクスパークリング！」；中文：「Sparkling！」「用潘朵拉的能力噴湧而出的力量！Build！RabbitTank Sparkling！」） Armor Time的變身音效為「RabbitTank! Sparkling!」（日文：「ラビットタンク！スパークリング！」；中文：「RabbitTank! Sparkling!」 發動必殺技的音效前綴為「Vortex」（日文：「ボルテック」） |                                                                |                                                                |
| Build RabbitTank Hazard Form | ビルドラビットタンクハザードフォーム     | Build RabbitTank Hazard Form | 2017 | 轉換形態成Build RabbitTank Hazard FormArmor。 可使用假面騎士Build RabbitTank Hazard Form的力量。  | 啓動音效為「Hazard！」「Yabei！Shikkoku no boso senshi,RabbitTank Hazard！」 （日文：「ハザード！」「ヤッベーイ！漆黒の暴走戦士﹑ラビットタンクハザード！」；中文：「Hazard！」「Yabei！漆黑的暴走戰士，RabbitTank Hazard！」） |                                                                |                                                                |
| Build RabbitRabbit Form      | ビルドラビットラビットフォーム           | Build RabbitRabbit Form      | 2017 | 轉換形態成Build RabbitRabbit FormArmor。 可使用假面騎士BuildRabbitRabbit Form的力量。             | 啓動音效為「RabbitRabbit！」「Chou speed! Chou jump! Build! RabbitRabbit Form!」 （日文：「ラビットラビット！」「超スピード！超ジャンプ！ビルド！ラビットラビットフォーム！」；中文：「RabbitRabbit!」「超速度！超跳躍！Build！RabbitRabbit Form！」） Armor Time的變身音效為「Hayai! RabbitRabbit!」（日文：「ハエーイ！ラビットラビット！」；中文：「好快！RabbitRabbit！」 發動必殺技的音效前綴為「RabbitRabbit」（日文：「ラビットラビット」） |                                                                |                                                                |
| Build TankTank Form          | ビルドタンクタンクフォーム               | Build TankTank Form          | 2017 | 轉換形態成Build TankTank FormArmor。 可使用假面騎士Build TankTank Form的力量。                    | 啓動音效為「TankTank！」「!」 （日文：「タンクタンク！」「超装甲！超重量！ビルド タンクタンクフォーム！」；中文：「TankTank!」「超装甲！超重量！Build！TankTank Form！」） Armor Time的變身音效為「Tsuei! TankTank!」（日文：「ツエーイ！タンクタンク！」；中文：「好強！TankTank！」 發動必殺技的音效前綴為「TankTank」（日文：「タンクタンク」） |                                                                |                                                                |
| Build Genius Form            | ビルドジーニアスフォーム                 | Build Genius Form            | 2017 | 轉換形態成Build Genius FormArmor。 可使用假面騎士Build Genius Form的力量。                        | 啓動音效為「Genius！」「Monosugei！Bottle darake no ChouTensai Rider！Build Genius Form！」 （日文：「ジーニアス！」「モノスゲーイ！ボトルだらけの超天才ライダー！ビルドジーニアスフォーム！」；中文：「Genius！」「Monosugei！裝滿瓶子的超天才騎士！Build天才形態！」） Armor Time的變身音效為「Choutensai Build Genius!」（日文：「超天才ビルドジーニアス！」；中文：「超天才Build天才！」） |                                                                |                                                                |
| Cross-Z                      | クローズ                                 | Cross-Z                      | 2017 | 轉換形態成Cross-ZArmor。 可使用假面騎士Cross-Z的力量。                                            | ZI-O眼部的字眼為「クローズ」，Geiz為「くろーず」。 啓動音效為「Cross-Z！」「Dragon no Chikara de Tatakau, Build no Aibou, Moeru Nekketsu Rider wa... Cross-Z da!」 （日文：「クローズ！」「ドラゴンの力で戦う、ビルドの、燃える熱血ライダーは... クローズだ！」；中文：「Cross-Z！」「使用龍的力量戰鬥、Build的拍檔及熱血燃燒的騎士是... Cross-Z！」） Armor Time的變身音效為「Wake Up Burning! Cross-Z!」（日文：「ウェイクアップバーニング！クローズ！」；中文：「覺醒中燃燒！Cross-Z！」） 發動必殺技的音效前綴為「Dragonic」（日文：「ドラゴニック」） 該騎士手錶在前作《假面騎士Build》最終話中出現並在最後戰役完後的桐生戰兔手上，本篇則在EP02時由因為另類Build被擊敗而暫時恢復記憶的龍我拿出，莊吾於2017年轉交給他的空白手錶所變成，而後轉交給莊吾。 |                                                                |                                                                |
| Cross-Z Magma                | クローズマグマ                           | Cross-Z Magma                | 2017 | 轉換形態成Cross-Z MagmaArmor。 可使用假面騎士Cross-Z Magma的力量。                                | 啓動音效為「Cross-Z Magma！」「Chikara ga Minagiru！Tamashii ga Moeru！Shakunetsu no Rider, Cross-Z Magma！」 （日文：「クローズマグマ！」「力がみなぎる！魂が燃える！灼熱のライダー、クローズマグマ！」；中文：「Cross-Z Magma！」「力量膨脹！燃燒靈魂！灼熱的騎士，Cross-Z Magma！」） Armor Time的變身音效為「Gokunetsu Kinniku！Magma！」（日文：「極熱筋肉！マグマ！」；中文：「極熱筋肉！Magma！」） 發動必殺技的音效前綴為「Volcanic」（日文：「ボルケニック」） |                                                                |                                                                |
| Grease                       | グリス                                   | Grease                       | 2017 | 轉換形態成GreaseArmor。 可使用假面騎士Grease的力量。                                              | ZI-O眼部的字眼為「グリス」，Geiz為「ぐりす」。 啓動音效為「Grease！」「Shinka wo Moyasu! Robot Jelly no Rider wa... Grease da!」 （日文：「グリス！」「心火を燃やす！ロボットゼリーのライダーは... グリスだ！」；中文：「Grease！」「燃燒心火！機械人濃縮膠凍的騎士是... Grease！」） Armor Time的變身音效為「Robot Jelly! Grease!」（日文：「ロボットゼリー！グリス！」；中文：「機械人濃縮膠凍！Grease！」） 發動必殺技的音效前綴為「Scrap」（日文：「スクラップ」） |                                                                |                                                                |
| Grease Blizzard              | グリズブリザード                         | Grease Blizzard              | 2017 | 轉換形態成Greas eBlizzardArmor。 可使用假面騎士Grease Blizzard Form的力量。                       | |                                                                |                                                                |
| Rogue                        | ローグ                                   | Rogue                        | 2017 | 轉換形態成RogueArmor。 可使用假面騎士Rogue的力量。                                                | ZI-O眼部的字眼為「ローグ」，Geiz為「ろーぐ」。 啓動音效為「Rogue！」「Dangerous! Crocodile Rider wa... Rogue da!」 （日文：「ローグ！」「デンジャラス！クロコダイルライダーは…ローグだ！」；中文：「Rogue！」「危險！鱷魚騎士是... Rogue！」） Armor Time的變身音效為「Crocodile! Rogue!」（日文：「クロクダイル！ローグ！」；中文：「鱷魚！Rogue！」） 發動必殺技的音效前綴為「Crack Up」（日文：「クラックアップ」） |                                                                |                                                                |
| Evol                         | エボル                                   | Evol                         | 2017 | 轉換形態成EvolArmor。 可使用假面騎士Evol的力量。                                                  | ZI-O眼部的字眼為「エボル」，Geiz為「えぼる」。 啓動音效為「Evol！」「Kasei Kara no Shinryakusha! Chikyu Wo Nerau Akuma Rider wa... Evol da!」 （日文：「エボル！」「火星からの侵略者！地球を狙う悪魔ライダーは…エボルだ！」；中文：「Evol！」「來自火星的侵略者！瞄準著地球的惡魔騎士是... Evol！」） Armor Time的變身音效為「Evolution! Evol!」（日文：「エボリューション！エボル！」；中文：「進化！Evol！」） 發動必殺技的音效前綴為「Evoltex」（日文：「エボルテック」） |                                                                |                                                                |
| Mad Rogue                    | マッドローグ                             | Mad Rogue                    | 2017 | 轉換形態成Mad RogueArmor。 可使用假面騎士Mad Rogue的力量。                                        | ZI-O眼部的字眼為「マッドローグ」，Geiz為「まっどろーぐ」。 |                                                                |                                                                |
| Amazon Neo                   | アマゾンネオ                             | Amazon Neo                   | 2017 | 更多 ： 劇場版 假面騎士ZI-O Over Quartzer § 變身道具                                              | 更多 ： 劇場版 假面騎士ZI-O Over Quartzer § 變身道具 | 更多 ： 劇場版 假面騎士ZI-O Over Quartzer § 變身道具           | 更多 ： 劇場版 假面騎士ZI-O Over Quartzer § 變身道具           |
| EX-AID                       | エグゼイド                               | EX-AID                       | 2016 | 轉換形態成EX-AIDArmor。 可使用假面騎士EX-AID的力量。                                              | ZI-O眼部的字眼為「エグゼイド」，Geiz為「えぐぜいど」。 啓動音效為「EX-AID！」「Game no Chikara de Tatakau Doctor Rider wa... EX-AID da!」 （日文：「エグゼイド！」「ゲームの力で戦うドクターライダーは... エグゼイドだ！」；中文：「EX-AID！」「使用遊戲力量戰鬥的醫生騎士是... EX-AID！」） Armor Time的變身音效為「Level Up! EX-AID!」（日文：「レベルアップ！エグゼイド！」；中文：「等級提升！EX-AID！」） 發動必殺技的音效前綴為「Critical」（日文：「クリティカル」） 由莊吾於2016年轉交給永夢的空白手錶所變成，EP04時由本人轉交給莊吾。 配搭「」騎士手錶使用可變身成EX-AID的强化形態Double Action Gamers。 |                                                                |                                                                |
| Ex-Aid Muteki Gamer          | エグゼイドムテキゲーマー                 | Ex-Aid Muteki Gamer          | 2016 | 轉換形態成Ex-Aid Muteki GamerArmor。 可使用假面騎士EX-AID Muteki Gamer的力量。                    | 啓動音效為「Muteki Gamer!」 （日文：「ムテキゲーマー」 ；中文：「Muteki Gamer!」） 發動必殺技的音效前綴為「Critical」（日文：「クリティカル」） |                                                                |                                                                |
| Brave                        | ブレイブ                                 | Brave                        | 2016 | 轉換形態成BraveArmor。 可使用假面騎士Brave的力量。                                                | ZI-O眼部的字眼為「ブレイブ」，Geiz為「ぶれいぶ」。 啓動音效為「Brave！」「Ken to Maho no RPG Rider wa... Brave da!」 （日文：「ブレイブ」「剣と魔法のRPGライダーは…ブレイブだ！」；中文：「Brave！」「劍與魔法的RPG騎士是... Brave！」 Armor Time的變身音效為「Level Up! Brave!」（日文：「レベルアップ！ブレイブ！」；中文：「等級提升！Brave！」） 發動必殺技的音效前綴為「Critical」（日文：「クリティカル」） |                                                                |                                                                |
| Snipe                        | スナイプ                                 | Snipe                        | 2016 | 轉換形態成SnipeArmor。 可使用假面騎士Snipe的力量。                                                | ZI-O眼部的字眼為「スナイプ」，Geiz為「すないぷ」。 啓動音效為「Snipe！」「Hyappatsuhyakuchu no Shooting Rider wa… Snipe da!」 （日文：「スナイプ」「百発百中のシューティングライダーは…スナイプだ！」；中文：「Snipe！」「百發百中的射擊騎士是... Snipe！」 Armor Time的變身音效為「Level Up! Snipe!」（日文：「レベルアップ！スナイプ！」；中文：「等級提升！Snipe！」） 發動必殺技的音效前綴為「Critical」（日文：「クリティカル」） |                                                                |                                                                |
| Lazer                        | レーザー                                 | Lazer                        | 2016 | 轉換形態成LazerArmor。 可使用假面騎士Lazer的力量。                                                | ZI-O眼部的字眼為「レーザー」，Geiz為「れーざー」。 啓動音效為「Lazer！」「Bakuso! Saisoku no Bike Rider wa... Lazer da!」 （日文：「レーザー！」「爆走！最速のバイクライダーは…レーザーだ！」；中文：「Lazer！」「爆走！最快的機車騎士是... Lazer！」 Armor Time的變身音效為「Level Up! Lazer!」（日文：「レベルアップ！レーザー！」；中文：「等級提升！Lazer！」） 發動必殺技的音效前綴為「Critical」（日文：「クリティカル」） |                                                                |                                                                |
| Genm                         | ゲンム                                   | Genm                         | 2016 | 轉換形態成GenmArmor。 可使用假面騎士Genm的力量。                                                  | ZI-O眼部的字眼為「ゲンム」，Geiz為「げんむ」。 啓動音效為「Genm！」「Kyukyoku no Game Master! Kami no Sainou wo Motsu Rider wa... Genm da!」 （日文：「ゲンム！」「究極のゲームマスター！神の才能を持つライダーは…ゲンムだ！」；中文：「Genm！」「究極的遊戲管理者！擁有神之才能的騎士是... Genm！」 Armor Time的變身音效為「Level Up! Genm!」（日文：「レベルアップ！ゲンム！」；中文：「等級提升！Genm！」） 發動必殺技的音效前綴為「Critical」（日文：「クリティカル」） 於EP09時從檀黎斗/另類OOO的身上掉出來，而後被月津持走。 |                                                                |                                                                |
| Para-DX                      | パラドクス                               | Para-DX                      | 2016 | 轉換形態成Para-DXArmor。 可使用假面騎士Para-DX的力量。                                            | ZI-O眼部的字眼為「パラドクス」，Geiz為「ぱらどくす」。 啓動音效為「Para-DX！」「Puzzle to Kakuto! Futatsu no Game de tatakau Rider wa...Para-DX da!」 （日文：「パラドクス！」「パズルと格闘！2つのゲームで戦うライダーは…パラドクスだ！」；中文：「Para-DX！」「解謎與格鬥！使用兩種遊戲在戰鬥的騎士是... Para-DX！」 Armor Time的變身音效為「Mazaru Up! Para-DX!」（日文：「マズルアップ！パラドクス！」；中文：「混合提升！Para-DX!」） 發動必殺技的音效前綴為「Critical」（日文：「クリティカル」） |                                                                |                                                                |
| Poppy                        | ポッピー                                 | Poppy                        | 2016 | 轉換形態成PoppyArmor。 可使用假面騎士Poppy的力量。                                                | ZI-O眼部的字眼為「ポッピー」，Geiz為「ぽっぴー」。 |                                                                |                                                                |
| Cronus                       | クロノス                                 | Cronus                       | 2016 | 轉換形態成CronusArmor。 可使用假面騎士Cronus的力量。                                              | ZI-O眼部的字眼為「クロノス」，Geiz為「くろのす」。 |                                                                |                                                                |
| Amazon Omega                 | アマゾンオメガ                           | Amazon Omega                 | 2016 | 更多 ： 劇場版 假面騎士ZI-O Over Quartzer § 變身道具                                              | 更多 ： 劇場版 假面騎士ZI-O Over Quartzer § 變身道具 | 更多 ： 劇場版 假面騎士ZI-O Over Quartzer § 變身道具           | 更多 ： 劇場版 假面騎士ZI-O Over Quartzer § 變身道具           |
| Amazon Alpha                 | アマゾンアルファ                         | Amazon Alpha                 | 2016 | 更多 ： 劇場版 假面騎士ZI-O Over Quartzer § 變身道具                                              | 更多 ： 劇場版 假面騎士ZI-O Over Quartzer § 變身道具 | 更多 ： 劇場版 假面騎士ZI-O Over Quartzer § 變身道具           | 更多 ： 劇場版 假面騎士ZI-O Over Quartzer § 變身道具           |
| Ghost                        | ゴースト                                 | Ghost                        | 2015 | 轉換形態成GhostArmor。 可使用假面騎士Ghost的力量。                                                | ZI-O眼部的字眼為「ゴースト」，Geiz為「ごーすと」。 啓動音效為「Ghost！」「Ijin no Chikara! Parka wo Kita Obake no Rider wa... Ghost da!」 （日文：「ゴースト！」「偉人の力！パーカーを着たお化けのライダーは... ゴーストだ！」；中文：「Ghost！」「偉人的力量！穿著Parka的幽靈騎士是... Ghost！」） Armor Time的變身音效為「Kaigan! Ghost!」（日文：「開眼！ゴースト！」；中文：「開眼！Ghost！」） 發動必殺技的音效前綴為「Omega」（日文：「オメガ」） 初登場為EP01，為月津自逢魔ZI-O偷走的兩個騎士手錶之一，後來在EP14與門矢士對戰落敗後被對方還原成空白手錶，同一樣EP14由尊轉交給莊吾同一個錶。 配搭「」騎士手錶使用可變身成Ghost的强化形態Grateful Damashii。                                                                                           |                                                                |                                                                |
| Ghost Grateful Damashii      | ゴーストグレイトフル魂                   | Ghost Grateful Damashii      | 2015 | 轉換形態成Ghost Grateful SpiritArmor。 可使用假面騎士Ghost Grateful Damashii的力量。              | 啓動音效為「Ghost Grateful Damashii!」「15 No ijin no chikara ga shuketsu! Korega Ghost! Grateful Damashii!」 （日文：「ゴーストグレイトフル魂！」「15の偉人の力が集結！これがゴースト！グレイトフル魂！」；中文：「Ghost Grateful Damashii！」「15名偉人的力量聚集了起來！這就是Ghost！Grateful Damashii！」 Armor Time的變身音效為「Zenkaigan!Grateful!」（日文：「ゼンカイガン！グレイトフル！」；中文：「全開眼！Grateful！」） 發動必殺技的音效前綴為「Megaomega」（日文：「メガオメガ」） |                                                                |                                                                |
| Ghost Mugen Damashii         | ゴーストムゲン魂                         | Ghost Mugen Damashii         | 2015 | 轉換形態成Ghost Mugen DamashiiArmor。 可使用假面騎士Ghost Mugen Damashii的力量。                  | 啓動音效為「Mugen Damashii!」 （日文：「ムゲン魂」 ；中文：「Mugen Damashii!」） Armor Time的變身音效為「Cho Kaigan! Mugen!」 發動必殺技的音效前綴為「God Omega」 |                                                                |                                                                |
| Specter                      | スペクター                               | Specter                      | 2015 | 轉換形態成SpecterArmor。 可使用假面騎士Specter的力量。                                            | ZI-O眼部的字眼為「スペクター」，Geiz為「すぺくたー」。 啓動音效為「Specter!」「Ore no Iki Sama Misete Yaru! Aoi Parka no Rider wa... Specter da!」 （日文：「スペクター！」「俺の生き様見せてやる！青いパーカーのライダーは... スペクターだ！」；中文：「Specter！」「讓你見識我的生存之道！藍色Parka的騎士是... Specter！」） Armor Time的變身音效為「Kaigan! Specter!」（日文：「開眼！スペクター！」；中文：「開眼！Specter！」） 發動必殺技的音效前綴為「Omega」（日文：「オメガ」） |                                                                |                                                                |
| Necrom                       | ネクロム                                 | Necrom                       | 2015 | 轉換形態成NecromArmor。 可使用假面騎士Necrom的力量。                                              | ZI-O眼部的字眼為「ネクロム」，Geiz為「ねくろむ」。 啓動音效為「Necrom！」「Ganma no Sekai wo Suberu rider wa... Necrom da!」 （日文：「ネクロム！」「眼魔の世界を統べるライダーは... ネクロムだ！」；中文：「Necrom！」「統率眼魔世界的騎士是... Necrom！」） Armor Time的變身音效為「Tengan! Necrom!」（日文：「テンガン！ネクロム！」；中文：「點眼！Necrom！」） 發動必殺技的音效前綴為「Omega」（日文：「オメガ」） |                                                                |                                                                |
| Drive                        | ドライブ                                 | Drive                        | 2014 | 轉換形態成DriveArmor。 可使用假面騎士Drive的力量。                                                | ZI-O眼部的字眼為「ドライブ」，Geiz為「どらいぶ」。 啓動音效為「Drive！」「Shift Car no Chikara de Tatakau Akai Kuruma no Keisatsu Rider wa... Drive da!」 （日文：「ドライブ！」「シフトカーの力で戦う赤い車の警察ライダーは... ドライブだ！」；中文：「Drive！」「使用移速戰車的力量戰鬥，紅色跑車的警察騎士是... Drive！」） Armor Time的變身音效為「Drive! Drive!」（日文：「ドライブ！ドライブ！」） 發動必殺技的音效前綴為「Hissatsu」（日文：「必殺」） 初登場為EP03，為月津自逢魔ZI-O偷走的兩個騎士手錶之一，於《劇場版 假面騎士ZI-O Over Quartzer》於古利姆委托的事件結束後，由古利姆本人親自轉交給莊吾。 |                                                                |                                                                |
| Drive Type Tridoron          | ドライブタイプトライドロン               | Drive Type Tridoron          | 2014 | 轉換形態成Drive Type TridoronArmor。 可使用假面騎士Drive type Tridoron的力量。                    | |                                                                |                                                                |
| Mach                         | マッハ                                   | Mach                         | 2014 | 轉換形態成MachArmor。 可使用假面騎士Mach的力量。                                                  | ZI-O眼部的字眼為「マッハ」，Geiz為「まっは」。 啓動音效為「Mach！」「Moeru Hono no Bike Rider wa... Mach da!」 （日文：「マッハ！」「燃える炎のバイクライダーは... マッハだ！」；中文：「Mach！」「燃燒火焰的機車騎士是... Mach！」） Armor Time的變身音效為「Mach! Mach!」（日文：「マッハ！マッハ！」） 發動必殺技的音效前綴為「Hissatsu」（日文：「必殺」） 於《劇場版 假面騎士ZI-O Over Quartzer》中在接受古利姆委托的事件結束後，由古利姆將Drive錶頭莊吾時，由詩島剛連同自己的錶頭一同轉交給對方。 |                                                                |                                                                |
| Chaser                       | チェイサー                               | Chaser                       | 2014 | 轉換形態成ChaserArmor。 可使用假面騎士Chaser的力量。                                              | ZI-O眼部的字眼為「チェイサー」，Geiz為「ちぇいさー」。 啓動音效為「Chaser！」「Seigi ni Mezameta Ningen o Aisuru Rider wa... Chaser da!」 （日文：「チェイサー！」「正義に目覚めた、人間を愛するライダーは... チェイサーだ！」；中文：「Chaser！」「對正義覺醒，熱愛人類的騎士是... Chaser！」） Armor Time的變身音效為「Chaser!Chaser!」（日文：「チェイサー！チェイサー！」） 發動必殺技的音效前綴為「Hissatsu」（日文：「必殺」） |                                                                |                                                                |
| Gaim                         | 鎧武                                     | 鎧武                         | 2013 | 轉換形態成GaimArmor。 可使用假面騎士鎧武的力量。                                                  | ZI-O眼部的字眼為「ガイム」，Geiz為「がいむ」。 啓動音效為「Gaim！」「Lock Seed no Chikara de Tatakau Fruit Musha Rider wa... Gaim da!」 （日文：「鎧武！」「ロックシードの力で戦うフルーツ武者ライダーは... 鎧武だ！」；中文：「鎧武！」「使用定鎖種子戰鬥的水果武士騎士是... 鎧武！」） Armor Time的變身音效為「Soiyaa! Gaim!」（日文：「ソイヤッ！鎧武！」；中文：「Soiyaa！鎧武！」） 發動必殺技的音效前綴為「Squash」（日文：「スカッシュ」） EP12時由紘汰連同小玉西瓜鎧甲轉交給莊吾。 |                                                                |                                                                |
| Gaim Kachidoki Arms          | 鎧武カチドキアームズ                     | 鎧武 勝鬨鎧甲                | 2013 | 轉換形態成Gaim Kachidoki ArmsArmor。 可使用假面騎士鎧武 勝鬨鎧甲的力量。                          | 啓動音效為「Kachidoki Arms！」「Ei‧Ei‧Oh! Izashutsujin! Gaim! Kachidoki Arms!」 （日文：「カチドキアームズ！」「エイ・エイ・オー！いざ出陣！鎧武！カチドキアームズ！」；中文：「勝鬨鎧甲！」「唉・唉・噢！嚴陣出征！鎧武！勝鬨鎧甲！」） Armor Time的變身音效為「Ei‧Ei‧Oh! Kachidoki!」（日文：「エイ・エイ・オー！カチドキ！」；中文：「唉・唉・噢！勝鬨！」） 發動必殺技的音效前綴為「Muryodaisu」（日文：「無量大数」） |                                                                |                                                                |
| Gaim Kiwami Arms             | 鎧武極アームズ                           | 鎧武 極鎧甲                  | 2013 | 轉換形態成Gaim Kiwami ArmsArmor。 可使用假面騎士鎧武 極鎧甲的力量。                               | |                                                                |                                                                |
| Baron                        | バロン                                   | 巴隆                         | 2013 | 轉換形態成BaronArmor。 可使用假面騎士巴隆的力量。                                                 | ZI-O眼部的字眼為「バロン」，Geiz為「ばろん」。 啓動音效為「Baron!」「Banana no yoroi wo kita yaritsukai no Raida wa...Baron da!」 （日文：「バロン!」「バナナの鎧を着た槍使いのライダーは…バロンだ!」；中文：「巴隆!」「穿著香蕉盔甲使用槍的騎手士是... 巴隆！」） Armor Time的變身音效為「Come on! Baron!」 發動必殺技的音效前綴為「Banana」（日文：「バナナ」） |                                                                |                                                                |
| Ryugen                       | 龍玄                                     | 龍玄                         | 2013 | 轉換形態成RyugenArmor。 可使用假面騎士龍玄的力量。                                                | ZI-O眼部的字眼為「リュウゲン」，Geiz為「りゅうげん」。 |                                                                |                                                                |
| Wizard                       | ウィザード                               | Wizard                       | 2012 | 轉換形態成WizardArmor。 可使用假面騎士Wizard的力量。                                              | ZI-O眼部的字眼為「ウィザード」，Geiz為「うぃざーど」。 啓動音效為「Wizard！」「Mahou no Yubiwa de Showtime! Houseki no Rider wa... Wizard da!」 （日文：「ウィザード！」「魔法の指輪でショータイム！のライダーは... ウィザードだ！」；中文：「Wizard！」「魔法戒指的表演時間！寶石的騎士是... Wizard！」） Armor Time的變身音效為「Please! Wizard!」（日文：「プリーズ！ウィザード！」；中文：「有請！Wizard！」） 發動必殺技的音效前綴為「Strike」（日文：「ストライク」） EP07與Beast騎士手錶一同出現並為仁藤攻介持有，EP08本人在測試完月津後轉交給他。 |                                                                |                                                                |
| Wizard All Dragon            | ウィザードオールドラゴン                 | Wizard All Dragon            | 2012 | 轉換形態成Wizard All DragonArmor。 可使用假面騎士Wizard All Dragon的力量。                        | |                                                                |                                                                |
| Wizard Infinity Style        | ウィザードインフィニティースタイル       | Wizard Infinity Style        | 2012 | 轉換形態成Wizard Infinity StyleArmor。 可使用假面騎士Wizard Infinity Style的力量。                | |                                                                |                                                                |
| Beast                        | ビースト                                 | Beast                        | 2012 | 轉換形態成BeastArmor。 可使用假面騎士Beast的力量。                                                | ZI-O眼部的字眼為「ビースト」，Geiz為「びーすと」。 啓動音效為「Beast！」「Juu no Chikara de Tatakau Kin-iro no Lion Rider wa... Beast da!」 （日文：「ビースト！」「獣の力で戦う、金色のライオンライダーは... ビーストだ！」；中文：「Beast！」「使用野獸力量戰鬥的金色獅子騎士是... Beast！」） Armor Time的變身音效為「Open! Beast!」（日文：「オーペン！ビースト！」；中文：「打開！Beast！」） 發動必殺技的音效前綴為「Chimeras」（日文：「キマイライズ」） EP07與Wizard騎士手錶一同出現並為仁藤攻介持有，但本人EP08沒有將其連同Wizard騎士手錶轉交給月津。 |                                                                |                                                                |
| Fourze                       | フォーゼ                                 | Fourze                       | 2011 | 轉換形態成FourzeArmor。 可使用假面騎士Fourze的力量。                                              | ZI-O眼部的字眼為「フォーゼ」，Geiz為「ふぉーぜ」。 啓動音效為「Fourze！」「Uchuu Kita! Switch de Tatakau Rider wa... Fourze da!」 （日文：「フォーゼ！」「宇宙キター！スイッチの力で戦のうライダーは... フォーゼだ！」；中文：「Fourze！」「宇宙來了！使用天文開關的力量戰鬥的騎士是... Fourze！」） Armor Time的變身音效為「3・2・1! Fourze!」（日文：「スリー・トゥー・ワン！フォーゼ！」） 發動必殺技的音效前綴為「Limit」（日文：「リミット」） EP05大杉忠太老師想起弦太朗的指示後將其轉交給莊吾。後來在EP38一度被地獄兄弟奪走但又被烏爾偷走，烏爾轉交給斯瓦魯茲後再交給正在2058年偕同門矢士尋找真相的月讀，而月讀回到2019年後便還給莊吾。 |                                                                |                                                                |
| Fourze Cosmic States         | フォーゼコズミックステイツ               | Fourze Cosmic States         | 2011 | 轉換形態成Fourze Cosmic StatesArmor。 可使用假面騎士Fourze Cosmic States的力量。                  | |                                                                |                                                                |
| Meteor                       | メテオ                                   | Meteor                       | 2011 | 轉換形態成MeteorArmor。 可使用假面騎士Meteor的力量。                                              | ZI-O眼部的字眼為「メテオ」，Geiz為「めてお」。 啓動音效為「Meteor！」「Yujo no tame ni tatakau, kenpo tsukai no Raida wa...Meteor da!」 （日文：「メテオだ！」「友情のために戦う、拳法使いのライダーは... メテオだ！」；中文：「Meteor！」「為友誼而戰，使用拳法的騎士是... Meteor！」） Armor Time的變身音效為「Meteor, ready? Meteor!」（日文：「メテオ、レディー？メテオ！」） 發動必殺技的音效前綴為「Limit」（日文：「リミット」） |                                                                |                                                                |
| OOO                          | オーズ                                   | OOO                          | 2010 | 轉換形態成OOOArmor。 可使用假面騎士OOO的力量。                                                    | ZI-O眼部的字眼為「オーズ」，Geiz為「おーず」。 啓動音效為「OOO！」「Medal no Combo de Taka・Tora・Batta Doubutsu Power no Rider wa... OOO da!」 （日文：「オーズ！」「メダルのコンボでタカ・トラ・バッタ動物パワーのライダーは... オーズだ！」；中文：「OOO！」「使用鷹虎蝗硬幣組合戰鬥的動物力量騎士是... OOO！」） Armor Time的變身音效為「Taka・Tora・Batta! OOO!」（日文：「タカ・トラ・バッタ！オーズ！」；中文：「鷹・虎・蝗！OOO！」） 發動必殺技的音效前綴為「Scanning」（日文：「スキャニング」） EP10由映司連同OOO Tajador combo騎士手錶與獵鷹手錶機獸轉交給莊吾。 配搭「」騎士手錶使用可變身成OOO的强化形態Tajador combo。 |                                                                |                                                                |
| OOO Tajador combo            | オーズタジャドルコンボ                   | OOO Tajador combo            | 2010 | 轉換形態成OOO Tajador comboArmor。 可使用假面騎士OOO Tajador combo的力量。                        | 啓動音效為「Tajador Konbo！」「Moesakaru shinku no tsubasa! Hono no Ozu, Tajador Konbo!」 （日文：「タジャドル コンボ！」「燃え盛る深紅の翼！炎のオーズ、タジャドルコンボ！」；中文：「Tajador combo！」「熊熊燃燒的深紅之翼！火焰的OOO，Tajador combo！」） Armor Time的變身音效為「Taka・Kujaku・Condor! Tajador!」（日文：「タカ・クジャク・コンドル！タジャドル！」；中文：「猎鹰・孔雀・秃鹰！鷹孔鷲！」） 發動必殺技的音效前綴為「Giga Scan」（日文：「ギガスキャニ」） EP10由映司連同OOO騎士手錶與獵鷹手錶機獸轉交給莊吾。 |                                                                |                                                                |
| Putotyra combo               | オーズプトティラコンボ                   | Putotyra combo               | 2010 | 轉換形態成Putotyra comboArmor。 可使用假面騎士OOO Putotyra combo的力量。                          | 啓動音效為「Putotyra Combo!」 （日文：「オーズプトティラ コンボ!」 ；中文：「Putotyra Combo!」） Armor Time的變身音效為「Ptera・Tricera・Tyranno! Putotyra!」（日文：「プテラ・トリケラ・ティラノ! オーズプトティラ!」；中文：「翼龍・三角龍・暴龍！ 翼角龍！」） 發動必殺技的音效前綴為「OOO! Blasting Freezer」 |                                                                |                                                                |
| Birth                        | バース                                   | Birth                        | 2010 | 轉換形態成BirthArmor。 可使用假面騎士Birth的力量。                                                | ZI-O眼部的字眼為「バース」，Geiz為「ばーす」。 啓動音效為「Birth！」「Cell medal no chikara de tatakau, Mechanical Rider wa... Birth da!」 （日文：「バース！」「セルメダルの力で戦う、メカニカルライダーは... バースだ！」；中文：「Birth！」「使用普通代幣的力量戰鬥，機械騎士是... Birth！」） Armor Time的變身音效為「(Birth's sound effect)！ Birth！」（日文：「（バースのサウンドエフェクト）！バース！」；中文：「（Birth聲效）！Birth！」） 發動必殺技的音效前綴為「Cell」（日文：「セル」） |                                                                |                                                                |
| W                            | ダブル                                   | W                            | 2009 | 更多 ： 假面騎士平成Generations Forever § 變身道具                                                | 更多 ： 假面騎士平成Generations Forever § 變身道具 | 更多 ： 假面騎士平成Generations Forever § 變身道具             | 更多 ： 假面騎士平成Generations Forever § 變身道具             |
| W FangJoker                  | ダブルファングジョーカー                 | W FangJoker                  | 2009 | 轉換形態成W FangJokerArmor。 可使用假面騎士W FangJoker的力量。                                    | |                                                                |                                                                |
| W CycloneJokerXtreme         | ダブルサイクロンジョーカーエクストリーム | W CycloneJokerXtreme         | 2009 | 轉換形態成W CycloneJokerXtremeArmor。 可使用假面騎士W Cyclone Joker Xtreme的力量。                | |                                                                |                                                                |
| Accel                        | アクセル                                 | Accel                        | 2009 | 轉換形態成AccelArmor。 可使用假面騎士Accel的力量。                                                | ZI-O眼部的字眼為「アクセル」，Geiz為「あくせる」。 啓動音效為「Accel!」「Furikiru ze! Makkana baiku Raida wa...Akuseru da!」 （日文：「アクセル!」「振り切るぜ！真っ赤なバイクライダーは…アクセルだ! 」；中文：「Accel!」「甩掉一切！深紅色的機車騎士是...... Accel！」） Armor Time的變身音效為「Accel! Accel!」（日文：「アクセル! アクセル!」；中文：「Accel! Accel!」） 發動必殺技的音效前綴為「Maximum」（日文：「マキシマム」） |                                                                |                                                                |
|                              | ディケイド                               | Decade                       | 2009 | 轉換形態成Armor。 可使用假面騎士Decade的力量。                                                    | 更多 ： 假面騎士ZI-O § 變身道具 |                                                                |                                                                |
| Violent Emotion              | ディケイド激情態                         | Decade Violent Emotion       | 2009 | 轉換形態成Decade Violent EmotionArmor。 可使用假面騎士Decade Violent Emotion的力量。                    | 啓動音效為「Decade Geki Joutai！」「Hyoteki wa Subete no Rider, Sekai no Hakaisha! Decade Geki Joutai!」 （日文：「ディケイド 激情態！」「標的はすべてのライダー、世界の破壊者！ディケイド 激情態！」；中文：「Decade Violent Emotion！」「目標是所有騎士，世界的破壞者！Decade Violent Emotion！」） Armor Time的變身音效為「Kamen Ride! Decade!」（日文：「カメンライド！ディケイド！」；中文：「假面騎士！Decade！」） 發動必殺技的音效前綴為「Attack」（日文：「アタック」） |                                                                |                                                                |
| Complete Form                | ディケイドコンプリートフォーム           | Decade 完全型態              | 2009 | 轉換形態成 Complete FormArmor。 可使用假面騎士Decade 完全型態的力量。                             | |                                                                |                                                                |
|                              | ディエンド                               | Diend                        | 2009 | 轉換形態成Armor。 可使用假面騎士Diend的力量。                                                     | ZI-O眼部的字眼為「ディエンド」，Geiz為「でぃえんど」。 |                                                                |                                                                |
| Kiva                         | キバ                                     |                              | 2008 | 轉換形態成KivaArmor。 可使用的力量。                                                              | ZI-O眼部的字眼為「キバ」，Geiz為「きば」。 啓動音效為「Kiva！」「Wake Up! Uketsugareru Chikara, Vampire no Rider wa... Kiva da!」 （日文：「キバ！」「ウェイク・アップ！受け継がれる力、ヴァンパイアのライダーは... キバだ！」；中文：「Kiva！」「覺醒！繼承權力，吸血鬼的騎士是... ！」） Armor Time的變身音效為「Gabu! Kiva!」（日文：「がぶ！キバ！」；中文：「咬住！Kiva！」） 發動必殺技的音效前綴為「Wake Up」（日文：「ウェイクアップ」） EP36由次狼轉交給莊吾。 |                                                                |                                                                |
| Kiva Emperor Form            | キバエンペラーフォーム                   | 魔皇型態                     | 2008 | 轉換形態成Kiva Emperor FormArmor。 可使用假面騎士KIVA 魔皇型態的力量。                                        | |                                                                |                                                                |
| IXA                          | イクサ                                   |                              | 2008 | 轉換形態成IXAArmor。 可使用假面騎士的力量。                                                       | ZI-O眼部的字眼為「イクサ」，Geiz為「いくさ」。 |                                                                |                                                                |
| Den-O                        | 電王                                     | 電王                         | 2007 | 轉換形態成Den-OArmor。 可使用的力量。                                                             | ZI-O眼部的字眼為「デンオウ」，Geiz為「でんおう」。 啓動音效為「Den-O！」「Toki no Ressha ni Notte Imagin to Tatakau Rider wa... Den-O da!」 （日文：「電王！」「時の列車に乗ってイマジンと戦うライダーは... 電王だ！」；中文：「電王！」「搭乘時空列車與異魔神一起戰鬥的騎士是... 電王！」） Armor Time的變身音效為「Sword Form! Den-O!」（日文：「ソードフォーム ！電王！」；中文：「聖劍形態！電王！」） 發動必殺技的音效前綴為「Ore no」（日文：「俺の」） EP39結尾沃茲提及需要使用該錶的力量時由桃太洛斯拿出並轉交給莊吾，EP40開頭由侑斗口中說出，把手錶給了莊吾會讓他成為最遭最惡的魔王，而從莊吾手中拿回，在最後與另類電王及意魔人的對戰中，聽了侑斗的建議給與了莊吾電王錶頭，集齊了所有的騎士錶頭。                                                  |                                                                |                                                                |
| Den-O Liner Form             | 電王ライナーフォーム                     | 電王 列車形態                | 2007 | 轉換形態成Den-O Liner Form Armor。 可使用假面騎士電王 列車形態的力量。                                        | |                                                                |                                                                |
| Zeronos                      | ゼロノス                                 |                              | 2007 | 轉換形態成ZeronosArmor。 可使用假面騎士的力量。                                                   | ZI-O眼部的字眼為「ゼロノス」，Geiz為「ぜろのす」。 啓動音效為「Zeronos！」「Midori no Densha ni Notte Kako Kara Kita Rider wa... Zeronos da!」 （日文：「ゼロノス！」「緑の電車に乗って、過去から来たライダーは... ゼロノスだ！」；中文：「Zeronos！」「搭乘綠色的電車，從過去而來的騎士是... Zeronos！」） Armor Time的變身音效為「Altair Form! Zeronos!」（日文：「アルタイルフォーム！ゼロノス！」；中文：「牛郎形態！Zeronos！」） 發動必殺技的音效前綴為「Full charge」（日文：「フルチャージ」） |                                                                |                                                                |
| Kabuto                       | カブト                                   |                              | 2006 | 轉換形態成KabutoArmor。 可使用假面骑士KABUTO的力量。                                              | ZI-O眼部的字眼為「カブト」，Geiz為「かぶと」。 啓動音效為「Kabuto！」「Cast Off shite Choukasoku! Beetle no Rider wa... Kabuto da!」 （日文：「カブト！」「キャストオフして超加速！ビートルのライダーは... カブトだ！」；中文：「Kabuto！」「蛻殻然後加速！獨角仙的騎士是... ！」） Armor Time的變身音效為「Change Beetle! Kabuto!」（日文：「チェンジビートル！カブト！」；中文：「Change Beetle！Kabuto！」） 發動必殺技的音效前綴為「Clock」（日文：「クロック」） EP38結尾由Kabuto Zecter變成並由加賀美新交給莊吾。 |                                                                |                                                                |
| Kabuto Hyper Form            | カブトハイパーフォーム                   | 超越形態                     | 2006 | 轉換形態成Kabuto Hyper FormArmor。 可使用假面骑士KABUTO 超越形態的力量。                          | |                                                                |                                                                |
| Hibiki                       | 響鬼                                     | 響鬼                         | 2005 | 轉換形態成HibikiArmor。 可使用幪面超人響鬼的力量。                                                | ZI-O眼部的字眼為「ヒビキ」，Geiz為「ひびき」。 啓動音效為「Hibiki！」「Oni no Chikara! Oto no Chikara! Taiko de Tatakau Rider wa... Hibiki da!」 （日文：「響鬼！」「鬼の力！音の力！太鼓で戦うライダーは... 響鬼だ！」；中文：「響鬼！」「鬼之力量！音擊之力量！使用太鼓戰鬥的騎士是... 響鬼！」） Armor Time的變身音效為「(Hibiki's sound effect)! Hibiki!」（日文：「（響鬼のサウンドエフェクト）！響鬼！」；中文：「（響鬼聲效）！響鬼！」） 發動必殺技的音效前綴為「Ongeki」（日文：「音撃」） EP34在京介正視自己的內心後產生並用來變身成假面騎士響鬼，並在結尾時交給莊吾。 |                                                                |                                                                |
| Armed Hibiki                 | 装甲響鬼                                 | 装甲響鬼                     | 2005 | 轉換形態成Armed HibikiArmor。 可使用幪面超人 装甲 響鬼的力量。                                    | |                                                                |                                                                |
| Blade                        | ブレイド                                 | 劍                           | 2004 | 轉換形態成BladeArmor。 可使用假面騎士劍的力量。                                                   | ZI-O眼部的字眼為「ブレイド」，Geiz為「ぶれいど」。 啓動音效為「Blade！」「Card ni Fuuin shita Undead no Chikara de Tatakau Rider wa... Blade da!」 （日文：「ブレイド！」「カードに封印したアンデッドの力で戦うライダーは... ブレイドだ！」；中文：「劍！」「使用不死者力量的封印卡戰鬥的騎士是... 劍！」） Armor Time的變身音效為「Turn Up! Blade!」（日文：「ターンアップ！ブレイド！」；中文：「轉換變身！劍！」）發動必殺技的音效前綴為「Lightning」（日文：「ライトニング」） EP30在擊敗另類Blade後與Chalice騎士手錶一起產生，莊吾想交還給一真但是被本人拒絕並被委託保管。 |                                                                |                                                                |
| Blade King Form              | ブレイドキングフォーム                   | 劍 皇帝形態                  | 2004 | 轉換形態成Blade King FormArmor。 可使用假面騎士劍 皇帝形態的力量。                                | |                                                                |                                                                |
| Garren                       | ギャレン                                 | Garren                       | 2004 | 轉換形態成GarrenArmor。 可使用假面騎士Garren的力量。                                              | ZI-O眼部的字眼為「ギャレン」，Geiz為「ぎゃれん」。 |                                                                |                                                                |
| Faiz                         | ファイズ                                 | 555                          | 2003 | 轉換形態成FaizArmor。 可使用假面騎士555的力量。                                                   | ZI-O眼部的字眼為「ファイズ」，Geiz為「ふぁいず」。 啓動音效為「Faiz！」「Henshin Code wa 5・5・5! Keitai Denwa de Henshinsuru Rider wa... Faiz da!」 （日文：「ファイズ！」「変身コードは5・5・5！携帯電話で変身するライダーは... ファイズだ！」；中文：「555！」「變身碼是5・5・5！使用手提電話變身的騎士是... 555！」） Armor Time的變身音效為「Complete! Faiz!」（日文：「コンプリート！ファイズ！」；中文：「完成！555！」） 發動必殺技的音效前綴為「Exceed」（日文：「エクシード」） EP06由乾巧交給莊吾，而莊吾轉交給月津保管。 配搭「」騎士手錶使用可變身成555的强化形態Axel Form。 |                                                                |                                                                |
| Faiz Blaster Form            | ファイズブラスターォーム                 | 555                          | 2003 | 轉換形態成Faiz Blaster FormArmor。 可使用假面騎士555 爆發型態的力量。                             | |                                                                |                                                                |
| Kaixa                        | カイザ                                   | Kaixa                        | 2003 | 轉換形態成KaixaArmor。 可使用假面騎士Kaixa的力量。                                                | ZI-O眼部的字眼為「カイザ」，Geiz為「かいざ」。 啓動音效為「Kaixa！」「Henshin Code wa 9・1・3! Faiz no rival rider wa... Kaixa da!」 （日文：「カイザ！」「変身コードは9・1・3！ファイズのライバルライダーは... カイザだ！」；中文：「Kaixa！」「變身碼是9・1・3！555的對手騎士是... Kaixa！」 Armor Time的變身音效為「Standing by! Complete! Kaixa!」（日文：「スタンディングバイ！コンプリート！カイザ！」；中文：「等待！完成！Kaixa！」） 發動必殺技的音效前綴為「Exceed」（日文：「エクシード」） |                                                                |                                                                |
| Ryuki                        | 龍騎                                     | 龍騎                         | 2002 | 更多 ： 假面騎士ZI-O 外傳 RIDER TIME § RIDER TIME 假面騎士龍騎                                    | 更多 ： 假面騎士ZI-O 外傳 RIDER TIME § RIDER TIME 假面騎士龍騎 | 更多 ： 假面騎士ZI-O 外傳 RIDER TIME § RIDER TIME 假面騎士龍騎 | 更多 ： 假面騎士ZI-O 外傳 RIDER TIME § RIDER TIME 假面騎士龍騎 |
| Ryuki Survive                | 龍騎サバイブ                             | 龍騎 生存型態                | 2002 | 轉換形態成Ryuki SurviveArmor。 可使用假面騎士龍騎 生存型態的力量。                                | |                                                                |                                                                |
|                              | アギト                                   |                              | 2001 | 轉換形態成Armor。 可使用的力量。                                                                  | ZI-O眼部的字眼為「アギト」，Geiz為「あぎと」。 啓動音效為「Agito！」「Mezameru Tamashii, Dai-Chi no Chikara! Shinka shi Tsuzukeru Rider wa... da!」 （日文：「アギト！」「目覚める魂、大地の力！進化し続けるライダーは... アギトだ！」；中文：「鄂鬥！」「覺醒靈魂，大地之力量！不斷進化的騎士是... ！」） Armor Time的變身音效為「(Agito's sound effect)! Agito!」（日文：「（アギトのサウンドエフェクト）！アギト！」；中文：「（鄂鬥聲效）！鄂鬥！」） 發動必殺技的音效前綴為「Ground」（日文：「グランド」） EP32由另類鄂鬥手錶吸收AgitΩ之力後變成並用來讓另類鄂鬥變身成假面騎士鄂鬥，莊吾一行人奪回該錶後轉交給翔一用來變身，並在結尾時還給莊吾。 |                                                                |                                                                |
|                              | アギトシャイニングフォーム               | 閃耀型態                     | 2001 | 轉換形態成Armor。 可使用假面騎士鄂鬥 閃耀型態的力量。                                                         | |                                                                |                                                                |
| Kuuga                        | クウガ                                   |                              | 2000 | 更多 ： 假面騎士平成Generations Forever § 變身道具                                                | 更多 ： 假面騎士平成Generations Forever § 變身道具 | 更多 ： 假面騎士平成Generations Forever § 變身道具             | 更多 ： 假面騎士平成Generations Forever § 變身道具             |
| Kuuga Amazing Mighty         | クウガアメージングマイティ               |                              | 2000 | 轉換形態成Kuuga Amazing MightyArmor。 可使用假面騎士空我 驚異全能型態的力量。                     | |                                                                |                                                                |
| Kuuga Ultimate Form          | クウガアルティメットフォーム             | 空我 究極形態                | 2000 | 轉換形態成Kuuga Ultimate FormArmor。 可使用假面騎士空我 究極形態的力量。                          | |                                                                |                                                                |

### 未來騎士手錶一覽
| 英文名稱           | 日文名稱                 | 中文名稱         | 所屬年份 | 能力                                                            | 備註 |
| ------------------ | ------------------------ | ---------------- | -------- | --------------------------------------------------------------- | --- |
| Woz                | ウォズ                   | Woz              | 未知     | 變身成假面騎士Woz。                                             | 眼部的字眼為「ライダー」。 啓動音效為「Woz！」「MiRide Watch de Henshin... HENSHIN! Kamen Rider Woz!」 （日文：「ウォズ！」「ミライドウォッチで変身…変身！仮面ライダーウォズ！」；中文：「Woz！」「使用未來騎士手錶變身... 變身！假面騎士Woz！」） Future Time的變身音效為「Sugoi! Jidai! Mirai! Kamen Rider Woz! Woz!」（日文：「凄い！時代！未来！仮面ライダーウォズ！ウォズ！」；中文：「厲害！時代！未來！假面騎士Woz！Woz！」） |
| Shinobi            | シノビ                   | 忍者             | 2022     | 轉換形態成Futuring Shinobi。                                    | 眼部圖案為忍者的容貌，假面騎士Woz轉換形態時的字眼為「シノビ」。 啓動音效為「Shinobi！」「Shinobu to Kaite Yaiba no Kokoro! Kamen Rider Shinobi!」 （日文：「シノビ！」「忍と書いて刃の心！仮面ライダーシノビ！」；中文：「Shinobi！」「忍術寫上刀刃之心！假面騎士Shinobi！」） Future Time的變身音效為「Dare ja? Ore ja? Ninja! Futuring Shinobi! Shinobi!」（日文：「誰じゃ？俺じゃ？忍者！フューチャーリングシノビ！シノビ！」；中文：「是誰？在下？忍者！未來連結Shinobi！Shinobi！」） 發動必殺技的音效前綴為「Ninpou」（日文：「忍法」）            |
| Quiz               | クイズ                   | 問答             | 2040     | 轉換形態成Futuring Quiz。                                       | 眼部圖案為問號，假面騎士Woz轉換形態時的字眼為「クイズ」。 啓動音效為「Quiz！」「Sukueyo Sekai! Kotaeyo Seikai! Kamen Rider Quiz!」 （日文：「クイズ！」「救えよ世界！答えよ正解！仮面ライダークイズ！」；中文：「Quiz！」「拯救世界！回答正確！假面騎士Quiz！」） Future Time的變身音效為「Fashion! Passion! Question! Futuring Quiz! Quiz!」（日文：「ファッション！パッション！クエスチョン！フューチャーリングクイズ！クイズ！」；中文：「時尚！熱情！問題！未來連結Quiz！Quiz！」） 發動必殺技的音效前綴為「Quiz Shock」（日文：「クイズショック」） |
| Kikai              | キカイ                   | 機械             | 2121     | 轉換形態成Futuring Kikai。                                      | 眼部圖案為扳手，假面騎士Woz轉換形態時的字眼為「キカイ」。 啓動音效為「Kikai！」「Hagane no Body ni Atsui Heart! Kamen Rider Kikai!」 （日文：「キカイ！」「鋼のボディに熱いハート！仮面ライダーキカイ！」；中文：「Kikai！」「鋼鐵軀體中的熾熱之心！假面騎士Kikai！」） Future Time的變身音效為「Dekai! Hakai! Gokai! Futuring Kikai! Kikai!」（日文：「デカイ！ハカイ！ゴウカイ！フューチャーリングキカイ！キカイ！」；中文：「巨大！破壞！豪邁！未來連結Kikai！Kikai！」） 發動必殺技的音效前綴為「Full Metal」（日文：「フルメタル」）                |
| Ginga              | ギンガ                   | 銀河             | 2019     | 轉換形態成Ginga Finally、Ginga Taiyo Form、Ginga Wakusei Form。 | |
| Blank MiRide Watch | ブランクミライドウォッチ | 空白未來騎士手錶 | -        | 無                                                              | 並無持有任何能力及機能，為空的未來騎士手錶。 |

### 其他騎士手錶一覽
| 英文名稱   | 日文名稱         | 中文名稱 | 所屬年份 | 能力                                   | 備註 |
| ---------- | ---------------- | -------- | -------- | -------------------------------------- | --- |
| Ryusoulger | リュウソウジャー | 龍裝者   | 2019     | 可使用騎士龍戰隊龍裝者中龍裝紅的力量。 | 啓動音效為「Kishiryu Sentai Ryusoulger！」「Ryusoul de no Chikara de tatakau cool na Sentai wa... So, Ryusoulger!」 （日文：「騎士竜戦隊リュウソウジャー！」「リュウソウで力で戦うクールな戦隊は... そう、リュウソウジャー！」；中文：「騎士龍戰隊龍裝者！」「使用龍裝戰鬥的最型戰隊是... 龍裝者！」） Armor Time的變身音效為「Ryu So Cool! Ryusoulger!」（日文：「リュウ．ソー．クール！リュウソウジャー！」） 發動必殺技的音效前綴為「Ken Boom」（日文：「ケンボン」） |

### 另類手錶一覽
| 英文名稱        | 日文名稱           | 中文名稱   | 能力                                                           | 備註 |                                                                |
| --------------- | ------------------ | ---------- | -------------------------------------------------------------- | --- | -------------------------------------------------------------- |
| Another Build   | アナザービルド     | 另類Build  | 變身成另類Build。                                              | |                                                                |
| Another EX-AID  | アナザーエグゼイド | 另類EX-AID | 變身成另類EX-AID。                                             | |                                                                |
| Another Fourze  | アナザーフォーゼ   | 另類Fourze | 變身成另類Fourze。                                             | |                                                                |
| Another Faiz    | アナザーファイズ   | 另類Faiz   | 變身成另類Faiz。                                               | |                                                                |
| Another Wizard  | アナザーウィザード | 另類Wizard | 變身成另類Wizard。                                             | |                                                                |
| Another OOO     | アナザーオーズ     | 另類OOO    | 變身成另類OOO。                                                | |                                                                |
| Another Gaim    | アナザーガイム     | 另類鎧武   | 變身成另類鎧武。                                               | |                                                                |
| Another Ghost   | アナザーゴースト   | 另類Ghost  | 變身成另類Ghost。                                              | |                                                                |
| Another W       | アナザーW          | 另類W      | 更多 ： 假面騎士平成Generations Forever                        | 更多 ： 假面騎士平成Generations Forever                                                                                                  | 更多 ： 假面騎士平成Generations Forever                        |
| Another Den-O   | アナザー電王       | 另類電王   | 更多 ： 假面騎士平成Generations Forever                        | 更多 ： 假面騎士平成Generations Forever                                                                                                  | 更多 ： 假面騎士平成Generations Forever                        |
| Another Kuuga   | アナザークウガ     | 另類空我   | 更多 ： 假面騎士平成Generations Forever                        | 更多 ： 假面騎士平成Generations Forever                                                                                                  | 更多 ： 假面騎士平成Generations Forever                        |
| Another Shinobi | アナザーシノビ     | 另類忍者   | 變身成另類忍者。                                               | 劇中解釋是斯瓦魯茲跑到未來去取得此另類手錶，並隨後將此做為新年禮物給烏爾。                                                               |                                                                |
| Another Quiz    | アナザークイズ     | 另類猜謎   | 變身成另類猜謎。                                               | 劇中解釋為歐拉藉由白沃茲所帶來的假面騎士猜謎而誕生出此另類手錶。                                                                         |                                                                |
| Another Ryuga   | アナザーリュウガ   | 另類龍牙   | 變身成另類龍牙。                                               | 劇中解釋為鏡世界是人類無法以正常方式進入的，因此無法產生出對抗此另類手錶的龍牙騎士手錶，所以以此另類手錶變身的另類龍牙是理論上的無敵。   |                                                                |
| Another Kikai   | アナザーキカイ     | 另類機械   | 變身成另類機械。                                               | 劇中解釋為另類機械並非使用另類手錶誕生出來，因而無此另類手錶，之後是由斯瓦魯茲強制將另類機械的核心部位植入烏爾身上，並由歐拉奪取而成的。 |                                                                |
| Another ZI-O    | アナザージオウ     | 另類       | 變身成另類。                                                   | 劇中解釋為斯瓦魯茲私自製作的，另外不同於其他另類手錶之處在於毀壞之時能自行逆轉時間修復。                                                 |                                                                |
| Another Blade   | アナザーブレイド   | 另類劍     | 變身成另類劍。                                                 | 劇中解釋為斯瓦魯茲製作的，然後丟給白沃茲使用。                                                                                           |                                                                |
| Another Ryuki   | アナザー龍騎       | 另類龍騎   | 更多 ： 假面騎士ZI-O 外傳 RIDER TIME § RIDER TIME 假面騎士龍騎 | 更多 ： 假面騎士ZI-O 外傳 RIDER TIME § RIDER TIME 假面騎士龍騎                                                                           | 更多 ： 假面騎士ZI-O 外傳 RIDER TIME § RIDER TIME 假面騎士龍騎 |
| Another         | アナザーアギト     | 另類       | 變身成另類。                                                   | 劇中解釋為斯瓦魯茲製作的，後來烏爾利用此手錶奪走假面騎士Agito的力量使此手錶變成Agito騎士手錶。                                           |                                                                |
| Another Hibiki  | アナザー響鬼       | 另類響鬼   | 變身成另類響鬼。                                               | |                                                                |
| Another Kiva    | アナザーキバ       | 另類Kiva   | 變身成另類Kiva。                                               | |                                                                |
| Another Kabuto  | アナザーカブト     | 另類Kabuto | 變身成另類Kabuto。                                             | |                                                                |
| Another ZI-O II | アナザージオウ II  | 另類       | 變身成另類。                                                   | 一度被海東大樹做為與斯瓦魯茲交易的交易物品帶走，之後在與門矢士的戰鬥中被莊吾跟士聯手破壞掉。 擁有改變時間的能力。                        |                                                                |
| Another         | アナザーディケイド | 另類Decade | 變身成另類Decade。                                             | 劇中解釋為斯瓦魯茲在海東大樹的幫助下奪走門矢士體內的假面騎士Decade力量後製作而成的。                                                     |                                                                |
| Another Drive   | アナザードライブ   | 另類Drive  | 變身成另類Drive。                                              | 劇中解釋為斯瓦魯茲獲得另類Decade的能力召喚並擬態成歐拉擬態的模樣出現在烏爾面前，使用另類Drive的手錶，變身成另類Drive                     |                                                                |
| Another         | アナザーゼロワン   | 另類       | 更多 ： 假面騎士令和The First Generation                       | 更多 ： 假面騎士令和The First Generation                                                                                                 | 更多 ： 假面騎士令和The First Generation                       |
| Another 1       | アナザー1号        | 另類1号    | 更多 ： 假面騎士令和The First Generation                       | 更多 ： 假面騎士令和The First Generation                                                                                                 | 更多 ： 假面騎士令和The First Generation                       |
| Another         | アナザーディエンド | 另類Diend  | 更多 ： 假面騎士ZI-O NEXT TIME § Geiz Majesty                  | 更多 ： 假面騎士ZI-O NEXT TIME § Geiz Majesty                                                                                            | 更多 ： 假面騎士ZI-O NEXT TIME § Geiz Majesty                  |

### 騎士卡片（Rider Card）
騎士卡片一覽
| 英文名稱 | 日文名稱   | 中文名稱 | 能力 | 備註                               |
| -------- | ---------- | -------- | --- | ---------------------------------- |
|          | ディケイド | Decade   | 變身成假面騎士Decade，以自身的力量發揮。 |                                    |
| ZI-O     | ジオウ     |          | 可使用假面騎士ZI-O的力量及卡組。 變身時的音效與假面騎士ZI-O一樣，為「Rider Time Kamen Rider ZI-O!」 （日文：「仮面ライダージオウ！」，中文：「假面騎士ZI-O！」) 於第47話由門矢士使用該騎士卡片變身為假面騎士ZI-O。 | 因為是續作的關係，卡牌均為新登場。 |
| Build    | ビルド     | Build    | 可使用假面騎士Build的力量及卡組。 變身時的音效與假面騎士Build一樣，為「Hagane no Moonsault! RabbitTank!」 （日文， 中文：「鋼之月面空翻！兔子坦克！」） 使用Final Attack Ride卡可使用Build的必殺技系列「Vortex Finish」。 於第15話在門矢士與莊吾的對戰中使用該騎士卡片變身為《假面騎士Build》。                             | 因為是續作的關係，卡牌均為新登場。 |
| EX-AID   | エグゼイド | EX-AID   | 可使用假面騎士EX-AID的力量及卡組。 變身時的音效與假面騎士EX-AID一樣，為「Mighty Jump! Mighty Kick! Mighty Mighty Action X!」 （日文原文！」，中文翻譯為「超級彈跳！超級飛踢！超級麥提行動X！」）。 | 因為是續作的關係，卡牌均為新登場。 |
| Ghost    | ゴースト   | Ghost    | 可使用假面騎士Ghost的力量及卡組。 變身時的音效與假面騎士Ghost一樣，為「Let's Go！Kakugo！Gho・Gho・Gho・Ghost！」 （中文：「去吧！覺悟！Gho・Gho・Gho・Ghost！」） 使用Final Attack Ride卡可使用Ghost的必殺技系列「Omega Drive」。 於第14話在門矢士與月津及另類Ghost的對戰中使用該騎士卡片變身為《假面騎士Ghost》。 | 因為是續作的關係，卡牌均為新登場。 |
| Drive    | ドライブ   | Drive    | 可使用假面騎士Drive的力量及卡組。 | 因為是續作的關係，卡牌均為新登場。 |
| Gaim     | 鎧武       | 鎧武     | 可使用假面騎士鎧武的力量及卡組。 變身時的音效與假面騎士鎧武一樣，為「Orange Arms！Hanamichi On Stage！」（「オレンジアームズ！花道オンステージ！」） | 因為是續作的關係，卡牌均為新登場。 |
| Wizard   | ウィザード | Wizard   | 可使用假面騎士Wizard的力量及卡組。 變身時的音效與假面騎士Wizard一樣，為「Hi、Hi、HiHiHi!」 （ 使用Final Attack Ride卡可使用Wizard的必殺技。 於第16話在門矢士與月津及家臣的對戰中使用該騎士卡片變身為《假面騎士Wizard》。                                                                                          | 因為是續作的關係，卡牌均為新登場。 |
| Fourze   | フォーゼ   | Fourze   | 可使用假面騎士Fourze的力量及卡組。 | 因為是續作的關係，卡牌均為新登場。 |
| OOO      | オーズ     | OOO      | 可使用假面騎士OOO的力量及卡組。 變身時的音效與假面騎士OOO一樣，為「Ta・To・Ba TaToBa TaToBa!」（ | 因為是續作的關係，卡牌均為新登場。 |
| W        | ダブル     | W        | 可使用假面騎士W的力量及卡組。 | 因為是續作的關係，卡牌均為新登場。 |
| Kiva     | キバ       |          | 可使用的力量及卡組。 |                                    |
| Den-O    | 電王       | 電王     | 可使用的力量及卡組。 |                                    |
| Kabuto   | カブト     |          | 可使用假面骑士KABUTO的力量及卡組。 |                                    |
| Hibiki   | 響鬼       | 響鬼     | 可使用幪面超人響鬼的力量及卡組。 使用Final Attack Ride卡可使用響鬼的必殺技系列「音擊打」。 |                                    |
| Blade    | ブレイド   | 劍       | 可使用假面騎士劍的力量及卡組。 |                                    |
| Faiz     | ファイズ   | 555      | 可使用假面騎士555的力量及卡組。 |                                    |
| Ryuki    | 龍騎       | 龍騎     | 可使用假面騎士龍騎的力量及卡組。 |                                    |
|          | アギト     |          | 可使用的力量及卡組。 使用Final Attack Ride卡可使用鄂鬥的必殺技「Ground Kick」。 |                                    |
| Kuuga    | クウガ     |          | 可使用假面騎士空我的力量及卡組。 |                                    |

## 本作登場怪人
有關參考：用語

### Another Rider
| 日本原文名字 | 中文名字              | 英文名字               | 出場話數 | 契約者 | 時劫者/假面骑士/其他 | 對應西 | 身高 | 體重 | 特色 / 能力 | 襲擊目標 | 備註 |
| ------------ | --------------------- | ---------------------- | --- | --- | --- | --- | --- | --- | --- | --- | --- |
|              | 另類Build             | Another Build          | 1 - 2、25、28、42 - 43 | 籃球選手 （2017年） ↓ 加古川飛流 （2019年） ↓ 未知 （2019年） | 烏爾 ↓ 加古川飛流 | 2017年 ↓ 2019年 | 196.0cm | 99.0kg | 吸收能力，並用此能力進行對應的特殊攻擊 | 運動員 | 擁有假面騎士Build的戰力、技能的怪人。 |
|              | 另類EX-AID            | Another EX-AID         | 3 - 4、25、28、42 - 43 | 飯田 （2016年） ↓ 加古川飛流 （2019年） ↓ 未知 （2019年） | 歐拉 ↓ 加古川飛流 | 2016年 ↓ 2019年 | 205.0cm | 97.0kg | 遊戲世界與現實世界的來往 / 格鬥動作 | 身型矮小的遊戲玩家 | 擁有假面騎士EX-AID的戰力、技能的怪人。 能召喚崩源體病毒作爲其戰力。 |
|              | 另類Fourze            | Another Fourze         | 5 - 6、28、43 | 佐久間龍一 （2003 & 2011年） ↓ 未知 （2019年） | 斯瓦魯茲 ↓ 加古川飛流 | 2011年 ↓ 2019年 | 200.0cm | 95.0kg | 生物能量的吸收與供給 / 各種能量組件 | 18歲天秤座女高中生 | 擁有假面騎士Fourze的戰力、技能的怪人。 |
|              | 另類Faiz              | Another Faiz           | 5 - 6、25、28、43 | 佐久間龍一 （2003 & 2011年） ↓ 加古川飛流 （2019年） ↓ 未知 （2019年） | 歐拉 ↓ 加古川飛流 | 2003年 ↓ 2019年 | 186.0cm | 91.0kg | 生物能量的吸收與供給 | 18歲天秤座女高中生 | 擁有假面騎士Faiz的戰力、技能的怪人。 |
|              | 另類Wizard            | Another Wizard         | 7 - 8、28、43 | 早瀨 （2012年） ↓ 未知 （2019年） | 烏爾 ↓ 加古川飛流 | 2012年 ↓ 2019年 | 198.0cm | 90.0kg | 魔法操控 | 無 ↓ 與木之下香織相關的人 | 擁有假面騎士Wizard的戰力、技能的怪人。 |
|              | 另類OOO               | Another OOO            | 9 - 10、25、28、41、43 | 檀黎斗 （2010年） ↓ 加古川飛流 （2019年） ↓ 未知 （2019年） | 烏爾 ↓ 加古川飛流 | 2010年 ↓ 2019年 | 194.0cm | 86.0kg | 3種動物的能力操控 | 反抗自己存在的人 | 擁有假面騎士OOO的戰力、技能的怪人。 可以將Cell Medals（普通代幣）植入人體使其變成廢物Yummy作爲其戰力。 檀黎斗在原作《假面騎士EX-AID》中为假面騎士Genm。                                                                            |
|              | 另類鎧武              | Another Gaim           | 11 - 12、25、27 - 28、41、43、超戰鬥DVD | 阿修羅 （2013年） ↓ 加古川飛流 （2019年） ↓ 未知 （2019年） | 斯瓦魯茲 ↓ 加古川飛流 | 2013年 ↓ 2019年 | 203.0cm | 105.0kg | 亞空間的干涉 / 劍術 | 街舞團體「巴隆隊」的隊員 | 擁有假面騎士鎧武的戰力、技能的怪人。 |
|              | 另類Ghost             | Another Ghost          | 13 - 14、25、27 - 28、42 - 43、超戰鬥DVD | 牧村 （2015年） ↓ 加古川飛流 （2019年） ↓ 未知 （2019年） | 烏爾 ↓ 加古川飛流 | 2015年 ↓ 2019年 | 204.0cm | 96.0kg | 人類的靈魂吸取 | 會導致致命意外發生的人 | 擁有假面騎士Ghost的戰力、技能的怪人。 能召喚動員眼魔作爲其戰力。 |
|              | 另類W                 | Another W              | 更多 ： 假面騎士平成Generations Forever § 本作登場怪人 | 更多 ： 假面騎士平成Generations Forever § 本作登場怪人 | 更多 ： 假面騎士平成Generations Forever § 本作登場怪人 | 更多 ： 假面騎士平成Generations Forever § 本作登場怪人 | 更多 ： 假面騎士平成Generations Forever § 本作登場怪人 | 更多 ： 假面騎士平成Generations Forever § 本作登場怪人 | 更多 ： 假面騎士平成Generations Forever § 本作登場怪人 | 更多 ： 假面騎士平成Generations Forever § 本作登場怪人 | 更多 ： 假面騎士平成Generations Forever § 本作登場怪人 |
|              | 另類電王              | Another Den-O          | 更多 ： 假面騎士平成Generations Forever § 本作登場怪人 | 更多 ： 假面騎士平成Generations Forever § 本作登場怪人 | 更多 ： 假面騎士平成Generations Forever § 本作登場怪人 | 更多 ： 假面騎士平成Generations Forever § 本作登場怪人 | 更多 ： 假面騎士平成Generations Forever § 本作登場怪人 | 更多 ： 假面騎士平成Generations Forever § 本作登場怪人 | 更多 ： 假面騎士平成Generations Forever § 本作登場怪人 | 更多 ： 假面騎士平成Generations Forever § 本作登場怪人 | 更多 ： 假面騎士平成Generations Forever § 本作登場怪人 |
|              | 另類空我              | Another Kuuga          | 更多 ： 假面騎士平成Generations Forever § 本作登場怪人 | 更多 ： 假面騎士平成Generations Forever § 本作登場怪人 | 更多 ： 假面騎士平成Generations Forever § 本作登場怪人 | 更多 ： 假面騎士平成Generations Forever § 本作登場怪人 | 更多 ： 假面騎士平成Generations Forever § 本作登場怪人 | 更多 ： 假面騎士平成Generations Forever § 本作登場怪人 | 更多 ： 假面騎士平成Generations Forever § 本作登場怪人 | 更多 ： 假面騎士平成Generations Forever § 本作登場怪人 | 更多 ： 假面騎士平成Generations Forever § 本作登場怪人 |
|              | 另類究極空我          | Another Ultimate Kuuga | 更多 ： 假面騎士平成Generations Forever § 本作登場怪人 | 更多 ： 假面騎士平成Generations Forever § 本作登場怪人 | 更多 ： 假面騎士平成Generations Forever § 本作登場怪人 | 更多 ： 假面騎士平成Generations Forever § 本作登場怪人 | 更多 ： 假面騎士平成Generations Forever § 本作登場怪人 | 更多 ： 假面騎士平成Generations Forever § 本作登場怪人 | 更多 ： 假面騎士平成Generations Forever § 本作登場怪人 | 更多 ： 假面騎士平成Generations Forever § 本作登場怪人 | 更多 ： 假面騎士平成Generations Forever § 本作登場怪人 |
|              | 另類忍者              | Another Shinobi        | 17 - 18 | 神藏蓮太郎 （2019年） | 烏爾 | 2022年 | 186.1cm | 86.2kg | 忍者之力的操控 | 做惡的壞人 | 擁有假面騎士忍者的戰力、技能的怪人。 |
|              | 另類猜謎              | Another Quiz           | 19 - 20 | 堂安保 （2019年） | 歐拉 | 2040年 | 203.0cm | 99.9kg | 他人的知識掠奪 | 研究員 | 擁有假面騎士猜謎的戰力、技能的怪人。 |
|              | 另類龍牙              | Another Ryuga          | 21 - 22 | 鏡像城戶真司 （2019年） | 烏爾 | 2002年 | 190.0cm | 90.0kg | 鏡世界與現實世界的來往／鏡子對敵人的反射攻擊 | ORE新聞社曾經的讀者 | 擁有假面騎士龍牙的戰力、技能的怪人。 變身者在原作為假面騎士龍牙。 |
|              | 另類機械              | Another Kikai          | 23 - 24 | 無 ↓ 烏爾 （2069年） | 不明 ↓ 斯瓦魯茲 ↓ 歐拉 | 2121年 | 201.5cm | 1.8t | 有機物的寄生 | - | 擁有假面騎士機械的戰力、技能的怪人。 |
|              | 另類                  | Another ZI-O           | 25 - 28 | 加古川飛流 （2019年） | 斯瓦魯茲 | 2019年 | 200.0cm | 92.0kg | 另類騎士的變化 / 看見未來 | 曾經是另類騎士契約者的人/ 常磐莊吾 | 擁有假面騎士的戰力、技能的怪人。 |
|              | 另類劍                | Another Blade          | 29 - 30、43 | 栗原天音 （2019年） | 白Woz | 2019年 | 201.0cm | 101.0kg | 操作大劍 | 攝影場 | 擁有假面騎士劍的戰力、技能的怪人。 |
|              | 另類龍騎              | Another Ryuki          | 更多 ： 假面騎士ZI-O 外傳 RIDER TIME § RIDER TIME 假面騎士龍騎 和 假面騎士ZI-O 外傳 RIDER TIME § 本作登場怪人 假面騎士ZI-O 外傳 RIDER TIME#RIDER TIME 假面騎士Decade VS ZI-O / Decade館的死亡遊戲#本作登場怪人 | 更多 ： 假面騎士ZI-O 外傳 RIDER TIME § RIDER TIME 假面騎士龍騎 和 假面騎士ZI-O 外傳 RIDER TIME § 本作登場怪人 假面騎士ZI-O 外傳 RIDER TIME#RIDER TIME 假面騎士Decade VS ZI-O / Decade館的死亡遊戲#本作登場怪人 | 更多 ： 假面騎士ZI-O 外傳 RIDER TIME § RIDER TIME 假面騎士龍騎 和 假面騎士ZI-O 外傳 RIDER TIME § 本作登場怪人 假面騎士ZI-O 外傳 RIDER TIME#RIDER TIME 假面騎士Decade VS ZI-O / Decade館的死亡遊戲#本作登場怪人 | 更多 ： 假面騎士ZI-O 外傳 RIDER TIME § RIDER TIME 假面騎士龍騎 和 假面騎士ZI-O 外傳 RIDER TIME § 本作登場怪人 假面騎士ZI-O 外傳 RIDER TIME#RIDER TIME 假面騎士Decade VS ZI-O / Decade館的死亡遊戲#本作登場怪人 | 更多 ： 假面騎士ZI-O 外傳 RIDER TIME § RIDER TIME 假面騎士龍騎 和 假面騎士ZI-O 外傳 RIDER TIME § 本作登場怪人 假面騎士ZI-O 外傳 RIDER TIME#RIDER TIME 假面騎士Decade VS ZI-O / Decade館的死亡遊戲#本作登場怪人 | 更多 ： 假面騎士ZI-O 外傳 RIDER TIME § RIDER TIME 假面騎士龍騎 和 假面騎士ZI-O 外傳 RIDER TIME § 本作登場怪人 假面騎士ZI-O 外傳 RIDER TIME#RIDER TIME 假面騎士Decade VS ZI-O / Decade館的死亡遊戲#本作登場怪人 | 更多 ： 假面騎士ZI-O 外傳 RIDER TIME § RIDER TIME 假面騎士龍騎 和 假面騎士ZI-O 外傳 RIDER TIME § 本作登場怪人 假面騎士ZI-O 外傳 RIDER TIME#RIDER TIME 假面騎士Decade VS ZI-O / Decade館的死亡遊戲#本作登場怪人 | 更多 ： 假面騎士ZI-O 外傳 RIDER TIME § RIDER TIME 假面騎士龍騎 和 假面騎士ZI-O 外傳 RIDER TIME § 本作登場怪人 假面騎士ZI-O 外傳 RIDER TIME#RIDER TIME 假面騎士Decade VS ZI-O / Decade館的死亡遊戲#本作登場怪人 | 更多 ： 假面騎士ZI-O 外傳 RIDER TIME § RIDER TIME 假面騎士龍騎 和 假面騎士ZI-O 外傳 RIDER TIME § 本作登場怪人 假面騎士ZI-O 外傳 RIDER TIME#RIDER TIME 假面騎士Decade VS ZI-O / Decade館的死亡遊戲#本作登場怪人                     |
|              | 另類                  | Another                | 31 - 32、41、43 | 未知 | 斯瓦魯茲 | 2019年 | 195.0cm | 95.0kg | 將人類變成與自己同樣的樣貌並增殖 | G3著裝者 / 津上翔一 | 與原作《》木野薰變身的鄂門造型相似。 同時亦可將普通人變身成另類鄂門。 如果被植入「鄂門」騎士手錶的話則會進化成。 |
|              | 另類響鬼              | Another Hibiki         | 33 - 34、43、超戰鬥DVD | 鼓屋努 （2019年） | 烏爾 | 2019年 | 222.0cm | 156.0kg | 鬼之力 | 日高仁志 ↓ 桐矢京介 | 擁有假面騎士響鬼的戰力、技能的怪人。 |
|              | 另類KIVA              | Another KIVA           | 35 - 36、41、43 | 北島祐子 （2019年） | 歐拉 | 2019年 | 200.0cm | 98.0kg | 武裝魔物 | 讓她蒙冤入獄的人 ↓ 讓她入獄的人/ 田上哲也的新娘 | 擁有假面騎士KIVA的戰力、技能的怪人。 |
|              | 另類Kabuto            | Another Kabuto         | 37 - 38、42 - 43 | 矢車想 （2019年） | 烏爾 | 2019年 | 195.0cm | 95.0kg | 高速戰鬥 | 常磐莊吾/ 加賀美新 | 擁有假面騎士Kabuto的戰力、技能的怪人。 另外由於誕生年份在現代導致Kabuto的歷史並未被改變，再加上作為變身者的矢車想本身亦是假面騎士kick hopper的變身者，因此成為了本作第一個作為另類騎士的同時亦保留了作為原作騎士的變身能力的角色。 |
|              | 另類                  | Another ZI-O II        | 41 - 43、47 | 加古川飛流 （2019年） ↓ 海東大樹 （2019年） | 斯瓦魯茲 ↓ 海東大樹 | 2019年 | 200.0cm | 92.0kg | 召喚另類騎士、時間改變 | 常磐莊吾 ↓ 門矢士 | 擁有假面騎士的戰力、技能的怪人。 |
|              | 另類Drive             | Another Drive          | 44 - 45 | 悖論惡路程式 （2019 & 2039年） | 斯瓦魯茲 | 2019年 | 199.0cm | 102.0kg | 重加速／免疫時間靜止，能夠使用另類賽特朗 | 烏爾、歐拉 | 擁有假面騎士Drive的戰力、技能的怪人。 |
|              | 另類Decade            | Another Decade         | 44 - 46、48 - Last(49)、《RIDER TIME 假面騎士ZI-O VS Decade / 7人的ZI-O！》 | 斯瓦魯茲 （2069年） | 斯瓦魯茲 | 2019年 | 192.0cm | 83.0kg | 另類世界的創造 / 黑暗騎士的召喚 | 常磐莊吾周圍的人 | 擁有假面騎士Decade的戰力、技能的怪人。 |
|              | 另類Diend             | Another                | 更多 ： 假面騎士ZI-O NEXT TIME Geiz Majesty § 本作登場怪人 | 更多 ： 假面騎士ZI-O NEXT TIME Geiz Majesty § 本作登場怪人 | 更多 ： 假面騎士ZI-O NEXT TIME Geiz Majesty § 本作登場怪人 | 更多 ： 假面騎士ZI-O NEXT TIME Geiz Majesty § 本作登場怪人 | 更多 ： 假面騎士ZI-O NEXT TIME Geiz Majesty § 本作登場怪人 | 更多 ： 假面騎士ZI-O NEXT TIME Geiz Majesty § 本作登場怪人 | 更多 ： 假面騎士ZI-O NEXT TIME Geiz Majesty § 本作登場怪人 | 更多 ： 假面騎士ZI-O NEXT TIME Geiz Majesty § 本作登場怪人 | 更多 ： 假面騎士ZI-O NEXT TIME Geiz Majesty § 本作登場怪人 |
|              | 另類逢魔ZI-O          | Another                | 最終舞台劇 | 加古川飛流 （2019年） | 加古川飛流 | 2019年 | cm | kg | 否決平成的一切 | 常磐莊吾、明光院月津 ↓ 平成假面騎士 | 擁有假面騎士逢魔ZI-O的戰力、技能的怪人。 |
|              | 另類                  | Another                | 更多 ： 假面騎士令和The First Generation § 本作登場怪人 | 更多 ： 假面騎士令和The First Generation § 本作登場怪人 | 更多 ： 假面騎士令和The First Generation § 本作登場怪人 | 更多 ： 假面騎士令和The First Generation § 本作登場怪人 | 更多 ： 假面騎士令和The First Generation § 本作登場怪人 | 更多 ： 假面騎士令和The First Generation § 本作登場怪人 | 更多 ： 假面騎士令和The First Generation § 本作登場怪人 | 更多 ： 假面騎士令和The First Generation § 本作登場怪人 | 更多 ： 假面騎士令和The First Generation § 本作登場怪人 |
|              | 另類1号               | Another 1              | 更多 ： 假面騎士令和The First Generation § 本作登場怪人 | 更多 ： 假面騎士令和The First Generation § 本作登場怪人 | 更多 ： 假面騎士令和The First Generation § 本作登場怪人 | 更多 ： 假面騎士令和The First Generation § 本作登場怪人 | 更多 ： 假面騎士令和The First Generation § 本作登場怪人 | 更多 ： 假面騎士令和The First Generation § 本作登場怪人 | 更多 ： 假面騎士令和The First Generation § 本作登場怪人 | 更多 ： 假面騎士令和The First Generation § 本作登場怪人 | 更多 ： 假面騎士令和The First Generation § 本作登場怪人 |
|              | 另類新1号             | Another Shin 1         | 更多 ： 假面騎士令和The First Generation § 本作登場怪人 | 更多 ： 假面騎士令和The First Generation § 本作登場怪人 | 更多 ： 假面騎士令和The First Generation § 本作登場怪人 | 更多 ： 假面騎士令和The First Generation § 本作登場怪人 | 更多 ： 假面騎士令和The First Generation § 本作登場怪人 | 更多 ： 假面騎士令和The First Generation § 本作登場怪人 | 更多 ： 假面騎士令和The First Generation § 本作登場怪人 | 更多 ： 假面騎士令和The First Generation § 本作登場怪人 | 更多 ： 假面騎士令和The First Generation § 本作登場怪人 |
|              | 另類Geiz              | Another Geiz           | 《小說 假面騎士ZI-O》 | | | | cm | kg | | | 擁有假面騎士Geiz的戰力、技能的怪人，能進化為另類Geiz 復甦疾風。 |
|              | 另類Woz               | Another Woz            | 《小說 假面騎士ZI-O》 | 第三位Woz | | | cm | kg | | | 擁有假面騎士Woz的戰力、技能的怪人。 |
|              | 另類Tsukuyomi         | Another Tsukuyomi      | 《小說 假面騎士ZI-O》 | | | | cm | kg | | | 擁有假面騎士Tsukuyomi的戰力、技能的怪人。 |
|              | 另類逢魔ZI-O 三位一體 | Another Trinity        | 《小說 假面騎士ZI-O》 | 鏡像常磐莊吾 | | | cm | kg | | | 為另類逢魔ZI-O、另類Geiz和另類Tsukuyomi的力量結合而成的怪人。 |

### 其它怪人
|  | 強壯SMASH Hazard | Strong SMASH Hazard | 1                                                                                       | 不明 （2017年）                                            | 204.0cm                                                    | 142.0kg                                                    | 參考SMASH                                                  | 原作《假面騎士Build》的怪人。 該怪人在常磐莊吾搭乘時間魔神誤打誤撞進入2017年11月30日時遇上。                                                                      |                                                            |                                                            |                                                            |
|  | Burgster病毒     | Burgster Virus      | 3 - 4                                                                                   | - （2016年 - 2018年）                                      | 200.0cm                                                    | 89.0kg                                                     | 參考Burgster                                               | 原作《假面騎士EX-AID》的雜兵級怪人。 本作中由另類EX-AID召喚而現身。                                                                                               |                                                            |                                                            |                                                            |
|  | 阿蘭布拉Burgster | Alhambra Burgster   | 4                                                                                       | - （2016年）                                               | 198.0cm                                                    | 103.4kg                                                    | 參考Burgster                                               | 原作《假面騎士EX-AID》的怪人。 該怪人在明光院月津搭乘時間魔神進入2016年10月時遇上。                                                                               |                                                            |                                                            |                                                            |
|  | 天蠍座Zodiarts   |                     | 5                                                                                       | 園田紗理奈 （2011年）                                      | 234.0cm                                                    | 187.0kg                                                    | 參考Zodiarts                                               | 原作《假面騎士Fourze》的幹部怪人。 該怪人在故事進入2011年9月時出現，同時在佐久間變身成另類Fourze時與假面騎士Fourze一同被抹去存在。                                |                                                            |                                                            |                                                            |
|  | 象操冥使徒突進態 |                     | 6                                                                                       | 姓名不詳 （2003年）                                        | 765cm                                                      | 7.51t                                                      | 參考操冥使徒                                               | 原作《假面騎士555》的怪人。 該怪人在故事進入2003年1月12日時出現，同時在佐久間變身成另類Faiz時與假面騎士Faiz一同被抹去存在。                                       |                                                            |                                                            |                                                            |
|  | 菲尼克斯         |                     | 8                                                                                       | 雄吾 （2012年）                                            | 246cm                                                      | 162kg                                                      | 參考魅影                                                   | 原作《假面騎士Wizard》的幹部怪人。 該怪人在故事進入2012年12月24日平安夜時出現，同時在早瀨變身成另類Wizard時與假面騎士Wizard一同被抹去存在。                       |                                                            |                                                            |                                                            |
|  | 廢物Yummy        |                     | 9 - 10                                                                                  | 不服從檀黎斗的人 （2010年 - 2018年）                       | ???cm                                                      | ???kg                                                      | 參考Yummy                                                  | 原作《假面騎士OOO》的雜兵級怪人。 本作則當人不服從檀黎斗時將Cell Medals（普通代幣）植入該人體並可成爲另類OOO的戰力，被打敗後會恢復原狀。                          |                                                            |                                                            |                                                            |
|  | 貓Yummy          |                     | 10                                                                                      | 腹時門太 （2010年）                                        | 222cm                                                      | 420kg                                                      | 參考Yummy                                                  | 原作《假面騎士OOO》的怪人。 該怪人在故事進入2010年9月時出現，同時在檀黎斗變身成另類OOO時與假面騎士OOO一同被抹去存在。                                             |                                                            |                                                            |                                                            |
|  | 初級異域精靈     |                     | 11- 12                                                                                  | 不明 （2013年）                                            | ???cm                                                      | ???kg                                                      | 參考異域精靈                                               | 原作《假面騎士鎧武》的雜兵級怪人。 該怪人在故事進入2013年時出現，並未因另類鎧武的誕生而消滅存在，另外該怪人在海爾冥界森林亦有棲息。                               |                                                            |                                                            |                                                            |
|  | 動員眼魔         |                     | 13 - 14                                                                                 | 不明 （2015年）                                            | 198cm                                                      | 91kg                                                       | 參考眼魔                                                   | 原作《假面騎士Ghost》的雜兵級怪人。 本作中由另類Ghost和烏爾用Ghost的另類手錶召喚而現身。                                                                          |                                                            |                                                            |                                                            |
|  | 風塔羅斯         |                     | 更多 ： 假面騎士平成Generations Forever § 本作登場怪人                                  | 更多 ： 假面騎士平成Generations Forever § 本作登場怪人     | 更多 ： 假面騎士平成Generations Forever § 本作登場怪人     | 更多 ： 假面騎士平成Generations Forever § 本作登場怪人     | 更多 ： 假面騎士平成Generations Forever § 本作登場怪人     | 更多 ： 假面騎士平成Generations Forever § 本作登場怪人 |                                                            |                                                            |                                                            |
|  | 家臣             |                     | 15 - 16、《劇場版 假面騎士ZI-O Over Quartzer》、《假面騎士ZI-O NEXT TIME Geiz Majesty》 | - （2068年 - 2070年）                                      | 195.2cm                                                    | 640.4kg                                                    | 從爪臂射出的破壞射線 / 槍術                                | 為本作登場怪人，以精緻槍法攻擊為主，背部展開後還能發射破壞光線，而因為是機械則無法感知傷害可作持續攻擊。                                                          |                                                            |                                                            |                                                            |
|  | 星塵忍者         |                     | 17、《RIDER TIME 假面騎士SHINOBI》、《假面騎士TYCOON meets 假面騎士SHINOBI》            | - （2022年）                                               | 205cm                                                      | 165kg                                                      | 參考Zodiarts                                               | 原作《假面騎士Fourze》的雜兵級怪人。 本作則在莊吾夢中2022年（假面騎士Shinobi）的世界中出現。                                                                      |                                                            |                                                            |                                                            |
|  | 仿生人           |                     | 23 - 24                                                                                 | - （2121年）                                               | 無固定                                                     | 無固定                                                     | 擬態人型，集團作戰                                         | 為本作登場怪人，與人類外觀相同，以集團方式作戰。 |                                                            |                                                            |                                                            |
|  | 暗黑蟑螂         |                     | 30                                                                                      | - （2019年）                                               | 192 cm ~ 206 cm                                            | 92 kg ~ 118 kg                                             | 參考Undead                                                 | 原作《假面騎士劍》的雜兵級怪人，同時亦是Joker的戰力。 本作則在另類劍吸收假面騎士劍及假面騎士卡里斯後誕生。                                                        |                                                            |                                                            |                                                            |
|  | 加魯魯           |                     | 35 - 36                                                                                 | 次狼 （2019年）                                            |                                                            |                                                            | 參見幪面超人KIVA                                           | 原作《假面騎士KIVA》中主角的使魔及武器召喚。 本作則為另類Kiva的使魔及武器召喚，而且召喚武器時無需吹起笛子就可變形。                                               |                                                            |                                                            |                                                            |
|  | 巴夏             |                     | 35 - 36                                                                                 | 拉蒙 （2019年）                                            |                                                            |                                                            | 參見幪面超人KIVA                                           | 原作《假面騎士KIVA》中主角的使魔及武器召喚。 本作則為另類Kiva的使魔及武器召喚，而且召喚武器時無需吹起笛子就可變形。                                               |                                                            |                                                            |                                                            |
|  | 德迦             |                     | 35 - 36                                                                                 | 力 （2019年）                                              |                                                            |                                                            | 參見幪面超人KIVA                                           | 原作《假面騎士KIVA》中主角的使魔及武器召喚。 本作則為另類Kiva的使魔及武器召喚，而且召喚武器時無需吹起笛子就可變形。                                               |                                                            |                                                            |                                                            |
|  | 宇蟲             |                     | 37 - 38                                                                                 | - （2019年）                                               | ??? cm                                                     | ??? kg                                                     | 參考異蟲                                                   | 原作《假面騎士KABUTO》的雜兵級怪人，亦是宇蟲的第一形態，普遍為綠色。可擬態成人類。 本作的異蟲與原作一樣由外太空的隕石撞擊地球而誕生。                             |                                                            |                                                            |                                                            |
|  | 蟋蟀宇蟲         |                     | 37                                                                                      | - （2019年）                                               | 225 cm                                                     | 134 kg                                                     | 參考異蟲                                                   | 原作《假面騎士KABUTO》的異蟲幹部，亦是異蟲的成蟲體 (蟋蟀)，該形態可進行Clock Up快速移動。本篇中並沒有說明此蟋蟀宇蟲之身份是"三島正人"，而只是由一隻普通異蟲變成。 |                                                            |                                                            |                                                            |
|  | 鼴鼠意魔人       |                     | 39 - 40                                                                                 | - （2019年）                                               | 195 cm                                                     | 117 kg                                                     | 參考意魔人                                                 | 原作《假面騎士電王》的怪人。本作中跟大澄幸宏簽訂契約。 |                                                            |                                                            |                                                            |
|  | 悖論惡路程式     |                     | 45                                                                                      | - （2019 & 2039年）                                        | 200 cm                                                     | 97 kg                                                      | 參考惡路程式                                               | 原作《劇場版 假面騎士Drive Surprise Future》的怪人。被斯瓦魯茲召喚後成為另類Drive的變身者，在劇中擬態成歐拉，最後被擊殺的一瞬間出現其原本樣貌。                   |                                                            |                                                            |                                                            |
|  | 操冥使徒之王     | Arch Orphnoch       | 更多 ： 假面騎士ZI-O NEXT TIME Geiz Majesty § 本作登場怪人                              | 更多 ： 假面騎士ZI-O NEXT TIME Geiz Majesty § 本作登場怪人 | 更多 ： 假面騎士ZI-O NEXT TIME Geiz Majesty § 本作登場怪人 | 更多 ： 假面騎士ZI-O NEXT TIME Geiz Majesty § 本作登場怪人 | 更多 ： 假面騎士ZI-O NEXT TIME Geiz Majesty § 本作登場怪人 | 更多 ： 假面騎士ZI-O NEXT TIME Geiz Majesty § 本作登場怪人 | 更多 ： 假面騎士ZI-O NEXT TIME Geiz Majesty § 本作登場怪人 | 更多 ： 假面騎士ZI-O NEXT TIME Geiz Majesty § 本作登場怪人 | 更多 ： 假面騎士ZI-O NEXT TIME Geiz Majesty § 本作登場怪人 |
|  | 劍齒虎摻雜體     | Smilodon Dopant     | 更多 ： 假面騎士ZI-O NEXT TIME Geiz Majesty § 本作登場怪人                              | 更多 ： 假面騎士ZI-O NEXT TIME Geiz Majesty § 本作登場怪人 | 更多 ： 假面騎士ZI-O NEXT TIME Geiz Majesty § 本作登場怪人 | 更多 ： 假面騎士ZI-O NEXT TIME Geiz Majesty § 本作登場怪人 | 更多 ： 假面騎士ZI-O NEXT TIME Geiz Majesty § 本作登場怪人 | 更多 ： 假面騎士ZI-O NEXT TIME Geiz Majesty § 本作登場怪人 | 更多 ： 假面騎士ZI-O NEXT TIME Geiz Majesty § 本作登場怪人 | 更多 ： 假面騎士ZI-O NEXT TIME Geiz Majesty § 本作登場怪人 | 更多 ： 假面騎士ZI-O NEXT TIME Geiz Majesty § 本作登場怪人 |
|  | 恐龍 Greed       | Dinosaur Greed      | 更多 ： 假面騎士ZI-O NEXT TIME Geiz Majesty § 本作登場怪人                              | 更多 ： 假面騎士ZI-O NEXT TIME Geiz Majesty § 本作登場怪人 | 更多 ： 假面騎士ZI-O NEXT TIME Geiz Majesty § 本作登場怪人 | 更多 ： 假面騎士ZI-O NEXT TIME Geiz Majesty § 本作登場怪人 | 更多 ： 假面騎士ZI-O NEXT TIME Geiz Majesty § 本作登場怪人 | 更多 ： 假面騎士ZI-O NEXT TIME Geiz Majesty § 本作登場怪人 | 更多 ： 假面騎士ZI-O NEXT TIME Geiz Majesty § 本作登場怪人 | 更多 ： 假面騎士ZI-O NEXT TIME Geiz Majesty § 本作登場怪人 | 更多 ： 假面騎士ZI-O NEXT TIME Geiz Majesty § 本作登場怪人 |

- 大魔神

原文： / 
高度：38.7m
重量：280.5t
謎之破壞機械，於《劇場版 假面騎士ZI-O Over Quartzer》中得知是Quartzer的主要戰力，並在Quartzer重置平成時代之時，作為開啟了通往時空遂道的入口。
根據劇情得知在逢魔之日到來之時，大約出現九架該機械對地球進行大肆破壞。

## 播放列表
以下時間以當地時間（日本時間）為準
| 日本首播                           | 台灣首播   | 香港首播   | 集數      | 日文標題 | 中國大陸標題              | 台灣標題                 | 香港標題                       | 篇章         | 相關平成騎士系列作品 | 登場敵方怪人                   | 關東收視率 | 編劇     | 導演         |
| ---------------------------------- | ---------- | ---------- | --------- | -------- | ------------------------- | ------------------------ | ------------------------------ | ------------ | --- | ------------------------------ | ---------- | -------- | ------------ |
| Rider Time，未來的魔王篇           |            |            |           |          |                           |                          |                                |              | |                                |            |          |              |
| 2018/09/02                         | 2020/02/23 | 2020/04/13 | EP01      | [ 183 ]  | 王者2068                  | 未來王國2068             | Kingdom 2068                   | Build篇      | 《假面騎士Build》 | - 另類Build                    | 4.0%       | 下山健人 | 田崎龍太     |
| 2018/09/09                         | 2020/03/01 | 2020/04/14 | EP02      |          | 最佳配對2017              | 2017                     | 完美配對2017                   | Build篇      | 《假面騎士Build》 | - 另類Build                    | 3.8%       | 下山健人 | 田崎龍太     |
| 2018/09/16                         | 2020/03/01 | 2020/04/15 | EP03      |          | 醫生玩家2018              | 醫生玩家2018             | 醫生遊戲2018                   | EX-AID篇     | 《假面騎士EX-AID》 | - 另類EX-AID                   | 2.6%       | 下山健人 | 中澤祥次郎   |
| 2018/09/23                         | 2020/03/08 | 2020/04/20 | EP04      |          | 永不停止2016              | 一命通關2016             | 沒有續關2016                   | EX-AID篇     | 《假面騎士EX-AID》 | - 另類EX-AID                   | 3.0%       | 下山健人 | 中澤祥次郎   |
| 2018/09/30                         | 2020/03/08 | 2020/04/21 | EP05      |          | 開關開啟！2011            | Switch On！2011          | Switch On！2011                | Fourze&555篇 | 《假面騎士Fourze》 《假面騎士555》 | - 另類Fourze - 另類555（Faiz） | 2.8%       | 下山健人 | 坂本浩一     |
| 2018/10/07                         | 2020/03/15 | 2020/04/27 | EP06      |          |                           |                          |                                | Fourze&555篇 | 《假面騎士Fourze》 《假面騎士555》 | - 另類Fourze - 另類555（Faiz） | 2.7%       | 下山健人 | 坂本浩一     |
| 2018/10/14                         | 2020/03/15 | 2020/04/28 | EP07      |          | 魔法・表演時間2018        | 魔法・表演時間2018       | 魔術・表演時間2018             | Wizard篇     | 《假面騎士Wizard》 | - 另類Wizard                   | 3.1%       | 下山健人 | 諸田敏       |
| 2018/10/21                         | 2020/03/22 | 2020/04/29 | EP08      |          | 美女＆野獸2012            | 美女＆野獸2012           | 美女與野獸2012                 | Wizard篇     | 《假面騎士Wizard》 | - 另類Wizard                   | 3.6%       | 下山健人 | 諸田敏       |
| 2018/10/28                         | 2020/03/22 | 2020/05/04 | EP09      |          | 幻夢主宰2016              | Genm Master 2016         | 遊戲大師2016                   | OOO篇        | 《假面騎士OOO》 《假面騎士EX-AID》 | - 另類OOO                      | 2.5%       | 毛利亘宏 | 柴崎貴行     |
| 2018/11/11                         | 2020/03/29 | 2020/05/05 | EP10      |          | 鹰與虎與蝗蟲2010          | 獵鷹與猛虎與蝗蟲2010     | 飛鷹與老虎與蝗蟲2010           | OOO篇        | 《假面騎士OOO》 《假面騎士EX-AID》 | - 另類OOO                      | 3.0%       | 毛利亘宏 | 柴崎貴行     |
| 2018/11/18                         | 2020/03/29 | 2020/05/06 | EP11      |          | 時王・在・巡遊2018        | ZI-O On Parade 2018      | 時王・On・Parade 2018          | 鎧武篇       | 《假面騎士鎧武》 | - 另類鎧武                     | 2.8%       | 毛利亘宏 | 上堀內佳壽也 |
| 2018/11/25                         | 2020/04/05 | 2020/05/11 | EP12      |          | 我×我的舞台2013           | 我×我的舞台2013          | 我與我的舞台2013               | 鎧武篇       | 《假面騎士鎧武》 | - 另類鎧武                     | 2.7%       | 毛利亘宏 | 上堀內佳壽也 |
| 2018/12/02                         | 2020/04/05 | 2020/05/12 | EP13      |          | 幽靈獵人2018              | 幽靈獵人2018             | 幽靈獵人2018                   | Ghost篇      | 《假面騎士Ghost》 《假面騎士Decade》 | - 另類Ghost                    | 3.2%       | 毛利亘宏 | 諸田敏       |
| 2018/12/09                         | 2020/04/12 | 2020/05/13 | EP14      |          | GO！GO！幽靈2015          | GO！GO！Ghost 2015       | GO！GO！Ghost 2015             | Ghost篇      | 《假面騎士Ghost》 《假面騎士Decade》 | - 另類Ghost                    | 3.8%       | 毛利亘宏 | 諸田敏       |
| 2018/12/16                         | 2020/04/12 | 2020/05/18 | EP15      |          | 返・回・2068              | 回到2068                 | 回．去．2068                   | 逢魔時王篇   | 本篇（逢魔時王） 《假面騎士Decade》 | - 家臣                         | 2.8%       | 毛利亘宏 | 田崎龍太     |
| 2018/12/23                         | 2020/04/19 | 2020/05/19 | EP16      |          | 永遠的・王2018            | 永遠的王2018             | 永遠的・王者2018               | 逢魔時王篇   | 本篇（逢魔時王） 《假面騎士Decade》 | - 家臣                         | 3.3%       | 毛利亘宏 | 田崎龍太     |
| Trinity Time，隨從與魔王與救世主篇 |            |            |           |          |                           |                          |                                |              | |                                |            |          |              |
| 2019/01/06                         | 2020/04/19 | 2020/05/20 | EP17      |          | 新沃茲快樂2019            | Happy New Woz 2019       | 新和治快樂2019                 | 篇           | 本篇（假面騎士） | - 另類                         | 3.0%       | 下山健人 | 柴崎貴行     |
| 2019/01/13                         | 2020/04/26 | 2020/05/25 | EP18      |          | 厲害！時代！未來！2022    | 好厲害！時代！未來！2022 | 厲害！時代！未來！2022         | 篇           | 本篇（假面騎士） | - 另類                         | 2.4        | 下山健人 | 柴崎貴行     |
| 2019/01/20                         | 2020/04/26 | 2020/05/26 | EP19      |          | 問答衝擊2040              | 猜謎衝擊2040             | 震驚的解題2040                 | 篇           | 本篇（假面騎士） | - 另類                         | 3.2%       | 下山健人 | 諸田敏       |
| 2019/01/27                         | 2020/05/03 | 2020/05/27 | EP20      |          | 最終答案？2040            | 最終回答？2040           | 最後答案？2040                 | 篇           | 本篇（假面騎士） | - 另類                         | 2.0%       | 下山健人 | 諸田敏       |
| 2019/02/03                         | 2020/05/03 | 2020/06/01 | EP21      |          | 鏡世界2019                | 鏡世界2019               | 鏡世界2019                     | 龍牙篇       | 《劇場版 假面騎士龍騎 EPISODE FINAL》 | - 另類龍牙                     | 3.1%       | 下山健人 | 田崎龍太     |
| 2019/02/10                         | 2020/05/10 | 2020/06/02 | EP22      |          | 時王最強！2019            | ZI-O最強！2019           | 時王最強2019                   | 龍牙篇       | 《劇場版 假面騎士龍騎 EPISODE FINAL》 | - 另類龍牙                     | 3.1%       | 下山健人 | 田崎龍太     |
| 2019/02/17                         | 2020/05/10 | 2020/06/03 | EP23      | [ 188 ]  | 機械！2121                | 是機械！2121             | 是機械人！2121                 | 篇           | 本篇（假面騎士） | - 另類                         | 2.7%       | 下山健人 | 山口恭平     |
| 2019/02/24                         | 2020/05/17 | 2020/06/08 | EP24      |          | 最好・朋友2121            | Best Friend 2121         | 最好朋友！2121                 | 篇           | 本篇（假面騎士） | - 另類                         | 2.9%       | 下山健人 | 山口恭平     |
| 2019/03/03                         | 2020/05/17 | 2020/06/09 | EP25      |          | 異類時王2019              | 另類ZI-O 2019            | 異類時王2019                   | 篇           | 本篇（假面騎士ZI-O） 《假面騎士Decade》 | - 另類                         | 3.0%       | 下山健人 | 諸田敏       |
| 2019/03/10                         | 2020/05/24 | 2020/06/10 | EP26      |          | 2019                      | 復甦Geiz！2019           | 基治復甦！2019                 | 篇           | 本篇（假面騎士ZI-O） 《假面騎士Decade》 | - 另類                         | 3.0%       | 下山健人 | 諸田敏       |
| 2019/03/17                         | 2020/05/24 | 2020/06/15 | EP27      |          | 一切的開端2009            | 萬事的起始2009           | 一切的開始2009                 | 約定之時篇   | 本篇（假面騎士ZI-O） 《假面騎士Decade》 | - 另類                         | 3.9%       | 下山健人 | 田崎龍太     |
| 2019/03/24                         | 2020/05/31 | 2020/06/16 | EP28      |          | 我們的目標2019            | 我們的目標2019           | 我們的目標2019                 | 約定之時篇   | 本篇（假面騎士ZI-O） 《假面騎士Decade》 | - 另類                         | 3.5%       | 下山健人 | 田崎龍太     |
| 2019/03/31                         | 2020/05/31 | 2020/06/17 | EP29      |          | 劍・鬼牌！？2019          | 劍・鬼牌！？2019         | Blade．Joker！？2019           | 劍/篇        | 《假面騎士劍》 《假面騎士Decade》 | - 另類劍                       | 3.6%       | 下山健人 | 山口恭平     |
| 2019/04/07                         | 2020/06/07 | 2020/06/22 | EP30      |          | 2019：三位一體已經開啟！  | 2019：三重型態正式登場！ | 2019：三重型態開始了           | 劍/篇        | 《假面騎士劍》 《假面騎士Decade》 | - 另類劍                       | 3.8%       | 下山健人 | 山口恭平     |
| Grand Time，新的未來篇             |            |            |           |          |                           |                          |                                |              | |                                |            |          |              |
| 2019/04/14                         | 2020/06/07 | 2020/06/23 | EP31      |          | 2001：覺醒，那個！        | 2001：覺醒吧，！         | 2001：甦醒吧，那個！           | 顎門篇       | 《假面骑士顎門》 | - 另類顎門                     | 3.1%       | 毛利亘宏 | 杉原輝昭     |
| 2019/04/21                         | 2020/06/14 | 2020/06/24 | EP32      |          | 2001：未知的記憶          | 2001：未知的記憶         | 2001：不明的記憶               | 顎門篇       | 《假面骑士顎門》 | - 另類顎門                     | 2.8%       | 毛利亘宏 | 杉原輝昭     |
| 2019/04/28                         | 2020/06/14 | 2020/06/29 | EP33      |          | 2005：祝賀！鳴響！轟動！  | 2005：祝賀！響徹！轟鳴！ | 2005：祝賀吧！鳴響吧！轟動吧！ | 響鬼篇       | 《假面騎士響鬼》 | - 另類響鬼                     | 2.4%       | 毛利亘宏 | 諸田敏       |
| 2019/05/05                         | 2020/06/21 | 2020/06/30 | EP34      |          | 2019：平成的鬼、令和的鬼  | 2019：平成之鬼、令和之鬼 | 2019：平成的鬼、令和的鬼       | 響鬼篇       | 《假面騎士響鬼》 | - 另類響鬼                     | 2.2%       | 毛利亘宏 | 諸田敏       |
| 2019/05/12                         | 2020/06/21 | 2020/07/01 | EP35      |          | 2008：初戀、覺醒！        | 2008：初戀、Wake Up！    | 2008：初戀、Wake Up！          | 篇           | 《假面騎士KIVA》 本篇（假面騎士銀河） | - 另類                         | 3.0%       | 井上敏樹 | 田村直己     |
| 2019/05/19                         | 2020/06/28 | 2020/07/06 | EP36      |          | 2019：初戀、終結！        | 2019：初戀、Finally！    | 2019：初戀、終結！             | 篇           | 《假面騎士KIVA》 本篇（假面騎士銀河） | - 另類                         | 2.9%       | 井上敏樹 | 田村直己     |
| 2019/05/26                         | 2020/06/28 | 2020/07/07 | EP37      |          | 2006：Next・Level・Kabuto | 2006：NEXT LEVEL KABUTO  | 2006：Next・Level・甲鬥王      | 篇           | 《假面騎士Kabuto》 《假面騎士Decade》 | - 另類                         | 2.9%       | 毛利亘宏 | 山口恭平     |
| 2019/06/02                         | 2020/07/05 | 2020/07/08 | EP38      |          | 2019：被Kabuto選上之人    | 2019：被Kabuto選中的人   | 2019：被甲鬥王選中之人         | 篇           | 《假面騎士Kabuto》 《假面騎士Decade》 | - 另類                         | 3.1%       | 毛利亘宏 | 山口恭平     |
| 2019/06/09                         | 2020/07/05 | 2020/07/13 | EP39      |          | 2007：電列車・衝擊！      | 2007：電列車・Crash！    | 2007：時空列車・衝擊！         | 電王篇       | 《假面騎士電王》 | - 另類電王                     | 4.1%       | 毛利亘宏 | 柴崎貴行     |
| 2019/06/23                         | 2020/07/12 | 2020/07/14 | EP40      |          | 2017：Grand・Climax！     | 2017：Grand Climax！     | 2017：Grand・Climax！          | 電王篇       | 《假面騎士電王》 | - 另類電王                     | 3.2%       | 毛利亘宏 | 柴崎貴行     |
| 終焉之時，世界的破壞與再生篇       |            |            |           |          |                           |                          |                                |              | |                                |            |          |              |
| 2019/06/30                         | 2020/07/12 | 2020/07/15 | EP41      |          | 2019：世界・重置          | 2019：世界重置           | 2019：世界・重啟               | 新的魔王篇   | 本篇（假面騎士ZI-O） 《假面騎士Decade》 | - 另類 II                      | 3.4%       | 毛利亘宏 | 諸田敏       |
| 2019/07/07                         | 2020/07/19 | 2020/07/20 | EP42      |          | 2019：遺失的・世界        | 2019：遺失的世界         | 2019：迷失的・世界             | 新的魔王篇   | 本篇（假面騎士ZI-O） 《假面騎士Decade》 | - 另類 II                      | 2.5%       | 毛利亘宏 | 諸田敏       |
| 2019/07/14                         | 2020/07/19 | 2020/07/21 | EP43      |          | 2019：月讀・秘密          | 2019：月讀的身世之謎     | 2019：月讀・身世之謎           | 新的魔王篇   | 本篇（假面騎士ZI-O） 《假面騎士Decade》 | - 另類 II                      | 3.1%       | 毛利亘宏 | 諸田敏       |
| 2019/07/21                         | 2020/07/26 | 2020/07/22 | EP44      |          | 2019：Aqua的呼喊聲        | 2019：Aqua的呼喚聲       | 2019：Aqua的呼聲               | 另類世界篇   | 《假面騎士×假面騎士 Fourze & OOO MOVIE大戰 MEGA MAX》 《劇場版 假面騎士Drive Surprise Future》 《假面騎士Decade》 《假面騎士W Forever A至Z/命運的Gaia Memory》 《劇場版 再見，假面騎士電王 Final Countdown》 | - 另類Drive - 另類DECADE       | 2.8%       | 下山健人 | 山口恭平     |
| 2019/07/28                         | 2020/07/26 | 2020/07/27 | EP45      |          | 2019：Eternal・派對       | 2019：Eternal Party      | 2019：Eternal・Party           | 另類世界篇   | 《假面騎士×假面騎士 Fourze & OOO MOVIE大戰 MEGA MAX》 《劇場版 假面騎士Drive Surprise Future》 《假面騎士Decade》 《假面騎士W Forever A至Z/命運的Gaia Memory》 《劇場版 再見，假面騎士電王 Final Countdown》 | - 另類Drive - 另類DECADE       | 3.0%       | 下山健人 | 山口恭平     |
| 2019/08/04                         | 2020/08/02 | 2020/07/28 | EP46      |          | 2019：Operation・Woz      | 2019：Operation Woz      | 2019：和治・行動               | 另類世界篇   | 《假面騎士×假面騎士 Fourze & OOO MOVIE大戰 MEGA MAX》 《劇場版 假面騎士Drive Surprise Future》 《假面騎士Decade》 《假面騎士W Forever A至Z/命運的Gaia Memory》 《劇場版 再見，假面騎士電王 Final Countdown》 | - 另類Drive - 另類DECADE       | 2.7%       | 下山健人 | 山口恭平     |
| 2019/08/11                         | 2020/08/02 | 2020/07/29 | EP47      |          | 2019：消失的手錶          | 2019：消失的手錶         | 2019：消失的變身手錶           | 世界的破滅篇 | 本篇（假面騎士ZI-O） 《假面騎士Decade》 《假面騎士Drive》 | - 另類 II                      | 2.7%       | 下山健人 | 柴崎貴行     |
| 2019/08/18                         | 2020/08/09 | 2020/08/03 | EP48      |          | 2068：逢魔・Time          | 2068：逢魔之刻           | 2068：逢魔・之時               | 世界的破滅篇 | 本篇（假面騎士ZI-O） 《假面騎士Decade》 《假面騎士Drive》 | - 另類DECADE                   | 2.0%       | 下山健人 | 柴崎貴行     |
| 2019/08/25                         | 2020/08/09 | 2020/08/04 | Last EP49 |          | 2019：啟示錄              | 2019：啟示錄             | 2019：啟示錄                   | 全新的未來篇 | 本篇（假面騎士ZI-O） 《假面騎士Decade》 《假面騎士Drive》 | - 另類DECADE                   | 3.0%       | 下山健人 | 柴崎貴行     |

## 音樂

### 主題曲
「Over "Quartzer"」
- 演唱：末吉秀太（AAA） feat. ISSA[200]
- 作曲：MiNE、SHIMADA（日语：天才凡人）
- 作詞：末吉秀太、溝口貴紀（日语：溝口貴紀）
- 編曲：SHIMADA（日语：天才凡人）

### 插曲
「ジオウ 時の王者」（16、22、38）
- 演唱：奥野壮
- 作曲：佐橋俊彦
- 作詞：藤林聖子
- 編曲：佐橋俊彥

「FUTURE GUARDIAN」（19）
- 演唱：押田岳
- 作曲：佐橋俊彦
- 作詞：藤林聖子
- 編曲：佐橋俊彥

「BELIEVE YOURSELF」（32）
- 演唱：風雅直人
- 作曲兼編曲：三宅一徳
- 作詞：藤林聖子

「Black & White」（38）
- 演唱：渡邊圭祐
- 作曲兼編曲：坂部剛
- 作詞：平井眼鏡

「Next New Wφrld」（40）
- 演唱：RIDER CHIPS
- 作曲：nishi-ken
- 作詞：Ricky
- 編曲：nishi-ken

## 其他相關媒體

### 劇場版
- 《劇場版 假面騎士Build Be The One》（2018年8月4日上映）
- 《假面騎士平成Generations Forever》（2018年12月22日上映）
- 《劇場版 假面騎士ZI-O Over Quartzer》（2019年7月26日上映）
- 《假面騎士令和The First Generation》（2019年12月21日上映）
- 《假面騎士聖刃 + 機界戰隊全界者 超級英雄戰記》（2021年7月22日上映）

### 超戰鬥DVD
- 《假面騎士BiBiBi的膽小月津》


月刊雜誌《てれびくん》2019年9月號付錄的特別篇DVD

### 網路劇
- 《假面騎士JEANNE&假面騎士AGUILERA with Girls Remix》


月讀/假面騎士月讀登場。

### 其他
- 《假面騎士ZI-O 補完計劃》（日文：仮面ライダージオウ 補完計画）

該節目為每話《假面騎士ZI-O》後不久上傳到社交網站，以約3-4分鐘拿著寫上該角色名字的文件簿解答每話的疑問。除劇中多位主角之外，每次都會有不同角色定期客串。
每話的話數均會在該話播完後加上「.5」，以表示該話的内容與正篇的話數相關。
| 話數 | 日文原文標題                 | 中文標題                 | 登場角色                                 |
| 1.5  | ネーミングの謎               | 命名之謎                 | 常磐莊吾 明光院月津 月讀 沃茲            |
| 2.5  | 世界のルール                 | 世界的法則               | 常磐莊吾 桐生戰兔/葛城巧 萬丈龍我        |
| 3.5  | 王位なるネタバレ             | 王位劇透                 | 常磐莊吾 明光院月津 月讀 寶生永夢 歐拉   |
| 4.5  | Aレジェンドの告白            | A傳說們的告白            | 常磐莊吾 明光院月津 月讀 寶生永夢 鏡飛彩 |
| 5.5  | トキワ荘ゴと謎電話           | 常磐莊吾與謎之電話       | 常磐莊吾 明光院月津 月讀                 |
| 6.5  | フォーゼ555の秘密            | Fourze555的秘密          | 常磐莊吾 明光院月津 月讀 草加雅人        |
| 7.5  | 最悪のブラックは誰だ         | 最糟的黑幕是誰           | 常磐莊吾 明光院月津 月讀 沃茲            |
| 8.5  | 恐怖のタイムパラドックス！   | 恐怖的時間悖論！         | 明光院月津 仁藤攻介                      |
| 9.5  | 王と神とオトナ               | 王和神和大人             | 常磐莊吾 沃茲 檀黎斗                     |
| 10.5 | モーリ対シモヤマ             | 毛利對下山               | 常磐莊吾 明光院月津 月讀                 |
| 11.5 | 謎の９５ＤＯ！               | 神秘的９５ＤＯ！         | 常磐莊吾 月讀 沃茲                       |
| 12.5 | インタビュー・ウィズ・未来人 | 採訪・With・未來人       | 明光院月津 沃茲 斯瓦魯茲                 |
| 13.5 | ユーレイの先生               | 幽靈的老師               | 常磐莊吾 明光院月津 月讀 天空寺尊        |
| 14.5 | ピンクの悪魔                 | 粉紅的惡魔               | 常磐莊吾 明光院月津 月讀 沃茲 門矢士     |
| 15.5 | 補完計画よ永遠に（前編）     | 補完計劃是永遠的（前篇） | 常磐莊吾 明光院月津 月讀 沃茲            |
| 16.5 | 補完計画よ永遠に（後編）     | 補完計劃是永遠的（後篇） | 常磐莊吾 明光院月津 月讀 沃茲            |

### 映像商品

#### 外傳
- 《RIDER TIME 假面騎士SHINOBI》


- 《RIDER TIME 假面騎士龍騎》


- 《RIDER TIME 假面騎士ZI-O VS Decade / 7人的ZI-O！》


- 《RIDER TIME 假面騎士Decade VS ZI-O / Decade館的死亡遊戲》


- 《GEATS EXTRA 假面騎士TYCOON meets 假面騎士SHINOBI》


本作為《假面騎士GEATS》與本作的聯動外傳作品，以EP17-EP18登場《假面騎士忍》作為主角的續篇作品。

#### OV作品
- 《假面騎士ZI-O NEXT TIME》

本作為平成假面騎士系列第七部系列錄影帶OV作品。
- 《假面騎士ZI-O NEXT TIME Geiz Majesty》


2020年2月28日期間限定劇場上映，同年4月22日Blu-ray及DVD發行。

## 製作人員
- 原作 - 石之森章太郎
- 怪人設計 - 出渕裕
- 特攝導演 - 佛田洋（日语：佛田洋）
- 動作指導 - 宮崎剛（日语：宮崎剛 (俳優)）（JAE）
- 製作單位 - 東映、tv asahi、ADK

## 超級英雄時間相關條目
- 2018秋《快盜戰隊魯邦連者VS警察戰隊巡邏連者》（第30-51集）
- 2019春《連續4週特別篇 超級戰隊最強對戰!!》
- 2019春《騎士龍戰隊龍裝者》（第1-26集）

## 相關資料
1. 1 2  . 仮面ライダーWEB【公式】東映.   [2023-03-31]. （原始内容存档于2023-04-01） （日语）.
2. ↑  本人於《假面騎士ZI-O 補完計劃》第16.5話結尾中登場，只是播放當時未公開該演出角色名稱。
3. ↑  「仮面ライダージオウ」主演・奥野壮、先輩ライダーの助言は「覚悟したほうがいい」 （页面存档备份，存于）。
4. ↑  新浪動漫：首屆上海英雄“魂”展精彩亮點回顧，2020“魂”時代 GO！  （页面存档备份，存于），2020-02-15
5. ↑  不包括網劇《假面騎士Amazons》。
6. ↑  但隨著《假面騎士令和The First Generation》與外傳《假面騎士ZI-O NEXT TIME Geiz Majesty》的劇情得知，本作最終話與《假面騎士W》至《假面騎士EX-AID》有著「同一世界觀」的聯動性關係。
7. ↑  演員渡邊圭祐於本作中及外傳《假面騎士ZI-O NEXT TIME Geiz Majesty》飾演黑沃茲及白沃茲兩個不同的角色，和奧野壯於本作中飾演常磐莊吾及鏡像常磐莊吾兩個不同的角色，及須賀貴匡於本作中飾演城戶真司及鏡像城戶真司兩個不同的角色，以及中村優一於本作中飾演桐矢京介及櫻井侑斗兩個不同的角色。
8. ↑  鎧武第一話雖然有4位假面騎士於OP開頭部分短暫出現，但正式登場只有鎧武。
9. ↑  過去其他假面騎士作品亦有二號假面騎士先於主角假面騎士登場，但只有角色對白／回憶或劇場版被提及甚至這樣混淆主角假面騎士和二號假面騎士的身份；如假面騎士W中登場的假面騎士Skull，按故事進度上理應SKULL是一號、W是二號、ACCEL是三號。可是SKULL於TV版較後上映的《假面騎士×假面騎士 W & Decade MOVIE大戰2010》初始之夜篇才登場，本應SKULL變成二號；但SKULL變身者已於該集身亡，表示以後TV版亦再沒有登場機會；變成W是一號，ACCEL是二號；之後的作品例如假面騎士Wizard、假面騎士鎧武、假面騎士Drive、假面騎士EX-AID和假面騎士Build亦有相同設定。
10. ↑  如《假面騎士OOO》主角火野映司與Ankh合作一起對付怪人Yummy和多個反派幹部Greeed，然而Ankh本身是怪人幹部的其中之一；實質上只是利用映司戰鬥來收集代幣，打算復活自身和協助指示映司使用Ankh所派給的核心代幣來變身OOO某形態；後期因映司力量暴走，斬碎自己其中三枚核心代幣而反臉叛變；加入Greeed陣營，並多次與映司戰鬥。ZI-O中沃茲身份暫未明，第一話送時空驅動器給常磐莊吾讓他成為ZI-O；有時向莊吾解答疑難，甚至協助作為ZI-O的莊吾戰鬥；但似乎只為了不明目的而引導著他，中期因爲莊吾改變歷史；從而令到其不滿，因而於第13話開始與時劫者合作對付莊吾。
11. ↑  但大多數協助者均以死亡收場，如前作《假面騎士OOO》Ankh最後因阻止最終敵人 - 真木清人而選擇返回OOO陣營再次協助映司戰鬥；但其寄宿意識的硬幣，遭到完全Greeed化的真木清人打裂；在最終戰後其硬幣更因真木死去的黑洞影響而撕開兩半，使得Ankh因此消失；唯一例外的是《假面騎士Ghost》的仙人／伊迪斯，在劇中以2個身份分別是協助天空寺尊的仙人和反派的眼魔世界長官伊迪斯；最終戰後因眼魔系統失效之下，回到自己的肉身內復活。
12. ↑  Decade被稱爲世界的破壞者，而本作主角假面騎士被稱爲魔王。
13. ↑  不同的是《假面騎士Decade》因遊走平行世界，所以只是找普通演員飾演變身者；而本作均是找前作原本的變身者，或原作的協助者演出。
14. ↑  《假面騎士鎧武》的假面騎士斬月 (吳島貴虎) VS 假面騎士斬月．真(吳島光實)、《假面騎士Drive》的假面騎士Dark Drive (泊英志) VS 假面騎士超Dead Heat Drive (泊進之介) 、《假面騎士Ghost》的假面騎士Specter (深海誠複製體) VS 假面騎士Deep Specter (深海誠) 、《假面騎士EX-AID》的假面騎士Brave (鏡飛彩) VS 假面騎士True Brave (遊戲世界的鏡飛彩) 、《假面騎士EX-AID》的假面騎士Gamedeus Cronus (檀正宗) VS 假面騎士Cronus (花家大我) 和《假面騎士Build》的假面騎士Build坦克坦克型態 (桐生戰兔) vs 假面騎士Build (葛城忍)
15. ↑  顎門：Trinity Form、電王：Climax Form、KIVA：Dogabaki Form、BUILD劇場版：Cross-Z Build。
16. ↑  如ZI-O的基本形態為ライダー，Geiz為らいだー；形態轉換方面，ZI-O的Build Armor為ビルド，Geiz的Drive Armor為どらいぶ。
17. ↑  以第1話爲例；原本的標題是「Build篇 前篇（ビルド編 前編）」，之後更改為「未來的魔王2068（未来の魔王2068）」；但有傳東映想仿效《海賊戰隊豪快者》，把每話的標題製作成與該假面騎士的風格；而《假面騎士Build》的每話標題帶有片假名，所以最終把第1話標題定為「王國2068（キングダム2068）」。
18. ↑  即片頭曲接近結束時。
19. ↑  如EX-AID Armor的必殺技名稱為Critical Time Break/Burst，向《假面騎士EX-AID》致敬。原因為劇中EX-AID裏面各假面騎士的必殺技名稱，均含有Critical。
20. ↑  雖然為單元劇，但與《假面騎士Drive》一樣，單元與單元之間，仍然有連貫性。
21. ↑  如沃茲會在每話標題前講解上話劇情的時候，順便會略略説出本話的内容。
22. ↑  其中《假面騎士Build》分別為有天空之壁和沒有天空之壁的世界，而本作則為假面騎士逢魔時王毀滅未來以及Geiz Revive的復甦未來。
23. ↑  但逢魔ZI-O以壓倒性的力量將不服從之人瞬間擊倒，使反抗軍為此懊惱
24. ↑  此人與本篇登場的三人和後續劇場版《假面騎士令和The First Generation》的菲妮絲非為同一世界觀的人
25. ↑  能力上統一由斯魯瓦茲賦予，但斯魯瓦兹、少時的莊吾和月讀的時間静止能力是与生俱来的。
26. ↑  另類OOO的變身者
27. ↑  這也呼映了於EP17開頭中月津向莊吾解釋在迎接逢魔之日之時，為何在那之後以外的騎士也跟著消失在歴史上；以及白沃茲向眾人解釋為何在莊吾等人所熟知的歴史當中並沒有所謂的《假面騎士忍》這號人物。
28. ↑  劇中因闇之忍者集團·虹蛇的首領天草四郎時貞為了獲得存在於異世界的擁有忍者力量的騎士，而將位於異世界的各個忍者騎士召喚到了該世界中。
29. ↑  劇中解釋為莊吾透過夢來到未來世界。
30. ↑  月讀當時為8歲。
31. ↑  斯瓦魯茲藉由極光幕的能力將對方帶進了該世界中；但因極光幕本身的能力是由門矢士及海東大樹兩人皆持有因此門矢士也能藉由極光幕的能力自由的進出「另類世界」。
32. ↑  即平成系列所出現過的場景。
33. ↑  粉絲包括因另類Build的影響而失去假面騎士記憶的桐生戰兔與萬丈龍我。
34. ↑  另類Fourze和另類555的變身者
35. ↑  表演街舞的團體
36. ↑  鏡中還有無其他居民尚且不知，但可以確定壓抑自身黑暗面的人就會有其境中存在。
37. ↑  本來就是鏡世界居民的龍牙的情況則是完全相反
38. ↑  在原作《假面騎士Build》中，由於主角桐生戰兔利用潘多拉之盒的力量，創造出了新世界(即沒有天空之壁的世界)，使的天空之壁本身也跟著消失，但在本作是由於莊吾繼承了Build的力量，所以在本來的歷史當中也跟著消失
39. ↑  EP47由沃茲提到，由於莊吾繼承了Build的力量，所以在本來的歷史當中也跟著消失
40. ↑  少數例外的是「Decade」手錶，它可追加安装其他騎士手錶。
41. ↑  如《假面騎士Build》，手錶表面刻有2017及Build的符號，轉動手錶後會呈現出Build的面罩。
42. ↑  假面騎士Decade、假面騎士電王及假面騎士猜謎除外
43. ↑  除了假面騎士Decade、假面騎士Diend、假面騎士電王及假面騎士猜謎完全不受影響
44. ↑  比如EP40桃太洛斯因為交給莊吾手錶而無法變身
45. ↑  除了加古川飛流是使用手錶後直接變身，白沃茲則是口服變身。
46. ↑  另外，若非植入時直接使用可以召喚複數該騎士時空的雜兵級怪人。
47. ↑  雖然假面騎士新電王、假面騎士NEW KIVA、假面騎士Poseidon、假面騎士Aqua和假面騎士Dark Drive也是未來騎士，但目前依舊沒有未來騎士手錶的樣本
48. ↑  事實上白沃兹不確定那三枚是否分別為忍者、猜謎、機械，但在時劫者及莊吾的介入下，而使這三枚未來騎士手錶成為關鍵。
49. ↑  EP20結尾時，在白沃兹將忍者未來騎士手錶交給月津的瞬間，與月津手上的猜謎未來騎士手錶產生聯動，從而讓月津看到閃現的復甦Geiz黑影。EP24結尾時白沃兹將忍者、猜謎、機械三枚未來騎士手錶放在一起使復甦Geiz騎士手錶誕生。
50. ↑  契約者變身時依照其慾望來決定是否有掌控權，善良的意識會被反噬，心有惡念的反而能完全掌控異類騎士的力量。
51. ↑  比如另類W就是擁有自我意識的另類騎士
52. ↑  例如另類Build的出現導致與Build有關聯的戰兔及龍我失去了變身能力及記憶。
53. ↑  除了假面騎士Decade完全不受影響
54. ↑  於《假面騎士平成Generations Forever》得知特異點亦不會受到影響
55. ↑  於《假面騎士令和The First Generation》得知因歷史發生改變而被澤亞/方舟衛星的保護下的《假面騎士ZERO-ONE》相關人物亦不會受到影響
56. ↑  從EP05另類Fourze被製造後假面騎士Fourze與Zodiarts/Horoscope一起消失中可見。
57. ↑  此設定由本劇製作人白倉伸一郎在其Twitter上提及，如另類劍誕生在2019年，而假面騎士劍則是2004年的假面騎士，所以即使另類劍誕生，假面騎士劍仍然存在。
58. ↑  比如EP43中門矢士的Decade能力被強制奪走。
59. ↑  如另類Build，假面騎士必須要使用Build騎士手錶武裝成Build裝甲才能將其擊敗。不過代價是與該假面騎士相關的人將失去變身能力及記憶。
60. ↑  另類Build除外，可以自行復活。
61. ↑  所以在其它裝甲形態下擊敗另類騎士時另類手錶不會被破壞。
62. ↑  如假面騎士EX-AID才能對另類EX-AID進行有效攻擊。
63. ↑  如EP05和EP06，佐久間龍一在2003年立契約變身成另類Faiz。不過在2011年另類Faiz的力量開始消散，所以在2011年再立契約變身成另類Fourze。
64. ↑  EP27黑沃兹使用逢魔降臨暦困住並牽制復甦Geiz但失敗
65. ↑  即是有關三名來自未來時空的假面騎士（Shinobi、Quiz、Kikai）的一些內容
66. ↑  分別為逢魔時王的毀滅未來以及復甦Geiz的復甦未來
67. ↑  由於白沃茲是在另一個2068年出現，在確定逢魔之日沒有變成打倒魔王的和平未來後，遭到時間修正而消失
68. ↑  如在原作中使用在龍騎身上可令龍騎變成Ryuki Dragreder（無雙赤龍，即原作龍騎的契約獸）。
69. ↑  同時飾演50年後的莊吾，也就是逢魔時王。
70. ↑  鏡像世界的ZI-O、與逢魔ZI-O同時出現的場景的ZI-O
71. ↑  第11-12話中三天後的ZI-O
72. ↑  Decade裝甲 EX-AID形態 L
73. ↑  未來（2068年至2069年）的假面骑士逢魔时王
74. ↑  假面騎士EX-AID則顯示「Hit」，可能與主角的外語能力一般有關。
75. 1 2 3  實則原作《假面騎士EX-AID》的所有必殺技均含有「Critical」字眼。
76. 1 2  實則原作《假面騎士Ghost》的所有必殺技均含有「Omega」字眼。
77. ↑  實則原作《假面騎士鎧武》各騎士的其中一個必殺技音效為「XX Squash」（XX為該騎士使用的定鎖種子）。
78. ↑  原本假面騎士鎧武基本形態的象征是橙子，而鎧武裝甲的象征則是橘子，和之前的裝甲一樣對傳說騎士的要素做了一定程度的曲解。
79. ↑  頭部在左肩，尾部在右肩。
80. ↑  該形態是ZI-O目前唯一一個眼部字眼為黃色的形態，其餘形態的眼部字眼（包含基本形態）均爲粉紅色。
81. ↑  實則原作《假面騎士Kiva》的所有騎士發動必殺技時前的音效均爲「Wake Up」。
82. ↑  呼應假面騎士電王Sword Form的變身者/附身者異魔神桃太洛斯發出「Full Charge」音效後會叫出「俺の必殺技」。
83. ↑  實則原作《假面騎士響鬼》中「音擊打」為響鬼所使用的一系列必殺技。
84. ↑  實則原作《假面騎士劍》中「Lightning」為劍所使用的一系列必殺技。
85. ↑  實則原作《假面騎士龍騎》的所有騎士發動必殺技時均使用卡牌「Final Vent」。
86. ↑  就像同期《快盜戰隊魯邦連者VS警察戰隊巡邏連者》的魯邦三色和巡邏連U號一樣，但前者僅於獨立劇場版出現過。
87. ↑  如轉到至Drive發動特殊技時會同時有「Max Flare（極限烈焰）」、「Funky Spike（鬼馬尖刺）」和「Midnight Shadow（午夜魅影）」三種移速戰車的輪胎攻擊敵人
88. ↑  根據第38話，其速度能匹敵假面騎士KABUTO中的Clock Up
89. ↑  實則原作《假面騎士555》的所有騎士發動必殺技前的音效均為「Exceed Charge」。
90. ↑  第17-27、46話
91. ↑  第27話後
92. ↑  內有假面騎士猜謎胸前的「〇」和「Ⅹ」面板
93. ↑  例如Woz問過的「番茄是蔬菜、小番茄是水果」
94. ↑  . 仮面ライダーおもちゃウェブ. 2018-08-10  [2018-08-10]. （原始内容存档于2018-08-10）.
95. ↑  從第16話和第48話時黑沃茲拿出其中兩個備份來給莊吾和月讀時可以得知
96. ↑  大多都是歷代騎士的手錶。
97. ↑  《假面騎士忍》
98. ↑  該音效致敬於原作Decade其中一個卡牌音效「Final Form Ride」。
99. ↑  「XX」致敬於原作Decade變身成其它假面騎士時的音效，如Build的音效為「Bui・Bui・Bui・Build！」（日文：「ビ・ビ・ビ・ビルド！」）。
100. ↑  由DX玩具可知變身成平成騎士的音效都改為貼近對應騎士實際變身音效的版本
101. ↑  由DX玩具可知Attack Ride卡及Form Ride卡的讀卡語音皆有被統一。而NeoDiend驅動器在劇中有表明Attack Ride卡讀卡語音和原作是一樣的
102. ↑  反抗軍以此為戰力，而且亦無搭載騎士手錶，還試圖打倒逢魔時王不果，反造全軍覆没
103. ↑  ZI-O的時間魔神主配色為黑，Geiz的則是紅色
104. ↑  烏爾專用機的合體對象是《假面騎士Ghost》的Captain Ghost；而歐拉的則是《假面騎士KIVA》的Castle Doran
105. ↑  按劇情出場次序。
106. ↑  江戶時代。
107. ↑  該話並沒有使用時間魔神，只是有關時劫者穿梭至2016年（假面騎士EX-AID）。
108. ↑  該話並沒有使用時間魔神，只是有關時劫者穿梭至2012年（假面騎士Wizard）。
109. ↑  因為弄錯另類OOO的誕生年份而穿梭至2016年
110. ↑  該話並沒有使用時間魔神，只是有關時劫者穿梭至2013年（假面騎士鎧武）及於2013年ZI-O以鎧武與另類鎧武戰鬥。
111. ↑  《假面騎士平成Generations Forever》
112. ↑  該話並沒有使用時間魔神，只是有關時劫者穿梭至2015年（假面騎士Ghost）。
113. ↑  該話並沒有使用時間魔神，只是有關門矢士利用時空屏障將常磐莊吾和月讀送至2068年。
114. ↑  該話並沒有使用時間魔神，只是有關常磐莊吾和明光院月津用時間魔神與時劫者對戰。
115. ↑  該話並沒有使用時間魔神，只是有關常磐莊吾身在2022年（假面騎士Shinobi）的夢境。
116. ↑  最終因不知名原因而無法進入2022年。
117. 1 2 3 4 5 6 7 8 9 10 11 12 13 14 15 16 17 18 19 20 21 22 23 24 25 26 27  該話並沒有使用時間魔神。
118. ↑  該話進入2009年4月24日爲了調查當年常磐莊吾和加古川飛流所遇到的意外。
119. ↑  該話進入2015年爲了調查北島祐子被控告殺人罪的真相。
120. ↑  該話進入2017年5月11日爲了阻止另類電王。
121. ↑  《劇場版 假面騎士ZI-O Over Quartzer》
122. ↑  戰國時代。
123. ↑  該話進入2068年爲問逢魔時王力量究竟是什麼。
124. ↑  《假面騎士令和The First Generation》
125. ↑  官方設定此音效為假面騎士系列作品中目前最長的變身音效。此騎士手表的待機音效為歷代平成騎士的變身音效。
126. 1 2  Armor Time的音效格式基本為「（騎士變身前/轉換裝甲前的音效）！（騎士名稱）！」
127. 1 2 3 4 5  因未有預留該作品的騎士連動道具的設定，導致該時空驅動器的顯示屏卻顯示ライダー字樣。
128. ↑  雖然為2019年的假面騎士，但因應在「各作的變身器必須預留下一部作品的騎士連動道具」的設定下，該時空驅動器的顯示屏卻顯示RIDER字樣。
129. ↑  Soiyaa為原作和風騎士之一的鎧武所屬的驅動器特定呼喊音效。
130. 1 2  雖然作品的名稱為漢字「剣」，但劇中名稱的發音為「ブレイド」。
131. 1 2  雖雖然作品的名稱為數字555，但劇中名稱的發音為「ファイズ」。
132. ↑  如果將該未來騎士手錶插入時空驅動器，顯示的年份為0000。
133. ↑  劇中呈現的是假面騎士Wizard的魔法效果
134. 1 2 3 4 5 6 7  在烏爾的慫恿下到處襲擊並將他人變成另類騎士。
135. 1 2 3 4 5 6 7 8 9 10 11 12 13  由另類ZI-O II召喚的另類騎士年號顯示皆為2019年。
136. ↑  牧村拒絕了和烏爾契約，但是其遺體被烏爾硬塞另類手錶而變成
137. ↑  烏爾根據門矢士提供的情報找到通往鏡世界的入口與鏡像城戶真司完成契約。
138. ↑  因為讀者不再閱讀的關係導致ORE新聞社倒閉，使得城戶真司產生瞬間的憎恨，而鏡像城戶真司接收這種負面情感，因而到處襲擊ORE新聞社過去的讀者群。
139. ↑  《假面騎士龍騎》
140. ↑  雖說名稱叫做另類機械,但初期寄生的不是人類而是樹木,所以樣貌相似木頭
141. ↑  力量本身不是手錶而是某種生物，以寄宿樹木而形成
142. ↑  被斯瓦魯茲利用，而成為了另類Kikai的穩定寄生體。
143. ↑  推測為莊吾的未來夢所產生的錯誤漏洞造成的一種現象
144. ↑  斯瓦魯茲強行將非手錶的另類機械生物塞進烏爾臉上進而契約
145. ↑  預知的其中一個未來,因為穩定了另類機械的力量而想利用烏爾變成傀儡使用
146. 1 2  原作時間點雖在2018年，但另類騎士的契約時間點卻在2019年。
147. ↑  為了取得他們體內殘留的另類騎士之力。
148. ↑  原作時間點雖在2004年，但另類騎士的契約時間點卻在2019年。
149. ↑  因相川始曾於多家攝影場兼職打工，為了得知其蹤跡。
150. ↑  原作時間點雖在2001年，但另類騎士的契約時間點卻在2019年。
151. ↑  的變身者。
152. ↑  斯瓦魯茲想襲擊的真正目標。
153. ↑  原作時間點雖在2005年，但另類騎士的契約時間點卻在2019年。
154. ↑  的變身者。
155. ↑  烏爾想襲擊的目標。
156. ↑  因為他覺醒成為響鬼而變成新的目標
157. ↑  原作時間點雖在2008年，但另類騎士的契約時間點卻在2019年。
158. ↑  北島祐子會把自己的謊言認為是真實，實際上自己就是真兇。
159. ↑  原作時間點雖在2006年，但另類騎士的契約時間點卻在2019年。
160. ↑  目的在於引誘加賀美新上鉤。
161. ↑  影山瞬（異蟲）真正的襲擊目標。
162. ↑  讓他感受自己被孤立的絕望。
163. ↑  擬態為歐拉的樣貌。
164. ↑  原作時間點雖在2014年，但另類騎士的契約時間點卻在2019年。
165. ↑  原作時間點雖在2009年，但另類騎士的契約時間點卻在2019年。
166. ↑  通過殺害常磐莊吾周邊的所有人，使他成為假面騎士逢魔時王，並利用他毀滅時空。
167. ↑  以假面騎士Barlckxs之軀吸收榮光的七人騎士手錶後變化而成的。
168. ↑  原作時間點雖在2068年，但另類騎士的契約時間點卻在2019年。
169. ↑  從他們手上奪走代表榮光的七人騎士手錶。
170. ↑  即原作《假面騎士EX-AID》的時間段第2話中的戰鬥情景。
171. 1 2 3 4  雖然情景為原作的時間段，但本作劇情並沒有交待變身者是否與原作為同一人。
172. ↑  即原作《假面騎士Fourze》的時間段第3話中的戰鬥情景。
173. ↑  原作劇情只交待其為穿大衣的男人（コートの男）。
174. ↑  即原作《假面騎士555》的時間段第2話中的戰鬥情景。
175. ↑  即原作《假面騎士Wizard》的時間段第16話中的戰鬥情景。
176. ↑  也可以透過將Cell Medals（普通代幣）丟在地上進而生成，不需要人體。
177. ↑  即原作《假面騎士OOO》的時間段第3話中的戰鬥情景。
178. ↑  實則宇蟲可擬態成人類，所以變身者不定。
179. ↑  木棉花在YouTube更新的日期
180. ↑  木棉花的翻譯。
181. ↑  ViuTV的翻譯。
182. ↑  日本關東地區平均收視率。
183. ↑  該話的標題被更改兩次。前兩次的標題分別爲「Build篇 前篇 (ビルド編 前編)」及「未來的魔王2068 (未来の魔王2068)」。
184. ↑  由於ViuTV4月22日中午十二時播映now午間新聞期間，臨時插播香港行政長官林鄭月娥記者會導致超時而被腰斬；其官網於當日下午二時正率先上載本集，電視版將順延至4月27日重播同一集。
185. ↑  11月04日停播一次。
186. ↑  12月30日停播一次。
187. ↑  但劇情上是以假面騎士龍牙為主。
188. ↑  本話標題致敬特攝作品「キカイダー」。
189. ↑  但劇情上是以假面騎士Geiz為主。
190. ↑  但劇情上是以假面騎士Diend為主。
191. ↑  本話為《假面騎士系列》在平成時代所播出的最終話。
192. ↑  本話為《假面騎士系列》在令和時代所播出的第一話。
193. ↑  劇情上只有出場穿插劇情，並無變身戰鬥場面。
194. ↑  6月16日因轉播第119屆美國男子高爾夫公開賽停播一次。
195. ↑  但劇情上是以假面騎士AQUA為主。
196. ↑  但劇情上是以假面騎士Dark Drive為主。
197. ↑  但劇情上是以假面騎士Eternal為主。
198. ↑  但劇情上是以假面騎士幽汽為主。
199. ↑  但劇情上以魔進Chase為主
200. ↑  . テレビ朝日. 2018-08-28  [2018-08-28]. （原始内容存档于2018-08-30）.
201. ↑  原作的戰鬥插曲。

## 外部連結
- 《假面騎士ZI-O》朝日官網 （页面存档备份，存于）（日語）
- 《假面騎士ZI-O》東映官網 （页面存档备份，存于）（日語）
- 假面騎士系列萬代官網 （页面存档备份，存于）（日語）
- 假面騎士ZI-O的X（前Twitter）

| 香港 ViuTV 星期一至三 12:30 - 13:00 4月22日暫停播映 | 香港 ViuTV 星期一至三 12:30 - 13:00 4月22日暫停播映   | 香港 ViuTV 星期一至三 12:30 - 13:00 4月22日暫停播映 |
| --------------------------------------------------- | ----------------------------------------------------- | --------------------------------------------------- |
|                                                     | （2020年4月13日 - 2020年8月4日）                      |                                                     |
| 超人R / B 重播 （星期一至五）                       | Battle Spirits - 最強銀河究極Zero 重播 （星期一至三） |                                                     |

| 台灣 霹靂電視台 星期一至五 18:00 - 18:30（國語發音） 23:00 - 23:30（日語發音） | 台灣 霹靂電視台 星期一至五 18:00 - 18:30（國語發音） 23:00 - 23:30（日語發音） | 台灣 霹靂電視台 星期一至五 18:00 - 18:30（國語發音） 23:00 - 23:30（日語發音） |
| ------------------------------------------------------------------------------ | ------------------------------------------------------------------------------ | ------------------------------------------------------------------------------ |
|                                                                                | （2020年7月21日 - 2020年9月25日）                                              |                                                                                |
| 東離劍遊紀2 （18:00 - 19:00） （2020年7月10日 - 2020年7月20日）                | （18:00 - 18:30） （2020年9月28日 - 2020年12月3日）                            |                                                                                |